# Умершие в феврале 2023 года
Это список известных людей, соответствующих установленным критериям значимости (см. Википедия:Критерии значимости персоналий), умерших в феврале 2023 года.
Причина смерти указывается лишь в исключительных случаях (убийство, самоубийство, гибель в результате военных действий, смертная казнь, ДТП или несчастные случаи). В остальных случаях — не указывается.

## 28 февраля

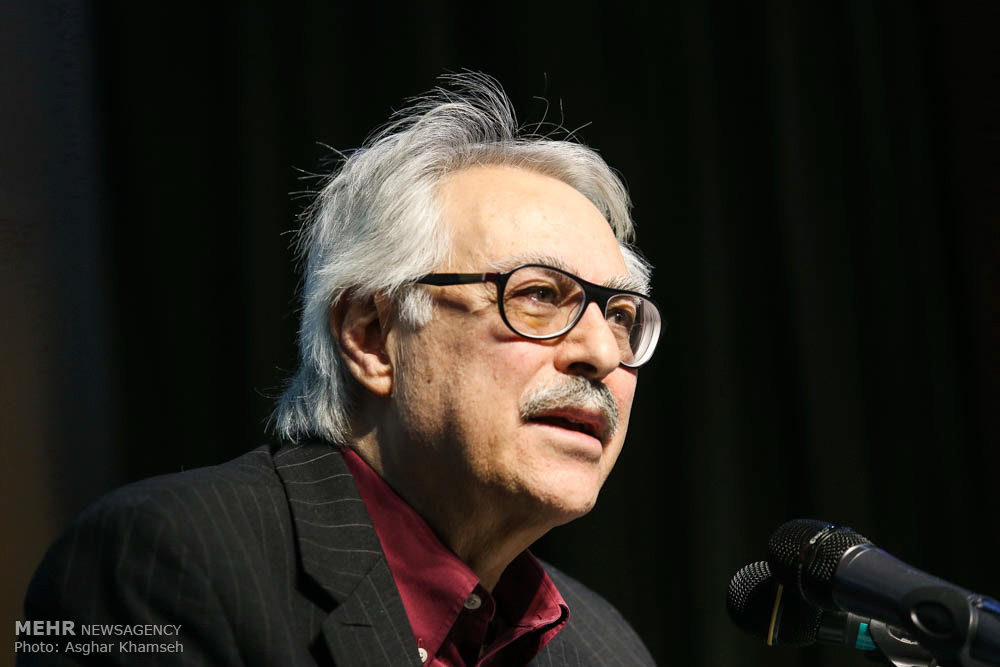
Джавад Табатабаи

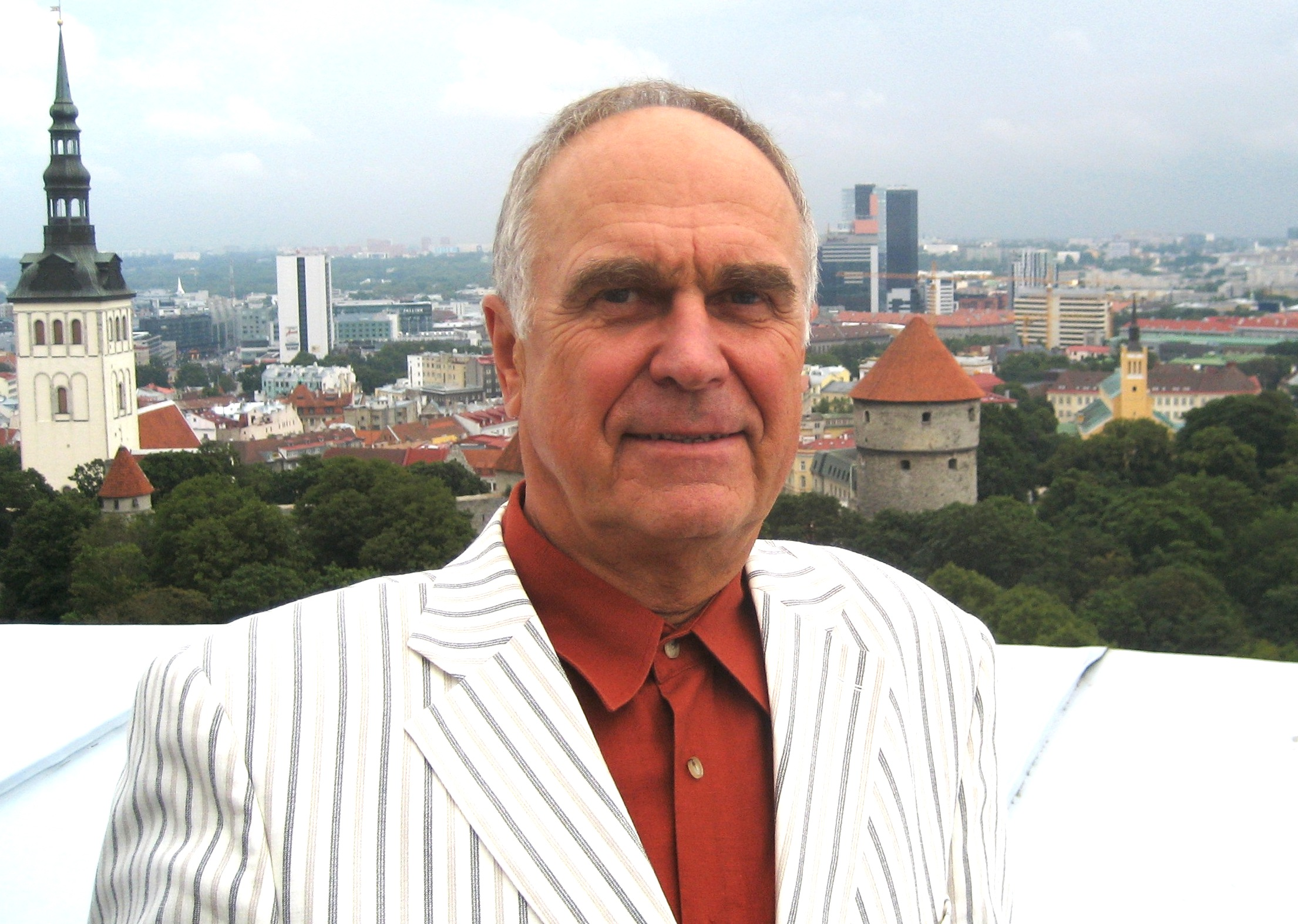
Индрек Тооме

- Акопян, Вардан Саргисович (74) — армянский поэт, драматург, доктор филологических наук (1998), профессор, заслуженный деятель культуры Республики Армения (2005)[1].
- Власов, Владимир Михайлович (84) — советский и российский политический и хозяйственный деятель, председатель Свердловского облисполкома (1987—1990)[2].
- Горьков, Александр Юрьевич (70) — советский и российский военачальник, начальник Зенитных ракетных войск ВВС (2000—2008), генерал-лейтенант[3].
- Доннелли, Брайан[англ.] (77) — американский политик, член Палаты представителей (1979—1993)[4].
- Йелич, Милан[серб.] (79) — югославский и сербский режиссёр, актёр, драматург и сценарист[5].
- Ковалик, Владимир (86) — чехословацкий и словацкий тренер по волейболу, тренер женской олимпийской сборной Чехословакии[6].
- Констан, Ивонн[англ.] (92) — французская актриса, певица и танцовщица[7].
- Табатабаи, Джавад (77) — иранский философ, почётный профессор Тегеранского университета[8].
- Тернер, Грант[англ.] (64) — новозеландский футболист, игрок национальной сборной[9].
- Тооме, Индрек Хербертович (79) — советский партийный и государственный деятель, председатель Совета министров Эстонской ССР (1988—1990)[10].
- Хансен, Йенс Кристиан[дат.] (96) — датский политический деятель, министр[11].

## 27 февраля

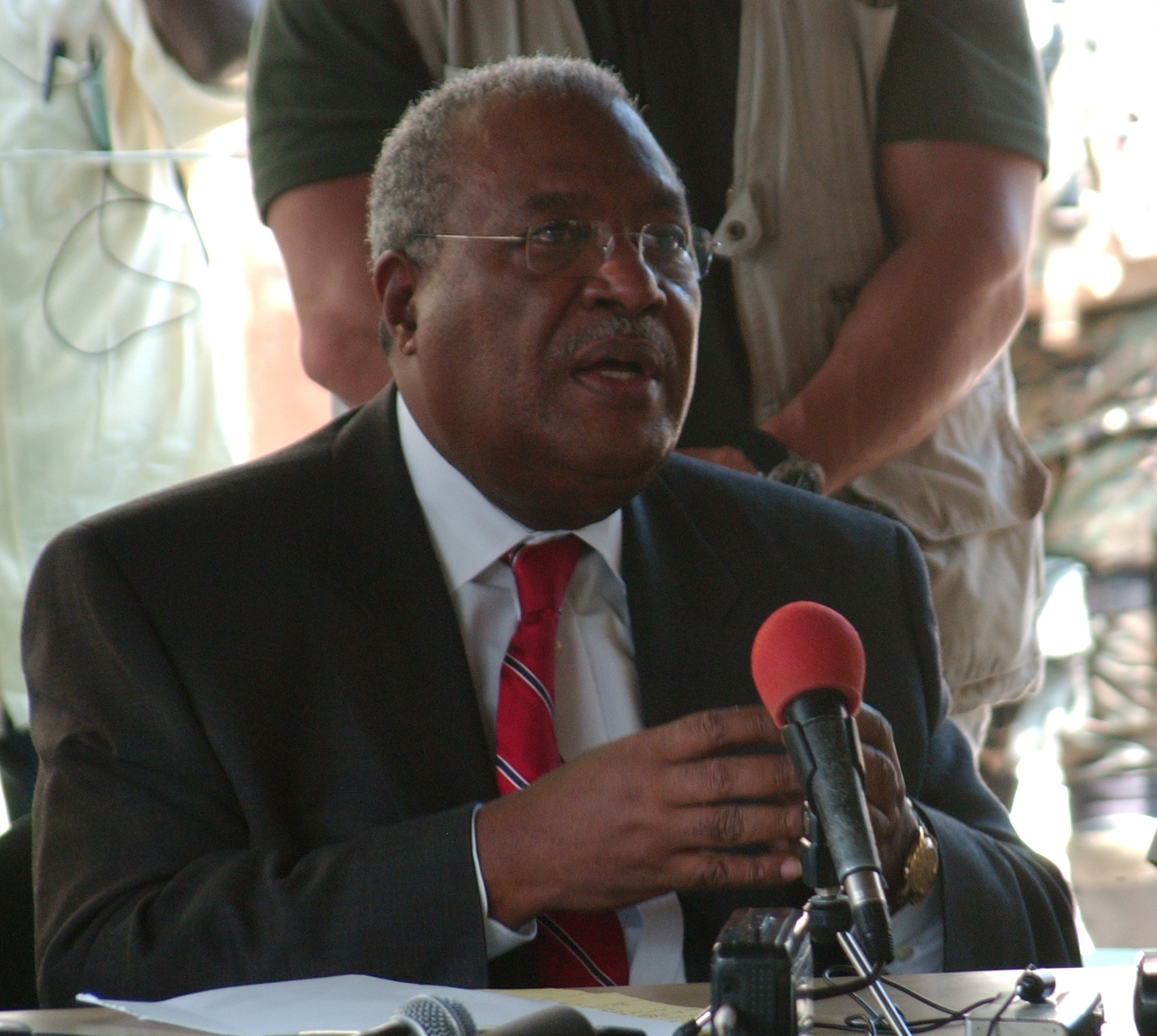
Жерар Латортю

- Байков, Александр Алексеевич (93) — советский передовик сельскохозяйственного производства, Герой Социалистического Труда (1973)[12].
- Борроуз, Честер[англ.] (65) — новозеландский политический деятель, министр по делам судов (2011—2014), вице-спикер Палаты представителей (2014—2017)[13].
- Браунинг, Рику[англ.] (93) — американский актёр, сценарист и режиссёр[14].
- Гагарин, Василий Владимирович (62) — советский и российский шахматист, мастер спорта СССР (1984), международный мастер[15].
- Дударев, Алексей Ануфриевич (72) — советский и белорусский драматург и сценарист[16].
- Ист, Пол[англ.] (76) — новозеландский политический деятель, депутат парламента (1978—1999) и министр обороны (1996—1997)[17].
- Латортю, Жерар (88) — гаитянский политический и государственный деятель, премьер-министр (2004—2006), министр иностранных дел (1988)[18].
- Литвиненко, Леонид Николаевич (84) — советский и украинский радиофизик и радиоастроном, академик НАН Украины (1992)[19].
- Мэттинсон, Барни (87) — американский сценарист, продюсер и художник анимационного кино[20].
- Сидорский, Филипп Филиппович (85) — советский и российский дипломат, посол России в Узбекистане (1992—1997), в Боснии и Герцеговине (1998—2000)[21].
- Соболева, Надежда Александровна (87) — советский и российский историк, доктор исторических наук, главный научный сотрудник ИРИ РАН[22].
- Шабалов, Николай Павлович (83) — советский и российский педиатр, доктор медицинских наук, профессор, заслуженный деятель науки Российской Федерации (2003), заслуженный врач Российской Федерации (2015)[23].
- Шушунов, Владимир Дмитриевич (74) — советский и российский военный деятель, лётчик-испытатель, Герой России (1998)[24].

## 26 февраля

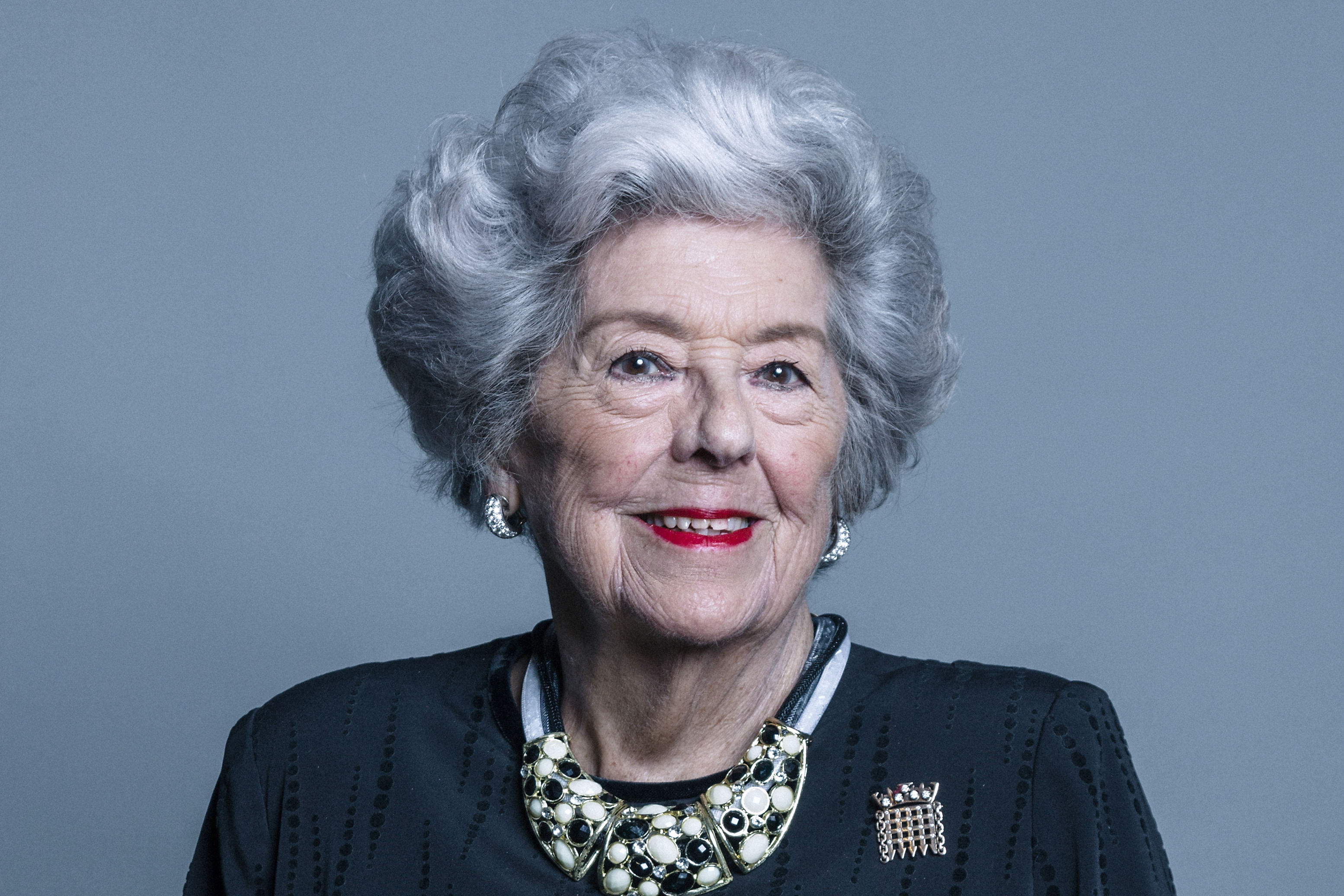
Бетти Бутройд

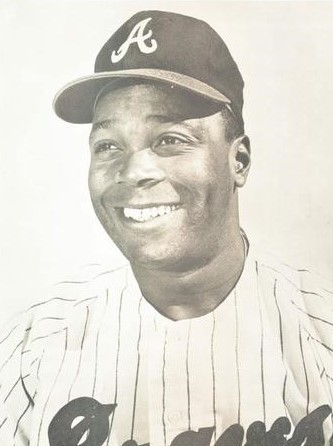
Сэнди Вальдеспино

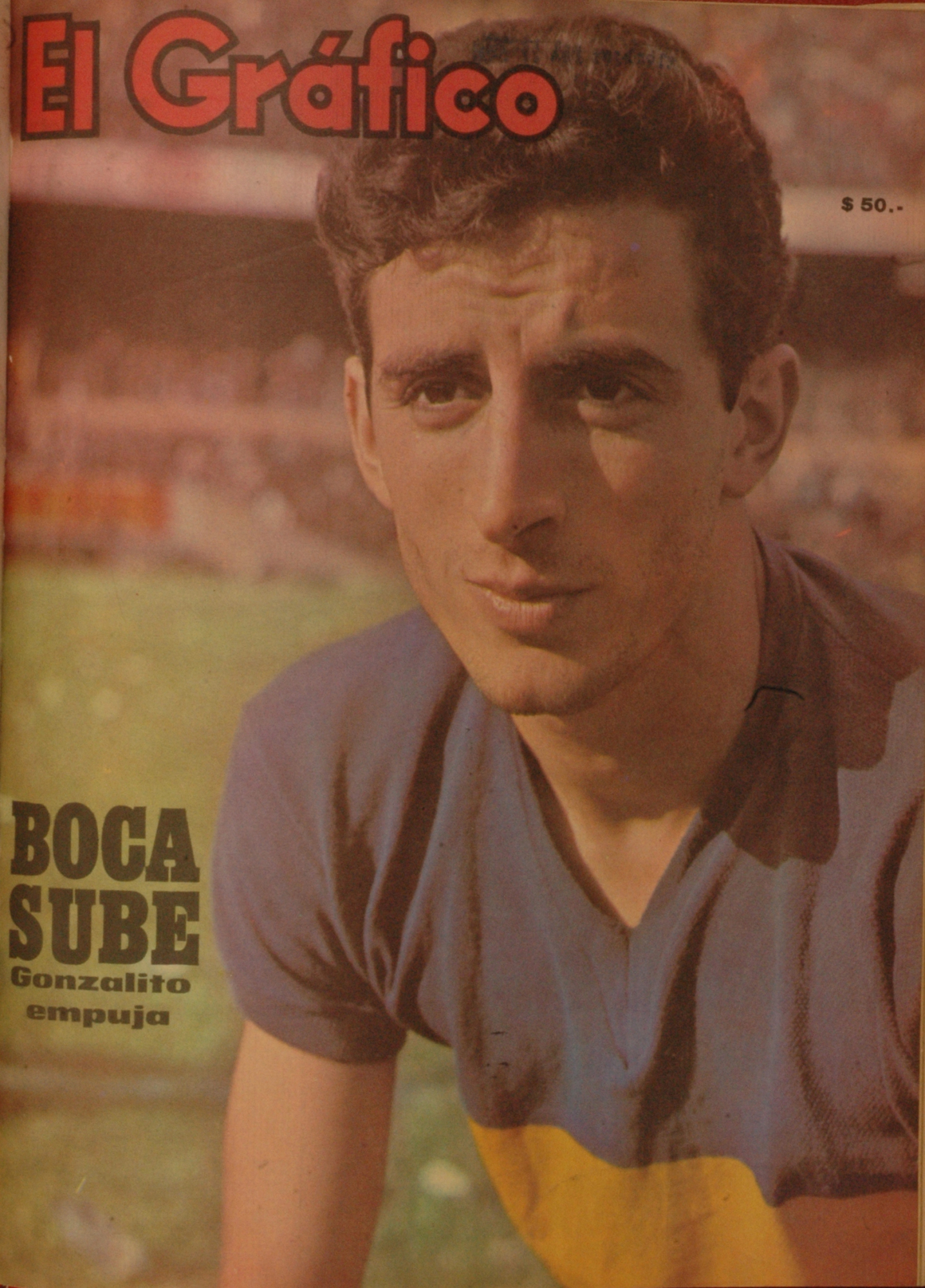
Альберто Гонсалес

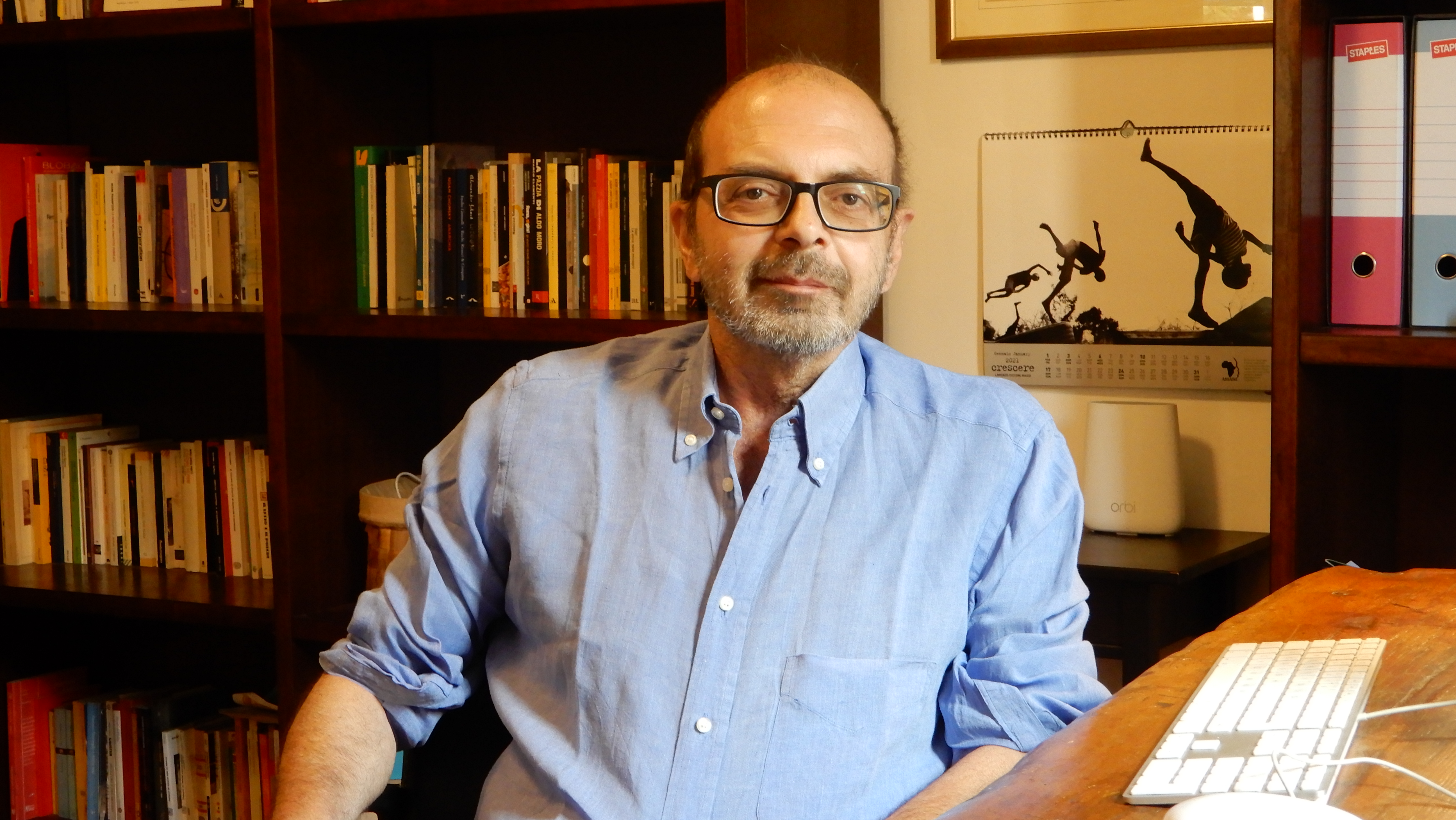
Курцио Мартезе

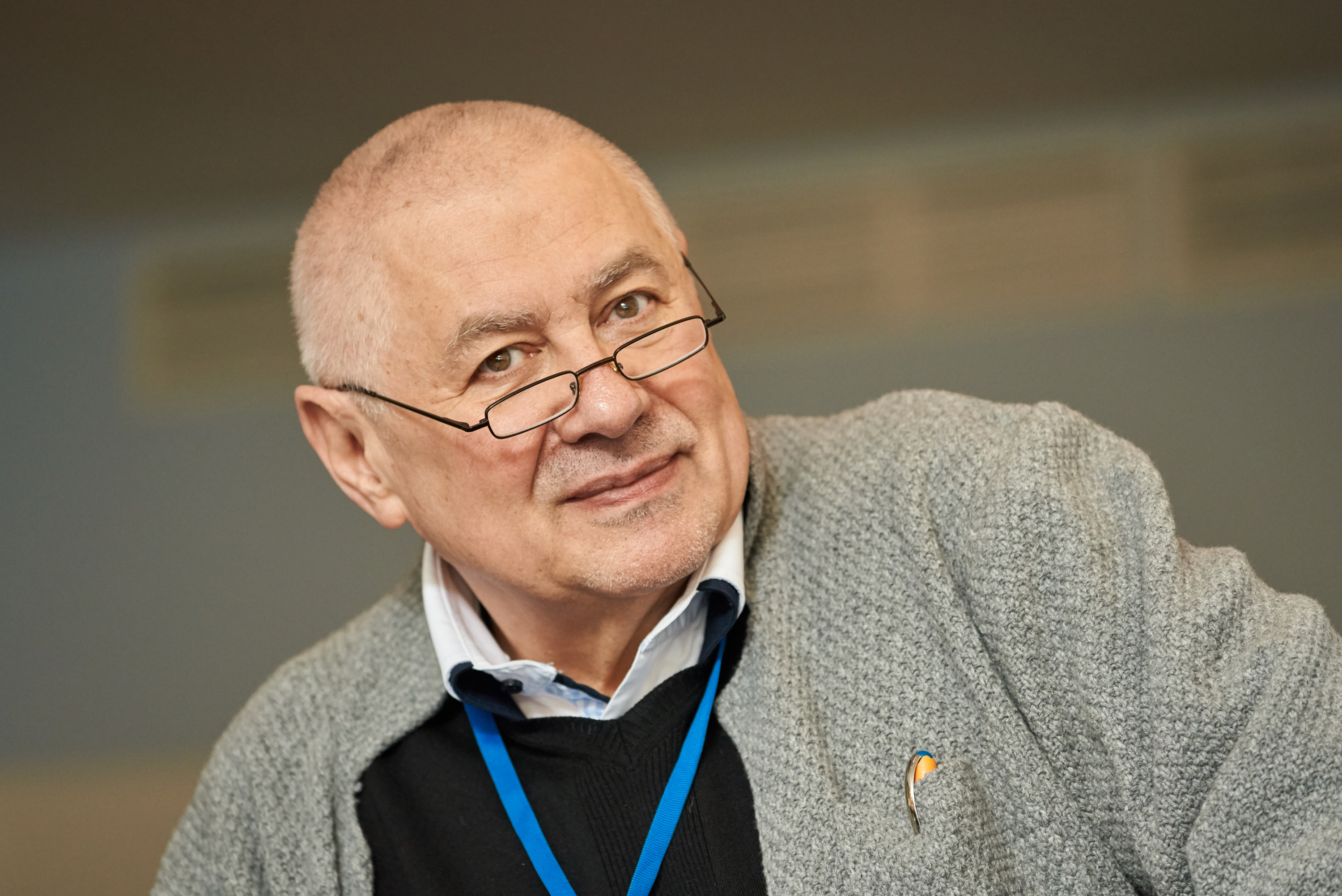
Глеб Павловский

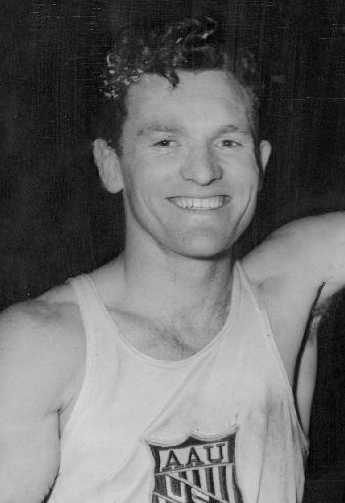
Роберт Ричардс

- Бутройд, Бетти (93) — британский государственный деятель, Спикер палаты общин (1992—2000)[25].
- Вальдеспино, Сэнди (84) — кубинский бейсболист[26].
- Гонсалес, Альберто (81) — аргентинский футболист, игрок «Бока Хуниорс» и национальной сборной, серебряный призёр чемпионата Южной Америки (1967)[27].
- Злотин, Роман Исаевич (82) — российский и американский биогеограф, профессор[28].
- Мальтезе, Курцио (63) — итальянский журналист и политик, депутат Европейского парламента (2014—2019)[29].
- Огэшану, Валерия (76) — румынская актриса[30].
- Осорто, Франсиско (65) — сальвадорский футболист[31].
- Павловский, Глеб Олегович (71) — российский политолог, публицист и журналист, телеведущий, издатель, педагог, политтехнолог[32].
- Ричардс, Роберт (97) — американский прыгун с шестом и десятиборец, чемпион и призёр Панамериканских и Олимпийских игр, олимпийский рекордсмен, кандидат в президенты США (1984)[33].
- Сабитов, Рашит Махмутович (85) — советский и российский башкирский писатель[34].
- Удгаард, Нильс Мортен (82) — норвежский политолог, журналист, историк и политик[35].
- Шурыгин, Валерий Иванович (85) — советский боксёр, советский и российский тренер, заслуженный тренер России[36].
- Шенгюль, Зия (79) — турецкий футболист и тренер, игрок национальной сборной[37].

## 25 февраля

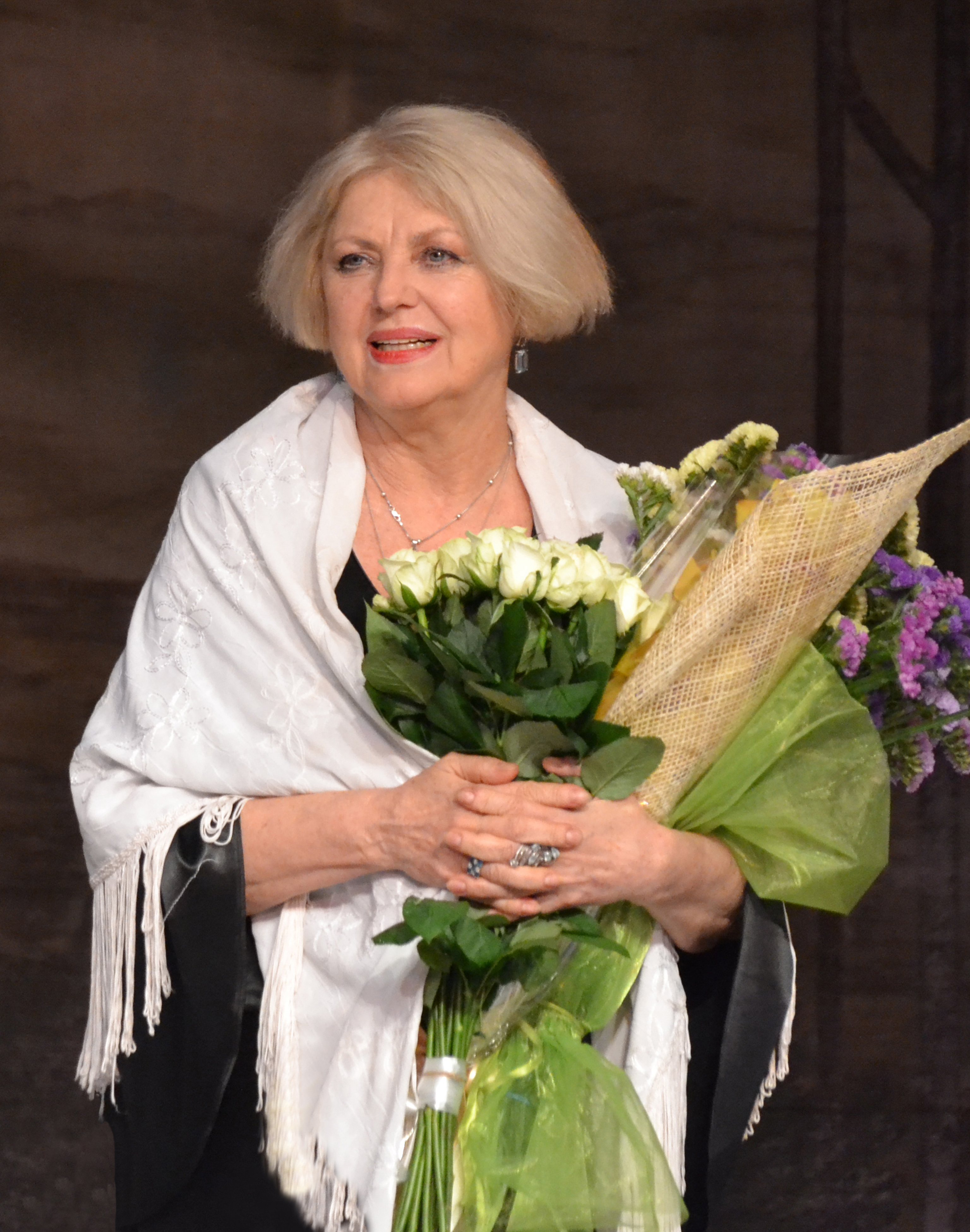
Светлана Брагарник

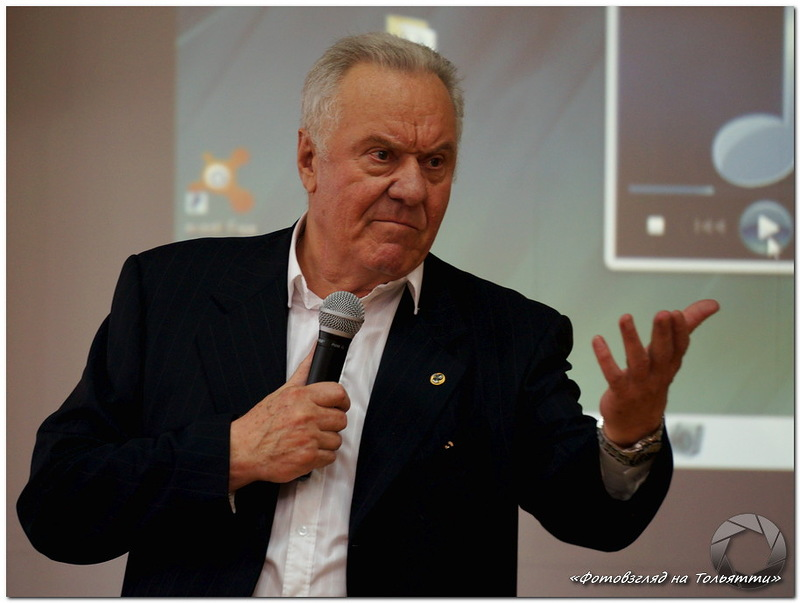
Александр Зибарев

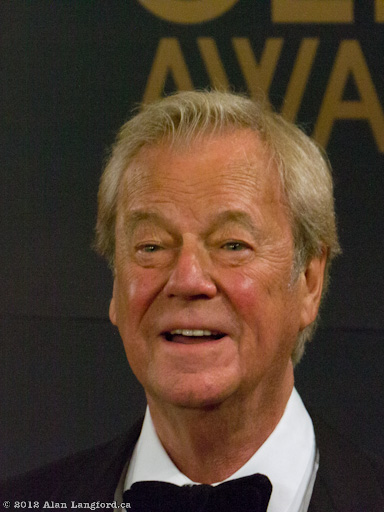
Гордон Пинсент

- Бабюк, Виктор (84) — румынский политический деятель, министр национальной обороны (1996—2000), депутат парламента (1990, 1992—2004)[38].
- Бейкин, Яков Борисович (73) — советский и российский врач, заслуженный врач Российской Федерации, доктор медицинских наук, профессор[39].
- Брагарник, Светлана Михайловна (78) — советская и российская актриса, народная артистка Российской Федерации (1992)[40].
- Зибарев, Александр Григорьевич (84) — российский бизнесмен и экономист, член-корреспондент РАН (1994)[41].
- Короновский, Николай Владимирович (89) — советский и российский геолог, доктор геолого-минералогических наук (1980), профессор МГУ,  заслуженный деятель науки России (1993)[42].
- Ламсден, Дэвид[англ.] (94) — британский музыкант и музыкальный педагог, директор Королевской академии музыки (1982—1993)[43].
- Пеничка, Мартин (53) — чехословацкий и чешский футболист, чемпион Чехии (1995/1996) в составе «Славии» Прага[44].
- Пинсент, Гордон (92) — канадский актёр, режиссёр, сценарист и певец[45].
- Фергюсон, Уолтер[англ.] (103) — костариканский певец и автор песен калипсо[46].
- Шора, Михай[рум.] (106) — румынский философ и государственный деятель, министр образования (1989—1990)[47].
- Энгонга-Овоно, Франсуа (77) — габонский политик, министр труда и занятости (2009), генеральный секретарь канцелярии Президента (2009—2011)[48].

## 24 февраля

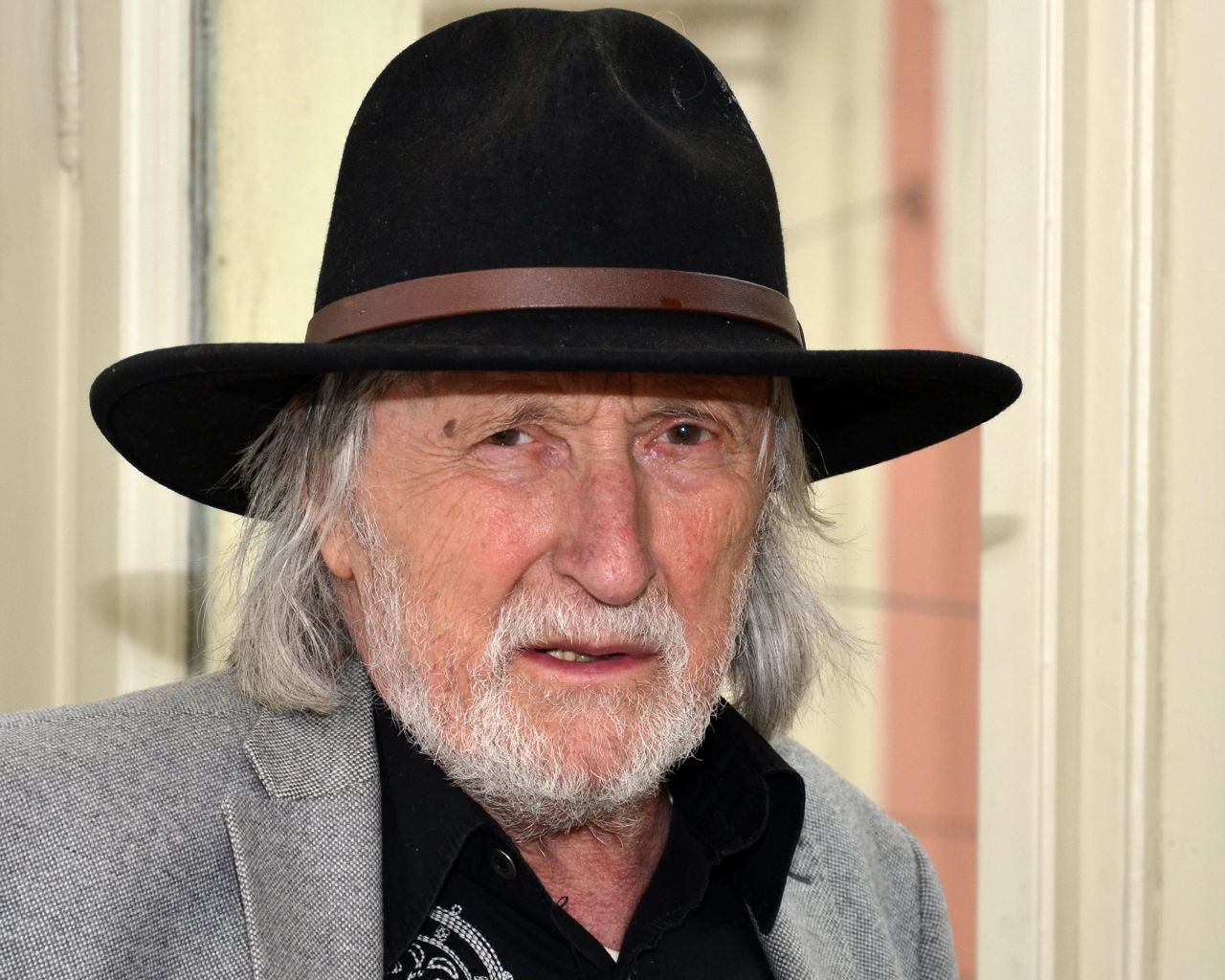
Юрай Якубиско

- Абурезк, Джеймс[англ.] (92) — американский политический деятель, сенатор (1973—1979)[49].
- Гонсалес Гонсалес, Фелипе[исп.] (76) — мексиканский политический деятель, губернатор штата Агуаскальентес (1998—2004), сенатор (2006—2012)[50].
- Костанцо, Маурицио[итал.] (84) — итальянский журналист, сценарист и телеведущий[51].
- Король, Сергей Владимирович (52) — украинский военнослужащий, капитан, участник российско-украинской войны, Герой Украины (2023, посмертно); погиб в бою.
- Лизе, Вальтер (97) — немецкий лесовод, профессор, писатель[52].
- Мириш, Уолтер[англ.] (101) — американский кинопродюсер, лауреат премии «Оскар»[53].
- Пайнеман, Эдит[нем.] (85) — немецкая скрипачка и музыкальный педагог[54].
- Рокетт, Петер (95) — немецкий математик, профессор Гейдельбергского университета, член Гейдельбергской академии наук и Леопольдины[55].
- Шекхават, Девисингх Рансингх[англ.] (88) — индийский политический деятель, первый джентльмен[англ.] (2007—2012), мэр Амравати (1991—1992), супруг Пратибхи Патил[56].
- Якубиско, Юрай (84) — чехословацкий и словацкий кинорежиссёр[57].
- Darkhan Juzz (31) — казахстанский певец, автор песен, саунд-продюсер и музыкант; ДТП[58].

## 23 февраля

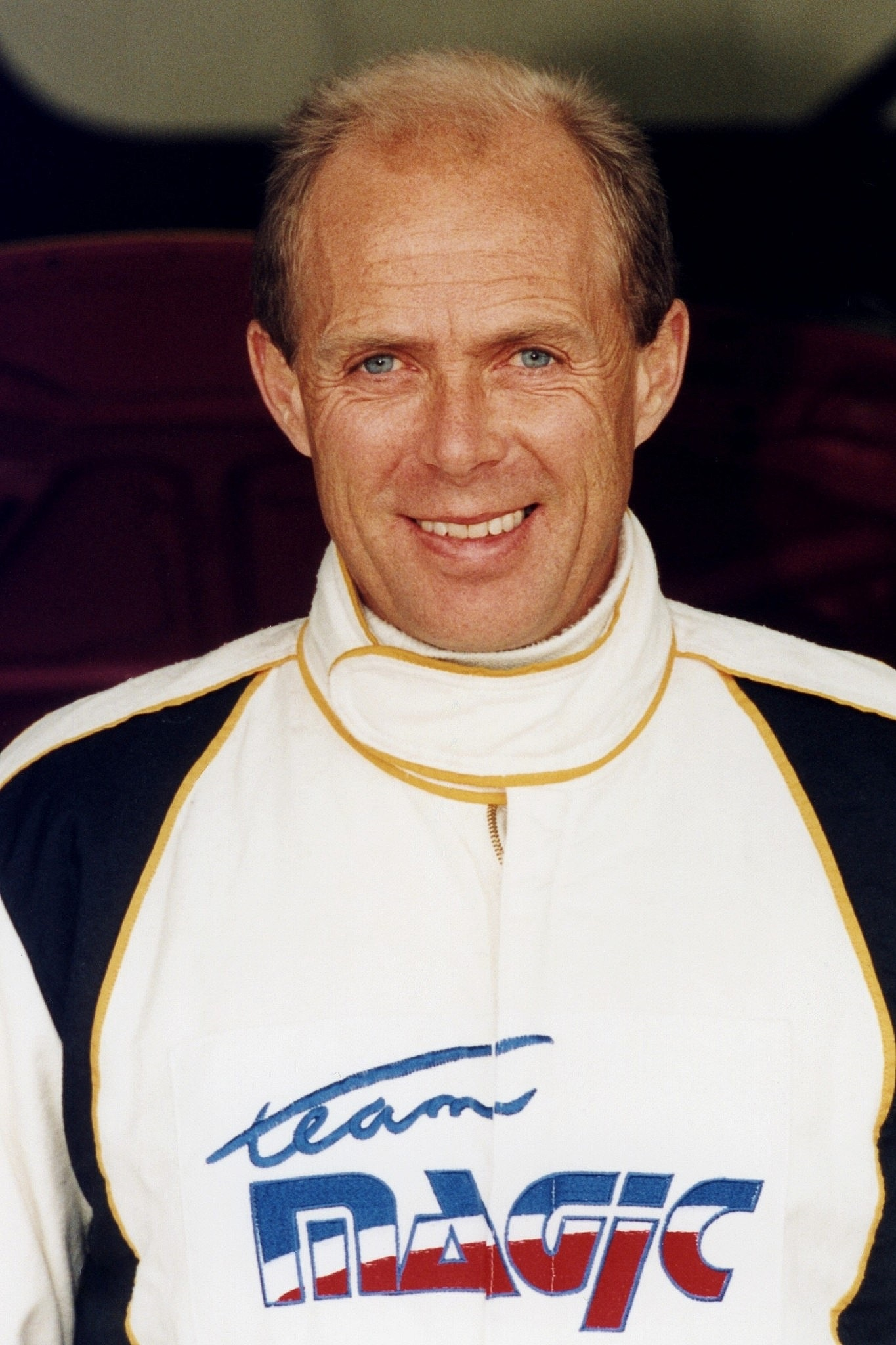
Слим Боргудд

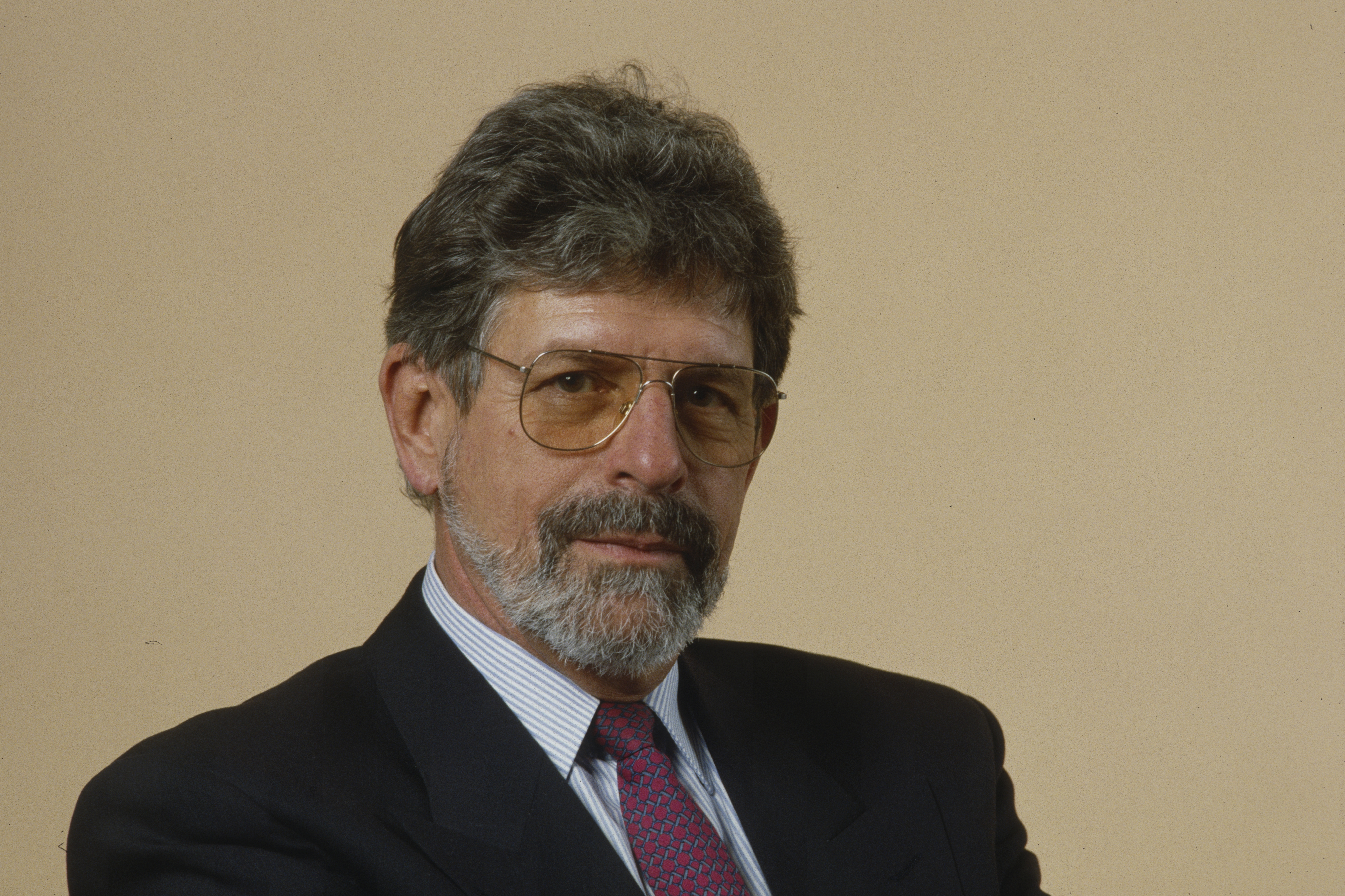
Франсуа Кушпен

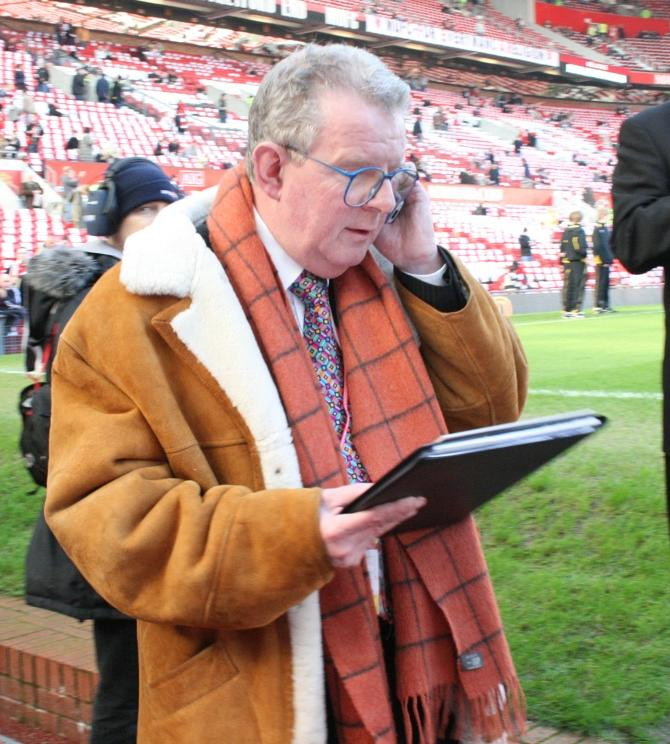
Джон Мотсон

- Аскеров, Али Рагим оглы (62) — азербайджанский оперный певец (бас), солист Азербайджанского театра оперы и балета, народный артист Азербайджана (2012)[59].
- Боргудд, Слим (76) — шведский музыкант и автогонщик, участник чемпионата мира по автогонкам в классе Формула-1, чемпион Европы по автогонкам на грузовых автомобилях (1995)[60].
- Кривошеев, Владимир Николаевич (?) — советский и российский государственный и хозяйственный деятель, заместитель министра гражданской авиации СССР (1988—1992)[61].
- Кушпен, Франсуа (88) — швейцарский юрист и государственный деятель, федеральный канцлер Швейцарии (1991—1999)[62].
- Лисевский, Адам[пол.] (78) — польский фехтовальщик, бронзовый призёр летних Олимпийских игр 1968 года[63].
- Мотсон, Джон (77) — английский футбольный комментатор и писатель[64].
- Нирта, Джузеппе[итал.] (82) — итальянский деятель криминального мира, серийный убийца, главарь мафиозной группировки Ндрангета[65].
- Савчук, Мария Нефедьевна (92) — советский передовик сельского хозяйства, Герой Социалистического Труда (1973)[66].
- Самохин, Валентин Владимирович (84) — советский и российский тренер, заслуженный тренер России по лыжным гонкам[67].
- Фишер, Сид[англ.] (95) — австралийский бизнесмен и яхтсмен, считающийся самым успешным яхтсменом Австралии[68].
- Эрл, Тони[англ.] (86) — американский политический деятель, губернатор Висконсина (1983—1987)[69].

## 22 февраля

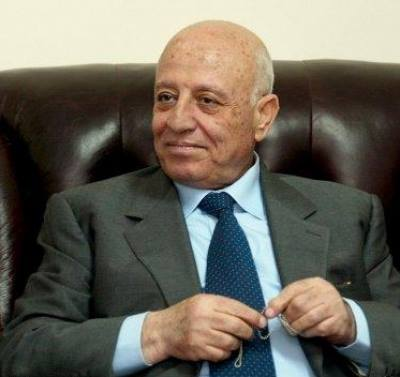
Ахмед Куреи

- Бланков, Борис Владимирович (75) — советский и российский артист балета, заслуженный артист РСФСР (1983)[70].
- Дембоба, Гурему (88) — эфиопский шоссейный велогонщик, участник летних Олимпийских игр (1956, 1960)[71].
- Зиглер, Филип (93) — британский биограф и историк[72].
- Куреи, Ахмед (85) — палестинский государственный и политический деятель, министр экономики, торговли и промышленности (1994—1996), председатель законодательного совета (1996—2003), премьер-министр (2003—2006)[73].
- Лобо, Татьяна (83) — костариканская писательница[74].
- Матиас, Жерману[порт.] (88) — бразильский певец, композитор и киноактёр[75].
- Морозова, Людмила Евгеньевна (75) — советский и российский историк, доктор исторических наук (2001)[76].
- Мусатов, Владимир Сергеевич (84) — советский тренер по дзюдо и самбо, заслуженный тренер РСФСР[77].
- Суреш, Суби[англ.] (41) — индийская актриса и телеведущая[78].
- Цукада, Тасуку[яп.] (86) — японский политический деятель, мэр города Нагано (1985—2001)[79].
- Чунаев, Борис Николаевич (85) — советский и российский актёр театра и кино, заслуженный артист РСФСР (1986)[80].

## 21 февраля

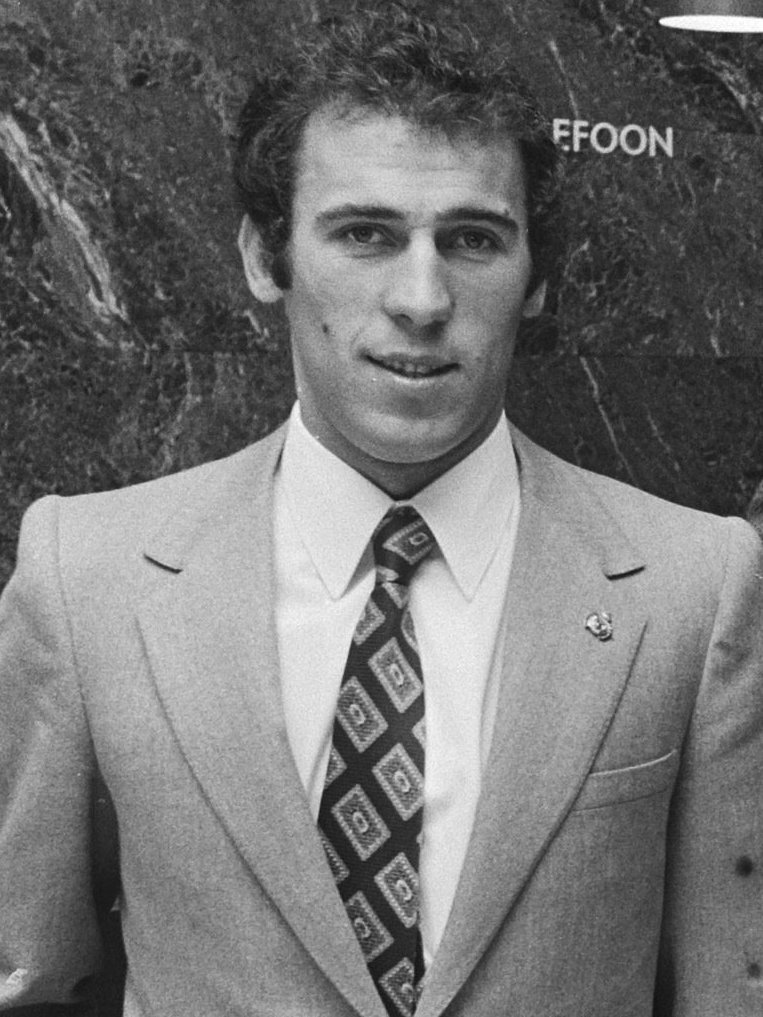
Амансио Амаро

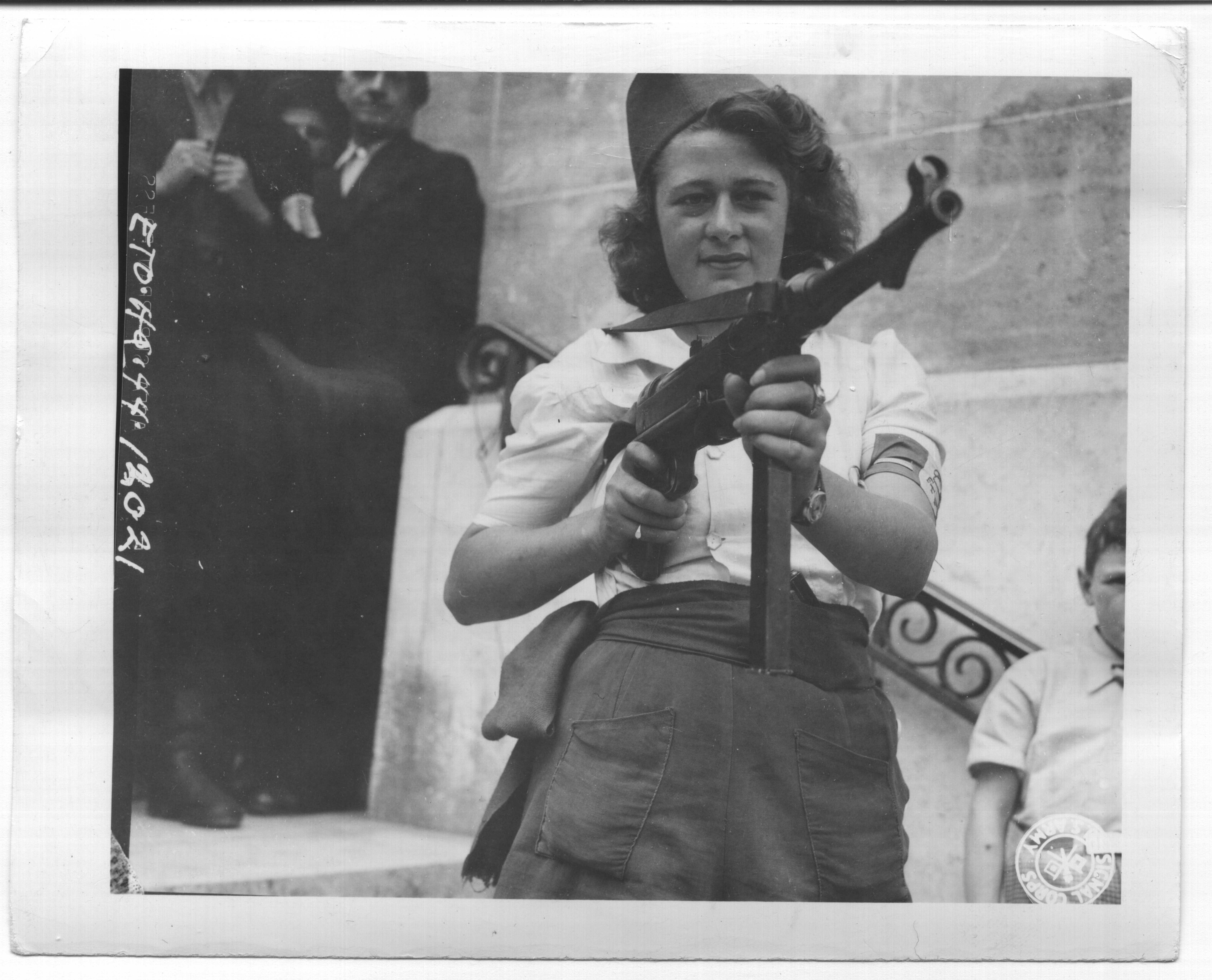
Симона Сегуэн

- Амаро, Амансио (83) — испанский футболист, игрок национальной сборной, чемпион Европы (1964)[81].
- Араужу, Ирис ди[порт.] (79) — бразильский политик, член Палаты депутатов (2007—2015)[82].
- Асарис, Гунар Константинович (88) — советский и латвийский архитектор, академик АХ СССР (1988), почётный зарубежный академик Российской академии художеств, заслуженный архитектор Латвийской ССР (1978)[83].
- Ахмедов, Магомед Ахмедович (67) — советский и российский дагестанский писатель, поэт и переводчик, народный поэт (писатель) Дагестана[84].
- Баринка, Йозеф (79) — чехословацкий и словацкий художник[85].
- Герман (Параскевопулос) (90) — епископ Элладской православной церкви на покое, митрополит Элеаский (1981—2022)[86].
- Годованюк, Елена Марковна (93) — советский и украинский архитектор, лауреат Государственной премии Украины в области архитектуры (2007)[87].
- Калантари Талегани, Ирадж[англ.] (85) — иранский архитектор[88].
- Люца, Мимика[алб.] (85) — албанская актриса и танцовщица[89].
- Марданов, Видади Нажмуддинович (36/37) — российский спортсмен, чемпион мира по грэпплингу и джиу-джитсу, тренер; убит[90].
- Новруз, Рамиз (67) — советский и азербайджанский актёр, народный артист Азербайджана (1998)[91].
- Нысанбаев, Абдималик Нысанбаевич (85) — советский и казахстанский философ, академик НАН РК (2003)[92].
- Пашков, Евгений Валентинович (78) — советский и российский деятель науки, ректор Севастопольского научно-технического университета (2008—2014)[93].
- Сегуэн, Симона (97) — деятельница французского движения Сопротивления, кавалер Военного креста 1939—1945 годов[94].
- Тиллер, Надя[нем.] (93) — австрийская киноактриса[95].
- Чой, Эбби (28) — гонконгская светская львица и модель; убита[96].
- Щукин, Анатолий Николаевич (91) — советский и российский педагог, профессор (1981)[97].

## 20 февраля

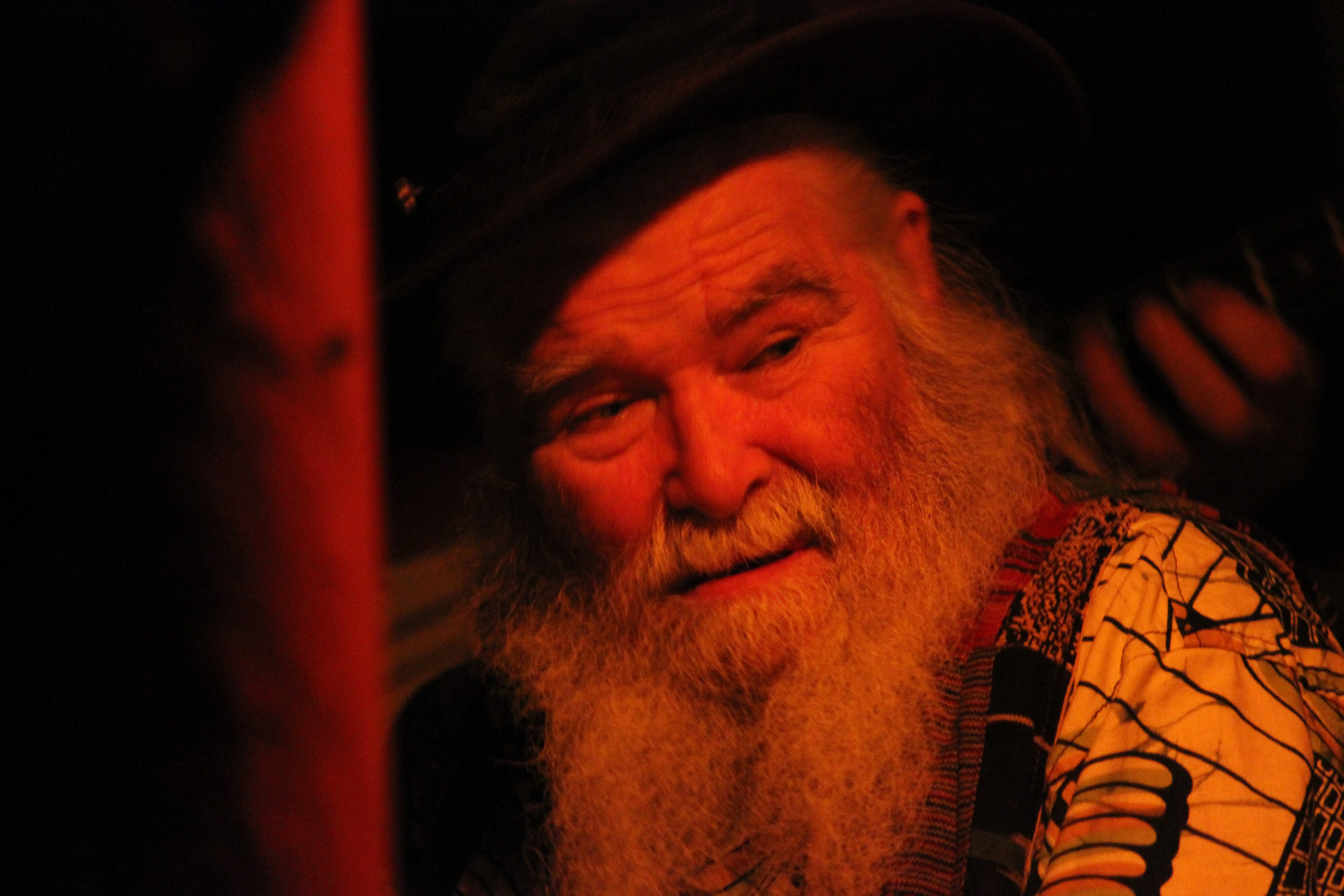
Виктор Брокс

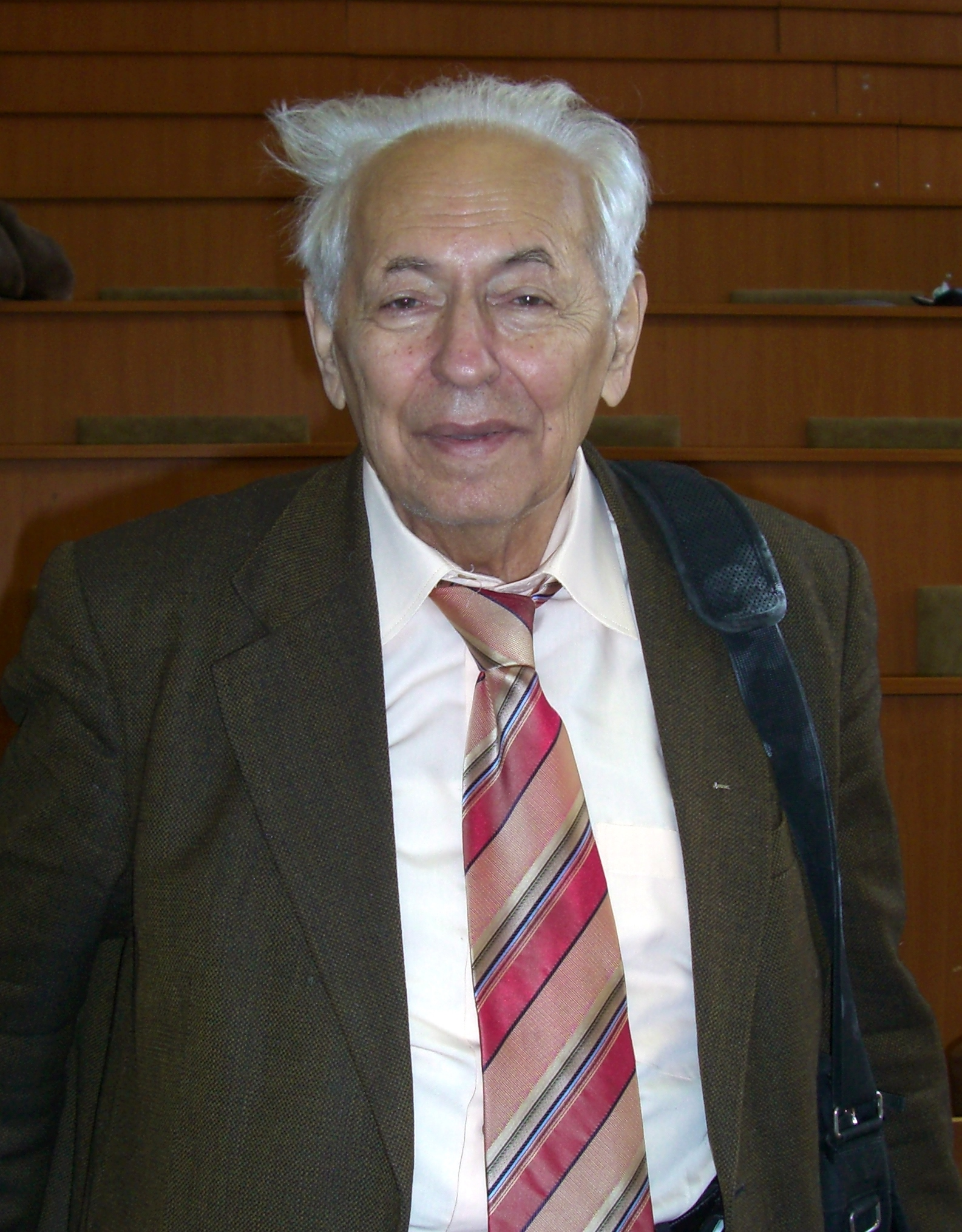
Семён Герштейн

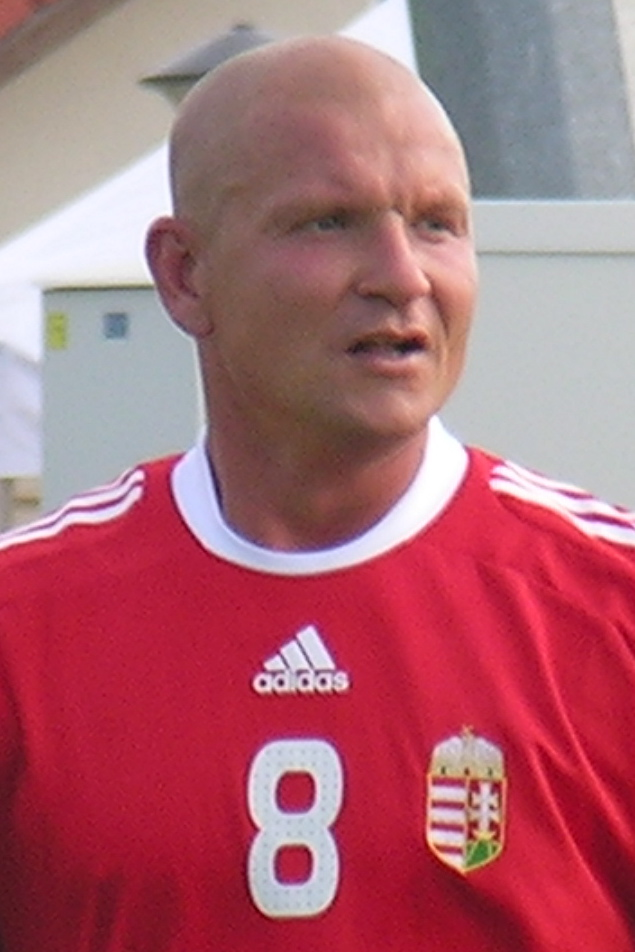
Миклош Лендваи

- Брокс, Виктор (81) — английский блюзовый музыкант[98].
- С. К. Бхагаван[англ.] (89) — индийский кинорежиссёр, продюсер и сценарист[99].
- Герштейн, Семён Соломонович (93) — советский и российский физик-теоретик, академик РАН (2003)[100].
- Кохли, Ом Пракаш[англ.] (87) — индийский политик, член Раджья сабхи (1994—2000), губернатор Гуджарата (2014—2019)[101].
- Лендваи, Миклош (47) — венгерский футболист, игрок национальной сборной, участник летних Олимпийских игр (1996)[102].
- Эруйгур, Шенер (81) — турецкий военный деятель, генерал-полковник, командующий Сухопутными войсками Турции (2000—2002), главнокомандующий Турецкой жандармерии (2002—2004)[103].

## 19 февраля

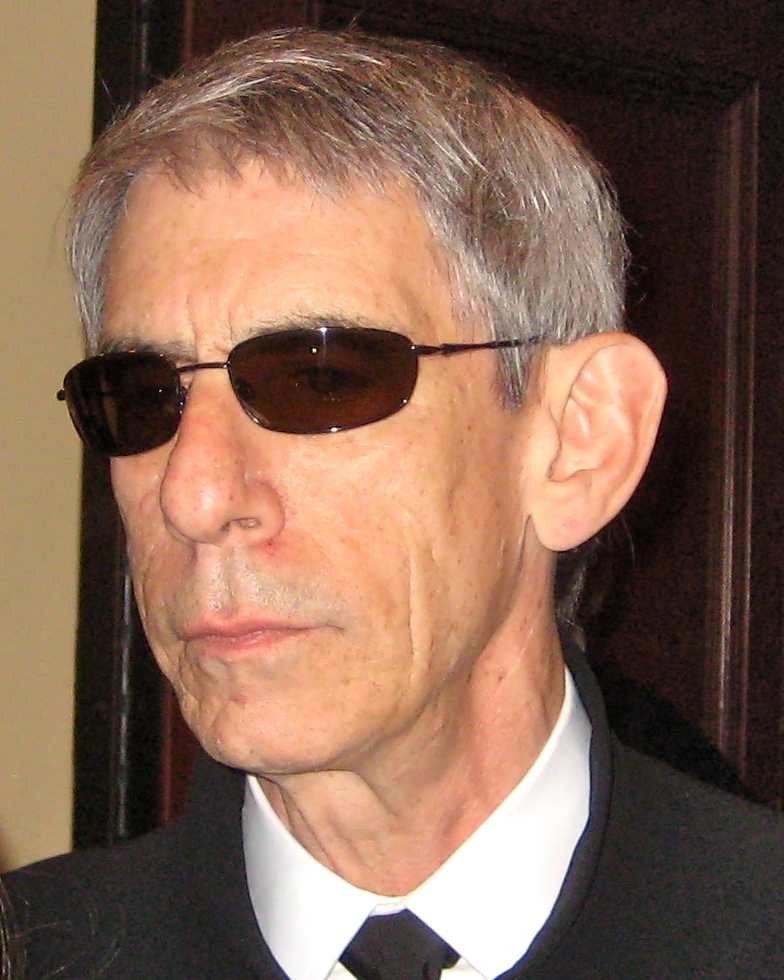
Ричард Белзер

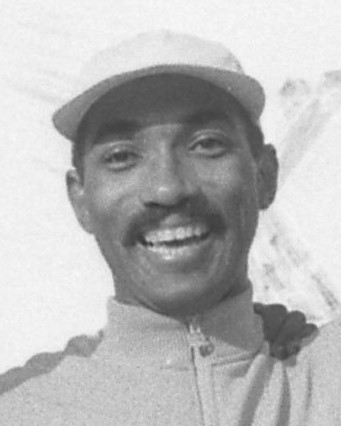
Грег Фостер

- Белзер, Ричард (78) — американский актёр[104].
- Виртен, Рольф[швед.] (91) — шведский политический деятель, министр экономики (1981—1982), депутат Риксдага (1966—1983)[105].
- Ермолова, Валентина Ивановна (83) — советская и украинская писательница и сценарист[106].
- Нюпен, Кристофер (88) — британский кинорежиссёр-документалист[107].
- Панеттьер, Дженсен[англ.] (28) — американский актёр[108]
- Рош, Даниель[фр.] (87) — французский историк[109].
- Фостер, Грег (64) — американский легкоатлет, барьерист, трёхкратный чемпион мира (1983, 1987, 1991), серебряный призёр Олимпийских игр (1984) в беге на 110 метров с барьерами[110].
- Худа, Назмул[англ.] (80) — бангладешский адвокат, политик и государственный деятель, депутат Национальной ассамблеи (1991—2006), министр информации (1991—1996), министр связи (2001—2006)[111].
- Яноши, Ференц (84) — венгерский волейболист, участник летних Олимпийских игр (1964)[112].

## 18 февраля

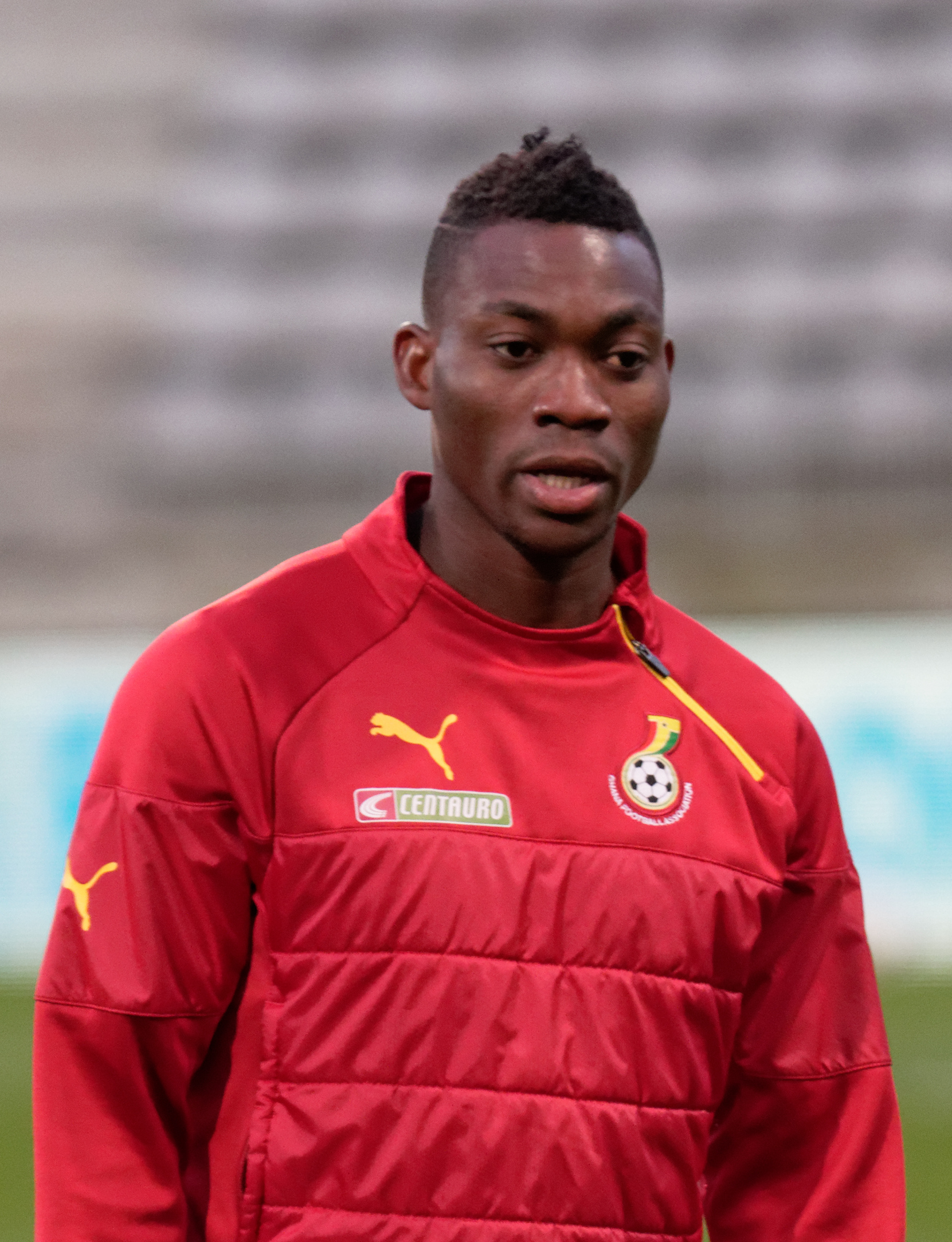
Кристиан Атсу

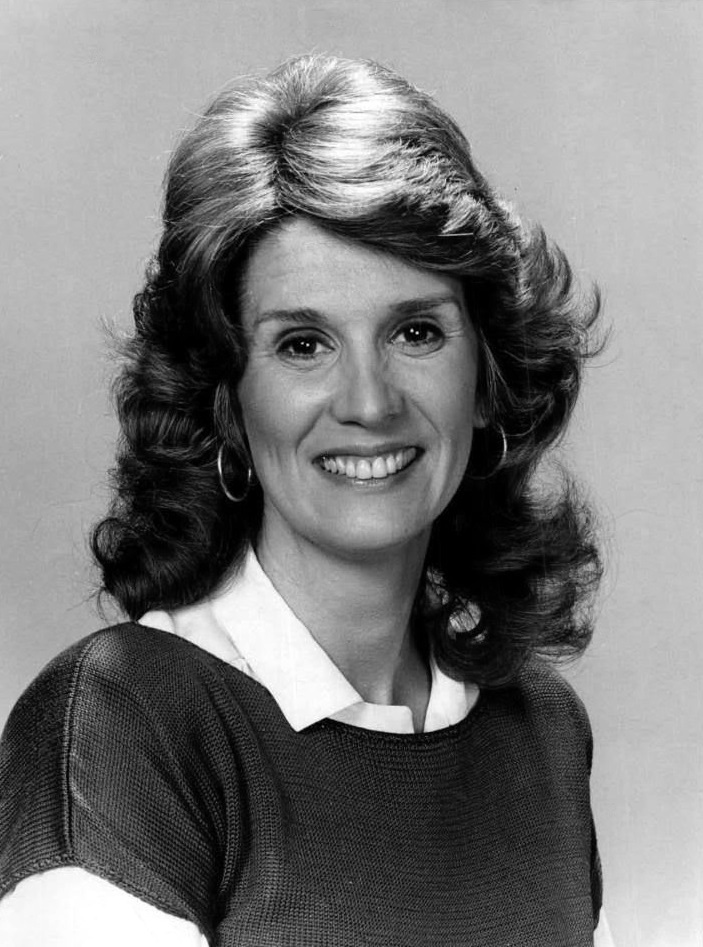
Барбара Боссон

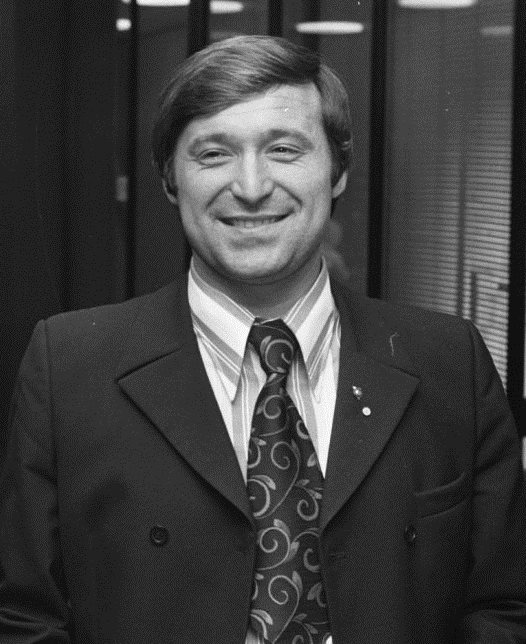
Петр Жеков

- Атсу, Кристиан (31) — ганский футболист, игрок национальной сборной, участник чемпионата мира (2014); погиб в результате землетрясения (тело найдено в этот день)[113].
- Боссон, Барбара (83) — американская киноактриса[114].
- Бройхилл, Джим (95) — американский политический деятель, член палаты представителей (1963—1986) и сенатор (1986)[115].
- Жеков, Петр (78) — болгарский футболист, игрок национальной сборной, серебряный призёр летних Олимпийских игр (1968)[116].
- Жуховицкий, Леонид Аронович (90) — русский писатель, публицист и драматург[117].
- Каскель, Кристоф (91) — немецкий музыкант-ударник и музыкальный педагог[118].
- Кастаньер, Иларио (82) — итальянский футболист, тренер и комментатор[119].
- Миллер, Джордж Трамбулл (79) — австралийский кинорежиссёр[120].
- Нандамури Тарака Ратна (39) — индийский актёр[121].
- Озьязыджы, Ахмет Суат (87) — турецкий футболист и тренер («Трабзонспор»)[122].
- Писаревский, Владимир Львович (87) — советский хоккеист и тренер, радио- и телекомментатор[123].
- Уитлок, Том[англ.] (68) — американский композитор[124].
- Фоминых, Любовь Николаевна (70) — советская и болгарская балерина и педагог, заслуженная артистка РСФСР (1977)[125].
- Херрндорф, Питер (82) — канадский юрист и медиамагнат, президент и главный исполнительный директор Национального центра искусств в Оттаве[126].
- Хуан Да (97) — китайский экономист и деятель образования, ректор Китайского народного университета (1991—1994)[127].
- Шмидт, Джастин (75) — американский биолог и энтомолог, создатель шкалы силы ужалений Шмидта[128].
- Ценцкевич, Витольд (98) — польский архитектор, член Польской академии наук[129].

## 17 февраля

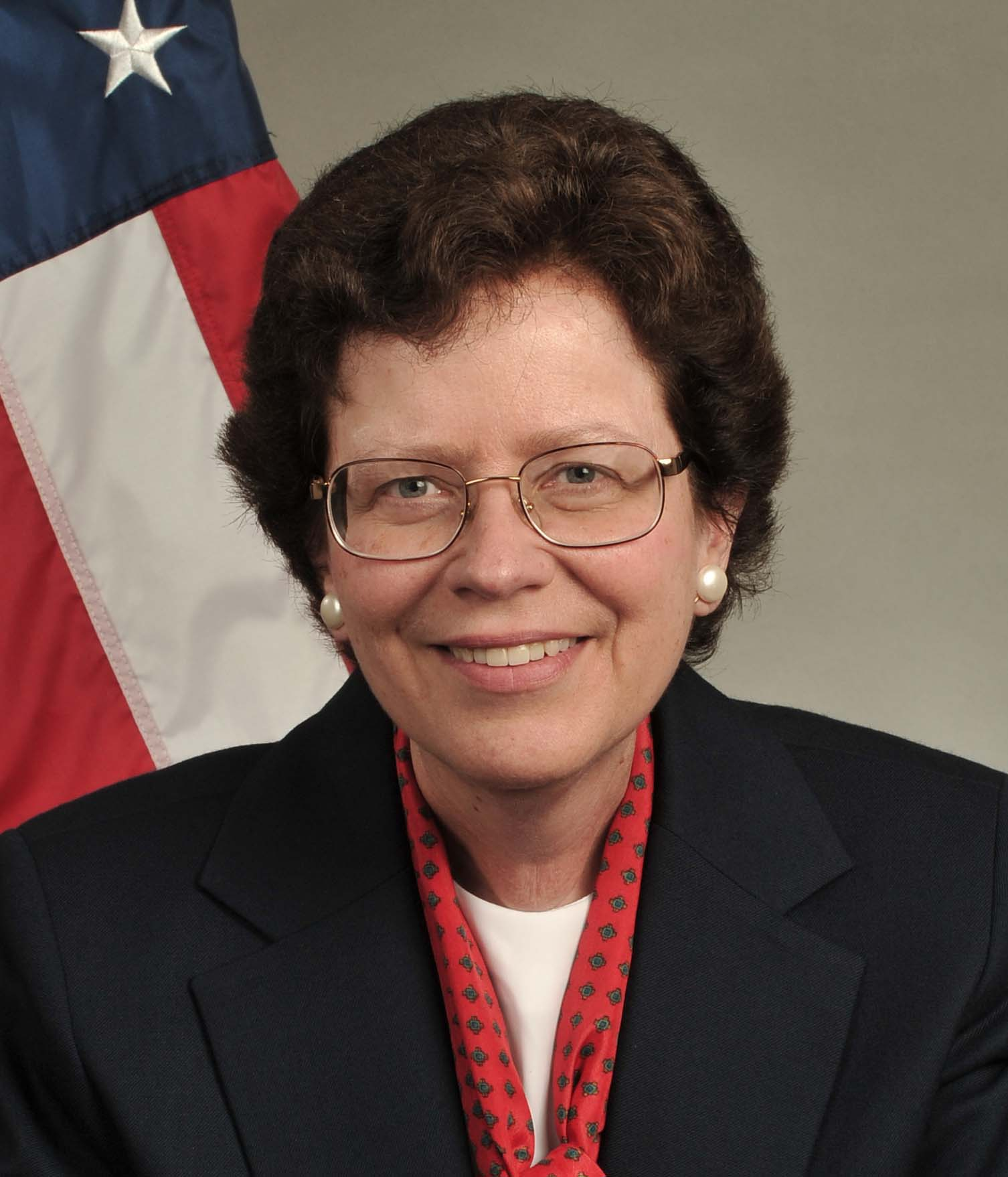
Ребекка Бланк

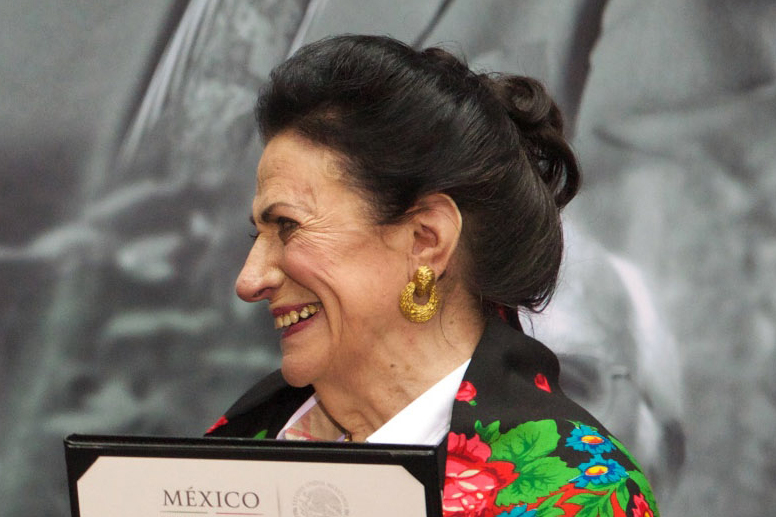
Анхела Гуррия

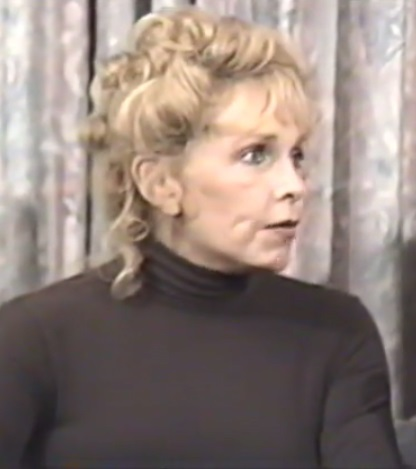
Стелла Стивенс

- Абрамова, Людмила Владимировна (83) — советская актриса и сценаристка, жена Владимира Высоцкого (1965—1970)[130].
- Бланк, Ребекка Маргарет (67) — американский экономист[131].
- Гуррия, Анхела (93) — мексиканский скульптор, член Академии искусств[132].
- Гусенков, Александр Константинович (81) — советский и российский актёр, заслуженный артист Российской Федерации (1998)[133].
- Денар, Микаэль[фр.] (78) — французский артист балета, солист балета Опера де Пари[134].
- Джозеф, Джеймс[англ.] (88) — американский дипломат, посол США в ЮАР (1996—1999)[135].
- Кабулова, Тамара Шалвовна (84) — советский и юго-осетинский государственный и партийный деятель, председатель Юго-Осетинского облисполкома (1980—1986)[136].
- Кайюм, Малик Мохаммад[англ.] (79) — пакистанский юрист, генеральный прокурор (2007—2008)[137].
- Лиштван, Иван Иванович (90) — советский и белорусский учёный в области физико-химии торфа и коллоидной химии, академик АН Белоруссии (1980)[138].
- Скапарро, Маурицио[итал.] (91) — итальянский драматург, писатель и режиссёр[139].
- Стивенс, Стелла (84) — американская актриса[140].
- Фрид, Джеральд[англ.]* (95) — американский композитор[141].
- Хвалибуг, Кшиштоф[пол.] (82 или 83) — польский архитектор[142].

## 16 февраля

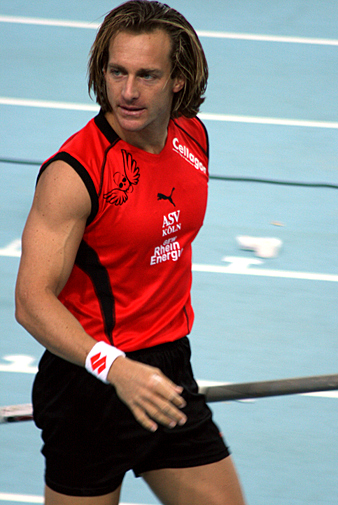
Тим Лобингер

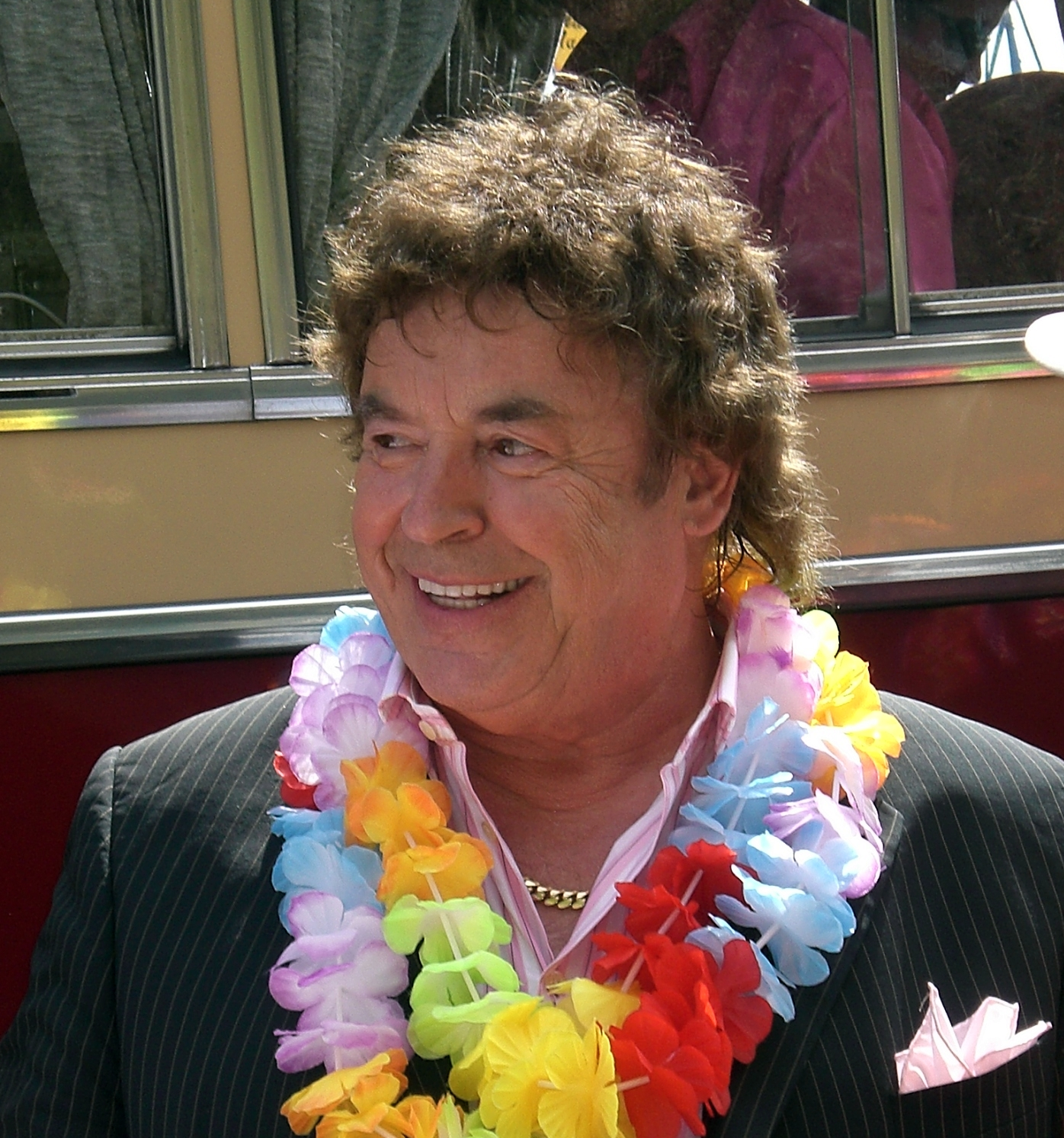
Тони Маршалл

- Баларам, Тулсидас[англ.] (86) — индийский футболист, игрок национальной сборной, чемпион летних Азиатских игр 1962[143].
- Белов, Олег Александрович (88) — советский и российский актёр театра и кино[144].
- Грибанова, Любовь Сергеевна (81) — советский передовик производства, Герой Социалистического Труда (1973)[145].
- Девиль, Мишель (91) — французский кинорежиссёр, сценарист и продюсер[146].
- Добсон, Колин (82) — английский футболист[147].
- Дюрр, Якуб[чеш.] (46) — чешский дипломат, посол Чешской Республики в Польше (с 2021 года)[148].
- Куросаки, Маон[англ.] (35) — японская поп- и рок-певица[149].
- Лобингер, Тим (50) — немецкий прыгун с шестом, чемпион мира в помещении 2003, двукратный чемпион Европы в помещении (1998, 2002), участник четырёх летних Олимпийских игр (1996, 2000, 2004, 2008)[150].
- Тони Маршалл (85) — немецкий певец[151].
- Марилу[исп.] (95) — мексиканская актриса и певица[152].
- Пальма, Анибаль (87) — чилийский государственный деятель и дипломат, министр народного просвещения, министр жилищного строительства и городского развития (1973), посол в Коста-Рике (1995—1997) и Колумбии (1997—2000)[153].
- Руффоло, Джорджо[итал.] (96) — итальянский политик и государственный деятель, министр окружающей среды (1987—1992), член Палаты депутатов (1983—1987), сенатор (1987—1994)[154].
- Рыбин, Юрий Иванович (77) — советский и российский государственный, муниципальный и партийный деятель, глава Саранска (1992—1996)[155].
- Эдвардс, Симона (49) — ямайская и американская баскетболистка[156].

## 15 февраля

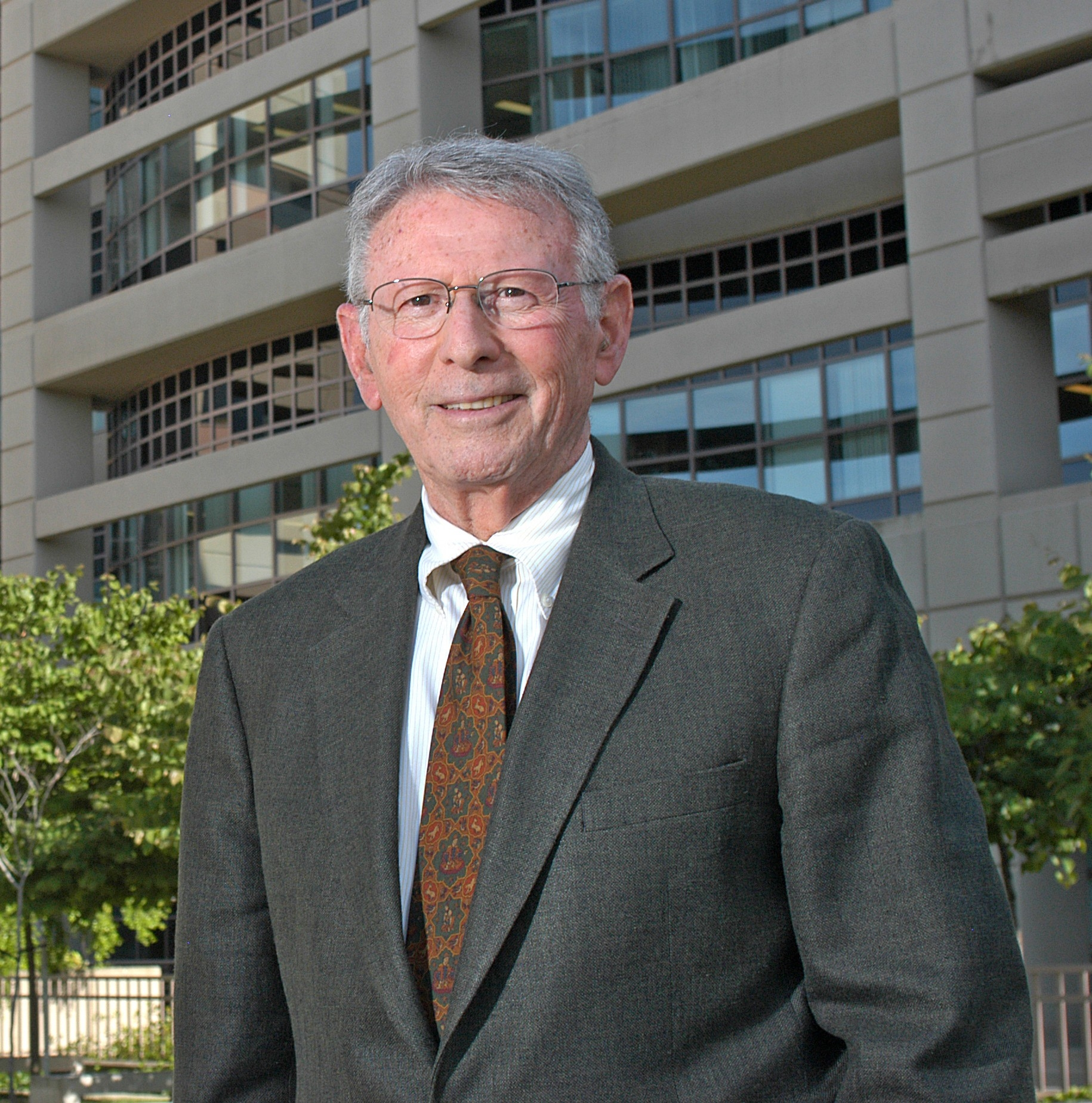
Пол Берг

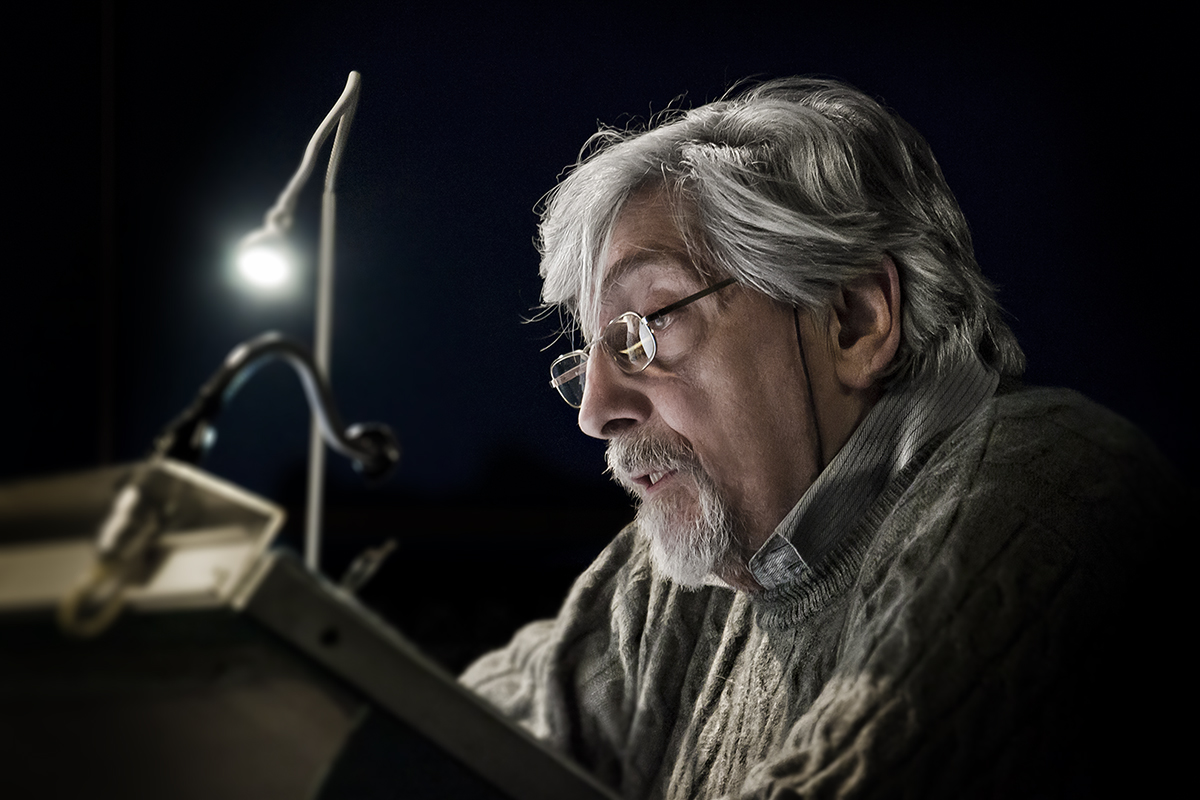
Гжегош Дарио Пенне

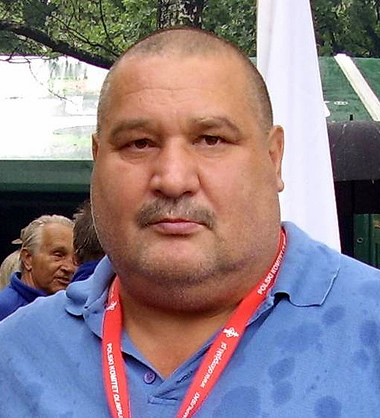
Гжегош Скшеч

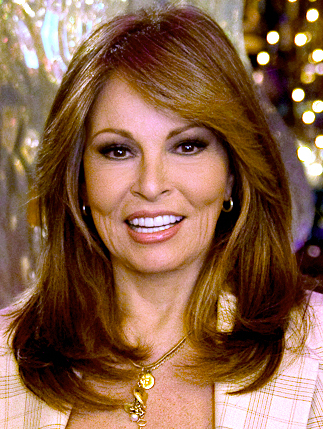
Ракель Уэлч

- Берг, Пол (96) — американский биохимик, лауреат Нобелевской премии по химии (1980)[157].
- Бичаев, Александр Олегович (34) — российский военнослужащий, старший лейтенант, участник российско-украинской войны, Герой Российской Федерации (2023, посмертно); погиб в бою[158].
- Васильева, Евгения Ильинична (88) — советский и российский историк, востоковед, курдолог, переводчик, доктор исторических наук[159].
- Гувернюк, Сергей Владимирович (72) — советский и российский учёный в области механики, лауреат Премии Правительства Российской Федерации в области науки и техники (2009)[160].
- Джерард, Пол[англ.] (57) — канадский хоккеист («Миннесота Норт Старз») и тренер[161].
- Еськов, Евгений Константинович (84) — советский и российский энтомолог, физиолог животных, эволюционный эколог, доктор биологических наук (1977), профессор (1982), заслуженный деятель науки и техники РФ (1996)[162].
- Капчиц, Анатолий Аронович (86) — советский и российский конструктор, лауреат Государственной премии СССР[163].
- Кухтенко, Владимир Илларионович (91) — российский ученый в области теории систем управления, организатор научного обеспечения разработки систем самонаведения, доктор технических наук, профессор, академик РАРАН[164].
- Нери, Джампьеро[итал.] (95) — итальянский поэт[165].
- О Тхак Пон[кор.] (79) — южнокорейский поэт и литературный критик[166].
- Пенне, Дарио (84) — итальянский актёр озвучивания[167].
- Скшеч, Гжегож (65) — польский боксёр, бронзовый призёр чемпионата мира (1982)[168].
- Уэлч, Ракель (82) — американская актриса[169].
- Шпитальный, Вадим Вадимович (50) — советский и российский футболист[170].

## 14 февраля

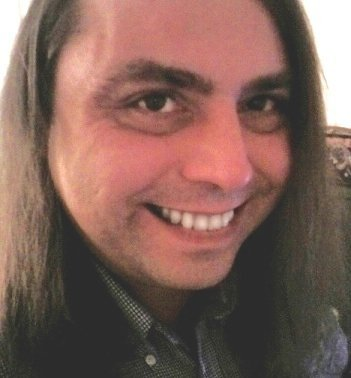
Тим Аймар

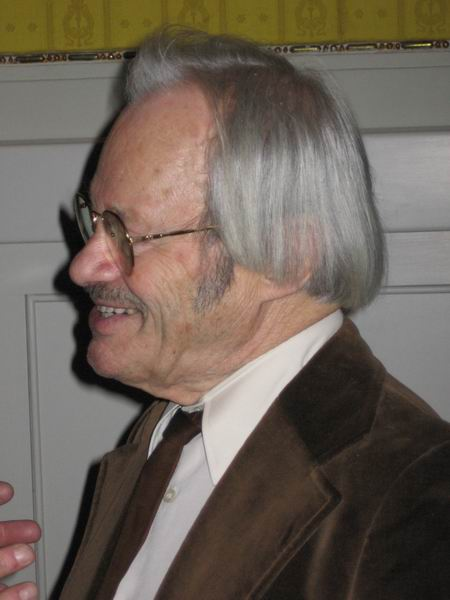
Фридрих Церха

- Аймар, Тим (59) — американский певец, вокалист групп Pharaoh и Control Denied[171].
- Амрохи, Джавед Хан[англ.] (73) — индийский актёр[172].
- Аристов, Виктор Александрович (84) — советский, украинский футболист и тренер, мастер спорта СССР (1963)[173].
- Байков, Олег Александрович (87) — советский и российский военный строитель, генерал-лейтенант, Герой Социалистического Труда (1982)[174].
- Витти, Марио (96) — итальянский филолог[175].
- Воронова, Мария Ивановна (85) — советский и российский передовик производства, полный кавалер ордена Трудовой Славы[176].
- Галази, Пицца (82—83) — кипрская поэтесса, эссеист и телеведущая[177].
- Дроздов, Виталий Петрович (83) — советский и российский художник, член-корреспондент Российской академии художеств (2012), народный художник Российской Федерации (2007)[178].
- Путинцев, Эдуард Петрович (92) — советский и российский архитектор, член-корреспондент Российской академии художеств (2007)[179].
- Сайфуллаев, Бахтиёр Сайфуллаевич (71) — узбекский государственный деятель, министр культуры (2017—2020), сенатор (с 2020 года)[180].
- Сычёв, Вячеслав Владимирович (89) — советский и российский учёный и государственный деятель, заместитель председателя Государственного комитета СССР по науке и технике (1979—1983), секретарь Совета экономической взаимопомощи (1983—1991)[181].
- Тоёда, Сёитиро[яп.] (96) — японский бизнесмен, председатель компании Toyota Motor Corporation (1992—1999)[182].
- Церха, Фридрих (96) — австрийский композитор, дирижёр и преподаватель[183].
- Шварц, Курт Куртович (92) — советский и латвийский физик, действительный член Академии наук Латвии (1990)[184].

## 13 февраля

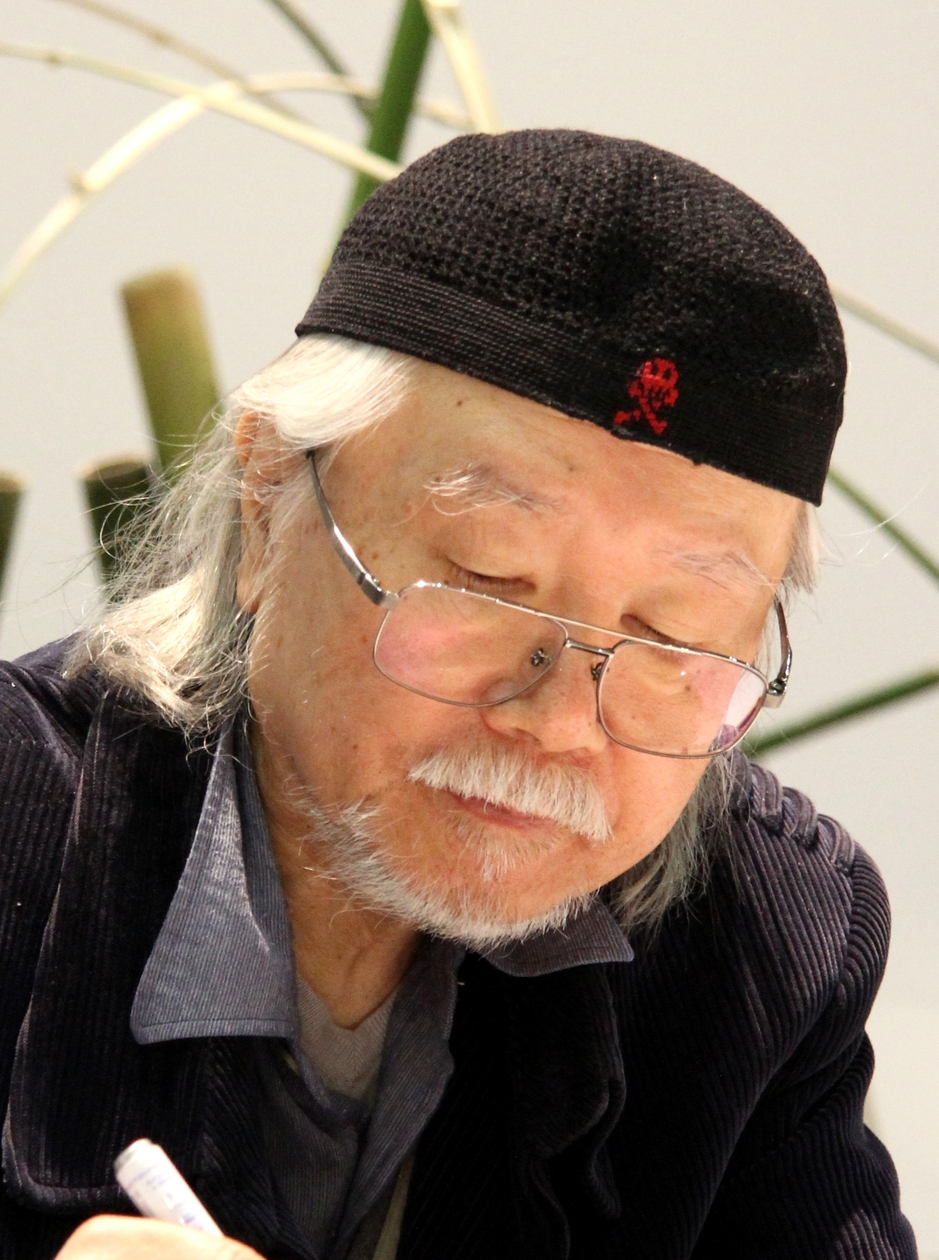
Лэйдзи Мацумото

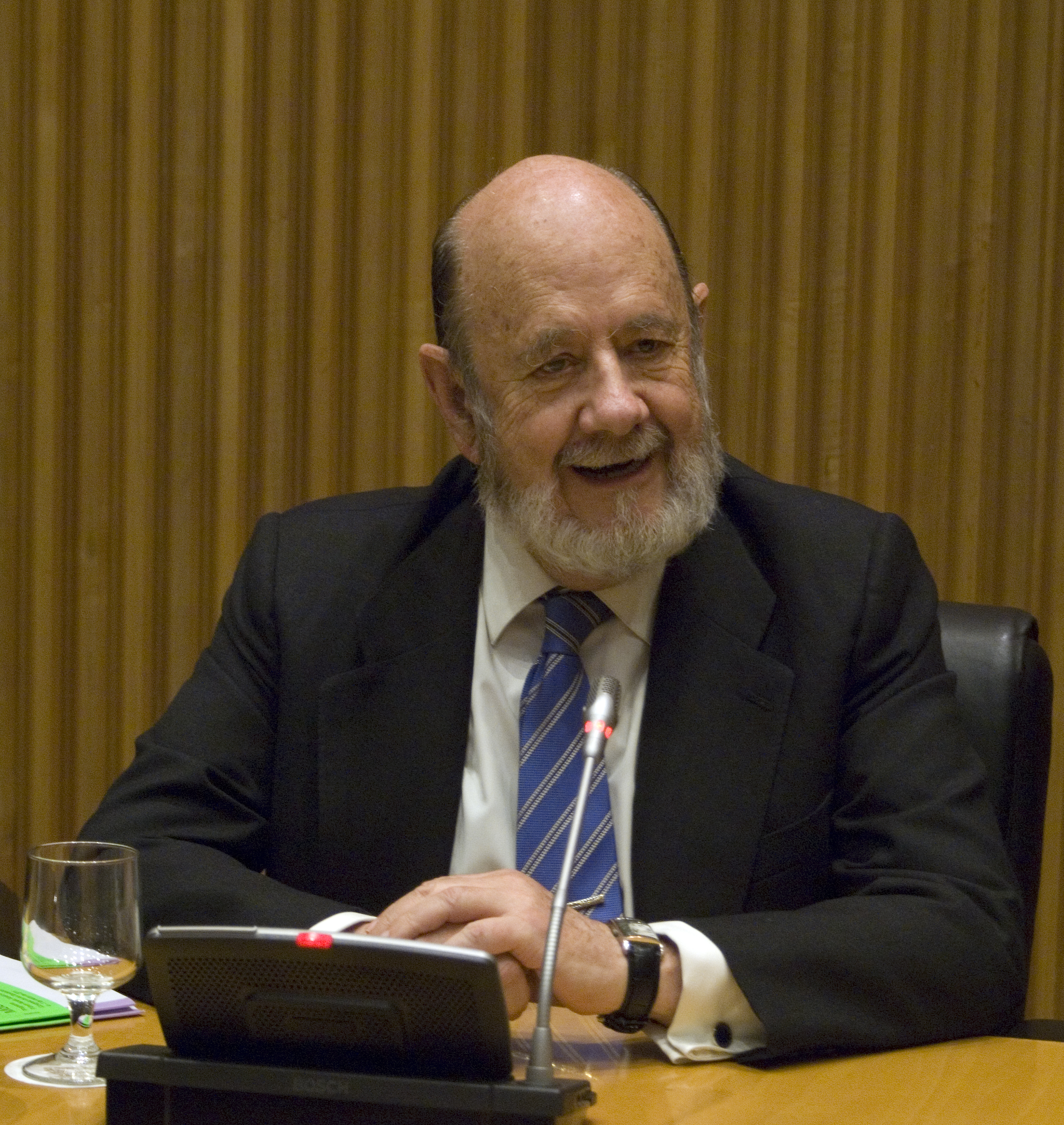
Хосе Хиль-Роблес

- Акчулаков, Урал Акчулакович (86) — советский и казахстанский учёный в нефтегазовой отрасли, исследователь недр[185].
- Али, Реза[англ.] (82) — бангладешский политик, депутат Национальной ассамблеи (2009—2014)[186].
- Бассо, Гвидо (85) — канадский музыкант, композитор и дирижёр[187].
- Беженарь, Олег Валерьевич (51) — советский и молдавский футболист и тренер[188].
- Вуд, Оливер (80) — британский кинооператор и актёр[189].
- Гамада, Милан[словац.] (89) — чехословацкий и словацкий литературовед, филолог и публицист[190].
- Гарсия, Пьер (79) — французский футболист («Ренн») и тренер[191].
- Геддес, Роберт (99) — американский архитектор и педагог[192].
- Горагер, Ален[фр.] (91) — французский композитор и аранжировщик[193].
- Грин, Майкл[англ.] (69) — американский биолог, специалист по молекулярно-клеточной биологии, академик Национальной академии наук и Национальной академии медицинских наук США[194].
- Гурбанов, Фахраддин Иса оглы (69) — азербайджанский дипломат, посол Азербайджана в Канаде (2004—2007), Великобритании (2007—2014)[195].
- Кабышев, Владимир Терентьевич (84) — советский и российский юрист, заслуженный деятель науки Российской Федерации[196].
- Кедыч, Кристина Ивановна (82) — советская и украинская актриса, народная артистка Украины (1991)[197].
- Ладжми, Лалита[англ.] (90) — индийская художница[198].
- Левкин, Андрей Викторович (68) — латвийский и российский писатель, журналист, редактор[199]
- Мацумото, Лэйдзи (85) — японский создатель аниме и манги[200].
- Мухеддин, Зия[англ.] (91) — британский и пакистанский актёр[201].
- Мушохве, Кристофер (69) — зимбабвийский политический деятель, сенатор[202].
- Ндой, Кене (44) — сенегальская легкоатлетка, бронзовый призёр чемпионата мира в помещении 2003 года, чемпионка Всеафриканских игр 2003 года в тройном прыжке[203].
- Перселл, Дейдра[англ.] (77) — ирландская писательница[204].
- Сингмастер, Дэвид (84) — британский математик[205].
- Фабрициус-Бьерре, Микаэла[фин.] (53) — финская спортсменка (конный спорт), участница Летних Олимпийских игр 2012 года[206].
- Хиль-Роблес Хиль-Дельгадо, Хосе Мария (87) — испанский политик, председатель Европейского парламента (1997—1999)[207].
- Ши Чжунцы[кит.] (89) — китайский математик, член Китайской академии наук (1991)[208].
- Шокин, Евгений Сергеевич (78) — советский и российский театральный актёр, народный артист Российской Федерации (1999)[209].

## 12 февраля

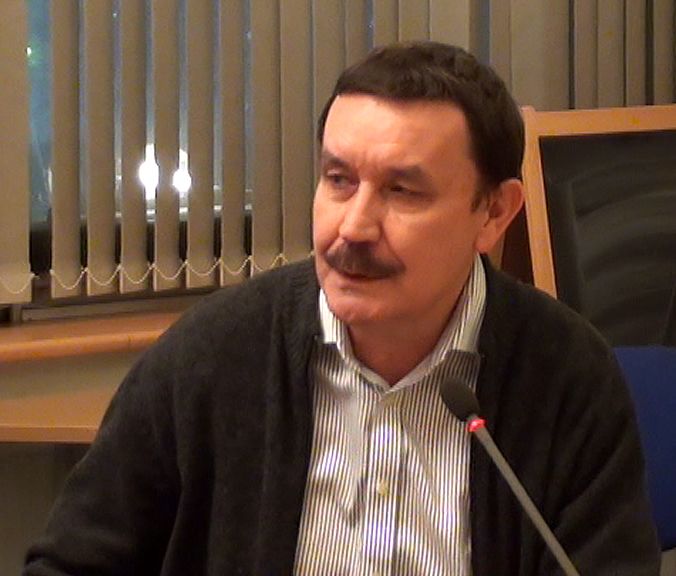
Вадим Абдрашитов

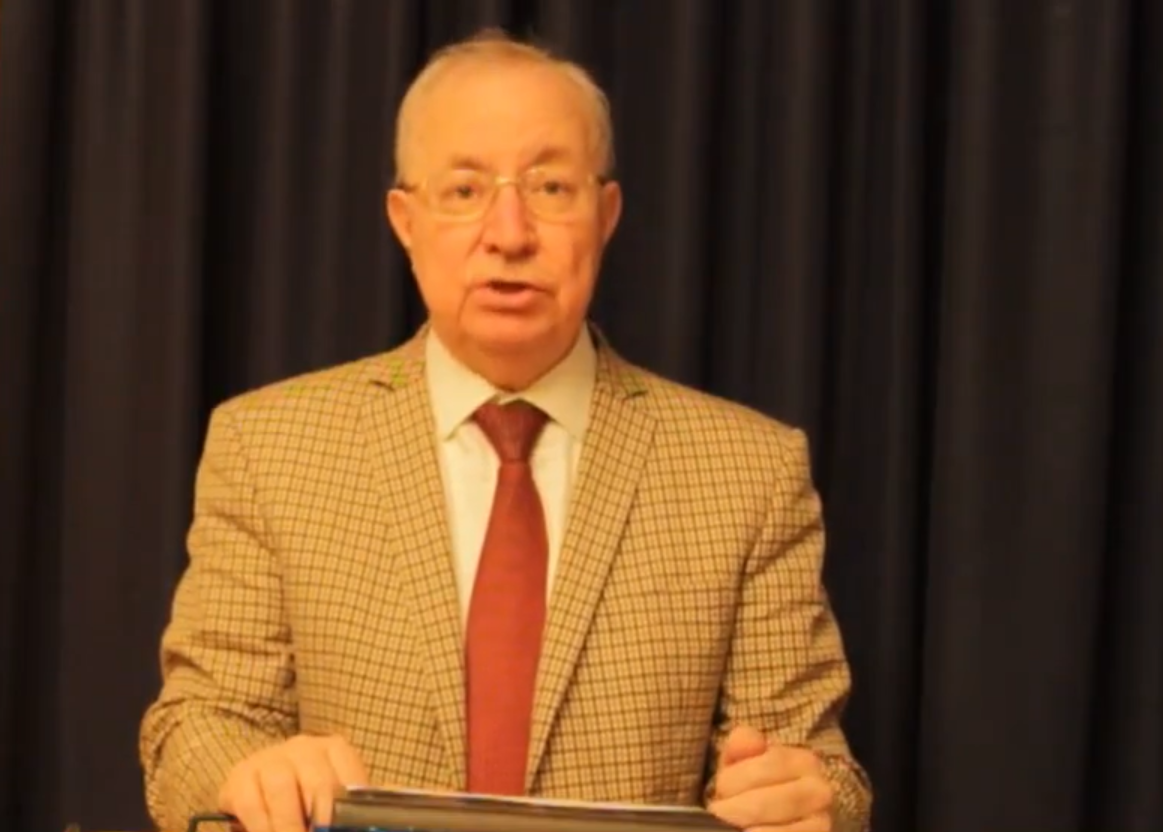
Евгений Кузьмин

- Trugoy the Dove[англ.] (54) — американский рэпер[210].
- Абдрашитов, Вадим Юсупович (78) — советский и российский кинорежиссёр, народный артист Российской Федерации (1992)[211].
- Ас-Салем, Юсеф[англ.] (37) — саудовский футболист, игрок национальной сборной[212].
- Баутиста, Луалхати[англ.] (77) — филиппинская писательница и сценарист[213].
- Бобо, Роджер (84) ― американский тубист[214].
- Груздов, Михаил (69) — советский и латвийский театральный режиссёр, офицер ордена Трёх звёзд (2008)[215].
- Жирмунская, Тамара Александровна (86) — русская поэтесса, переводчица, критик, литературовед[216].
- Кузьмин, Евгений Иванович (67) — советский и российский библиотечный деятель, заслуженный работник культуры РФ[217].
- Мендис, Амазонину[порт.] (83) — бразильский политик, мэр Манауса (2009—2012), губернатор штата Амазонас (1987—1990, 1995—2002, 2017—2018)[218].
- Трехолт, Арне[норв.] (80) — уроженец Норвегии, осужденный за государственную измену и шпионаж в пользу Советского Союза против Норвегии во время холодной войны[219].
- Хашим, Надя[англ.] — иорданская журналистка и государственный деятель, государственный министр по делам женщин (2012)[220].

## 11 февраля

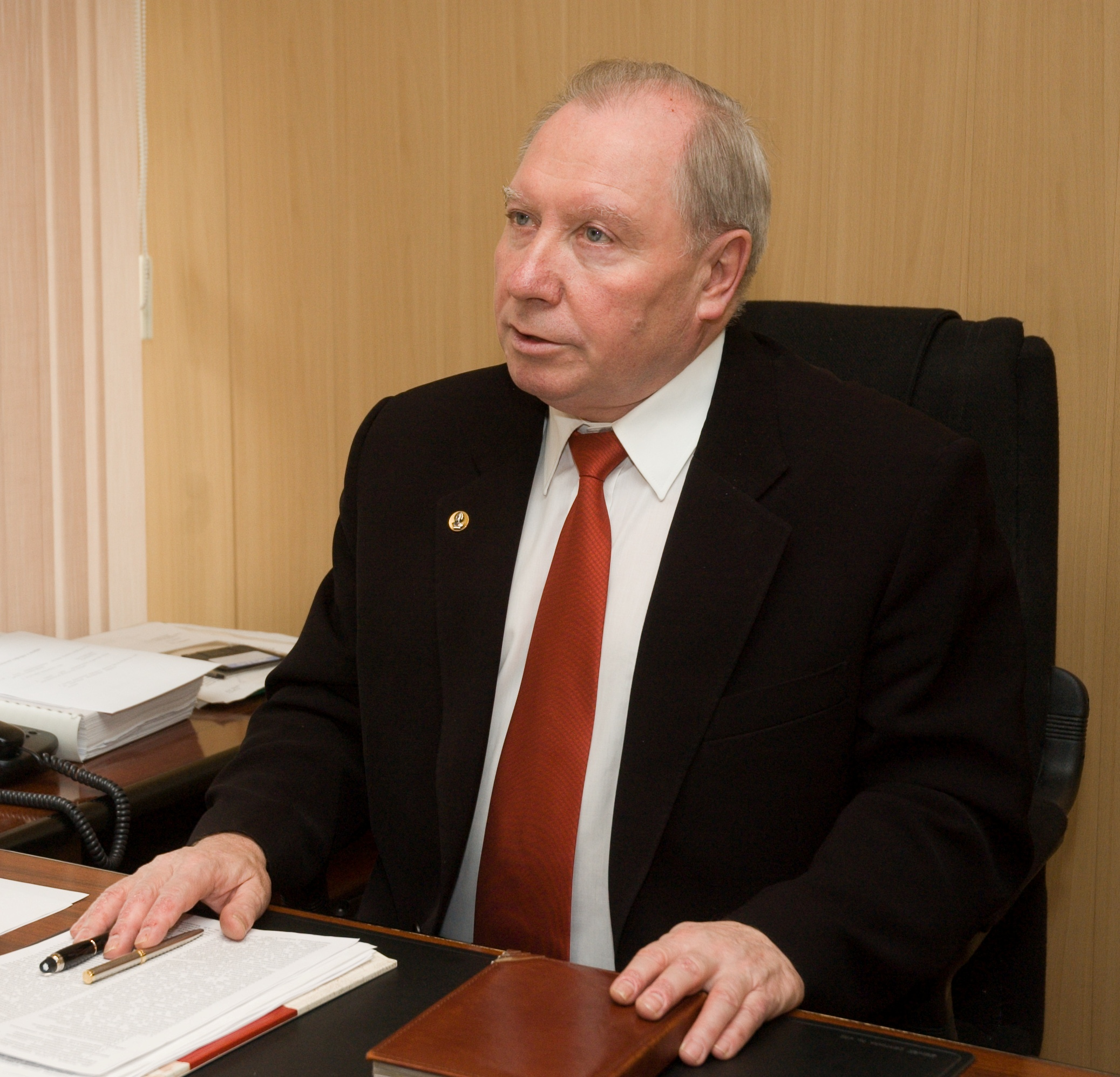
Николай Алёшин

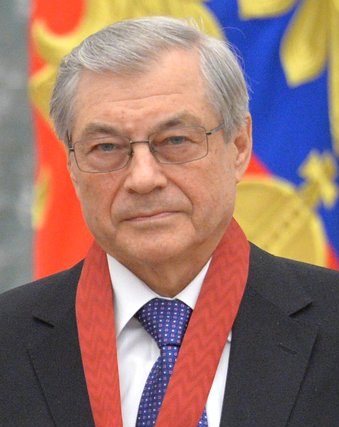
Анатолий Григорьев

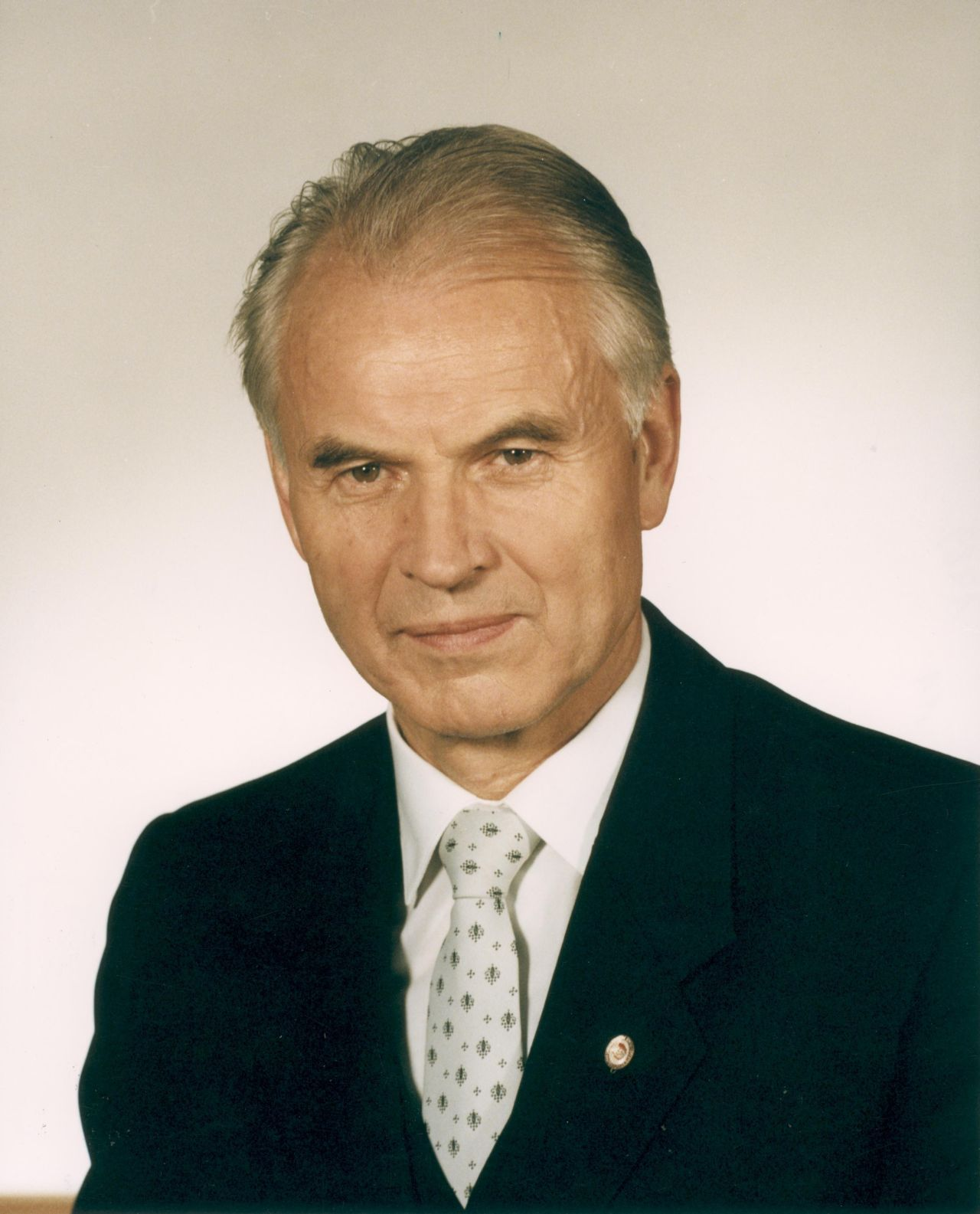
Ханс Модров

- Алёшин, Николай Павлович (81) — советский и российский учёный-промышленник, академик РАН (2006)[221].
- Байкал, Дениз (84) — турецкий политик, министр иностранных дел (1995—1996)[222].
- Бартон, Дэвид Нокс (95) — американский учёный в области радиолокации[223].
- Григорьев, Анатолий Иванович (79) — советский и российский врач и космобиолог, академик РАН (1997)[224].
- Ковач, Иван[пол.] (74) — чехословацкий легкоатлет, серебряный призёр чемпионата Европы по лёгкой атлетике в помещении (1973)[225].
- Кудирка, Симас (92) — моряк торгового флота СССР, радист литовского рыболовецкого судна, пытавшийся бежать в США[226].
- Модров, Ханс (95) — немецкий политик, председатель Совета министров ГДР (1989—1990)[227].
- Провазник, Ярослав[чеш.] (92) — чехословацкий гандболист, двукратный серебряный призёр чемпионата мира (1958, 1961) (о смерти объявлено в этот день)[228].
- Файнзильбер, Адриан[фр.] (90) — французский архитектор[229].
- Фернандес, Тито[исп.] (80) — чилийский певец и автор песен[230].
- Эбра, Робер (97) — житель французской деревни Орадур-сюр-Глан, переживший массовое убийство в этой деревне, французский писатель[231].
- Эриксен, Одд[норв.] (67) — норвежский политический деятель, министр промышленности и торговли Норвегии (2005—2006), губернатор фюльке Нурланн (2006—2013)[232].

## 10 февраля

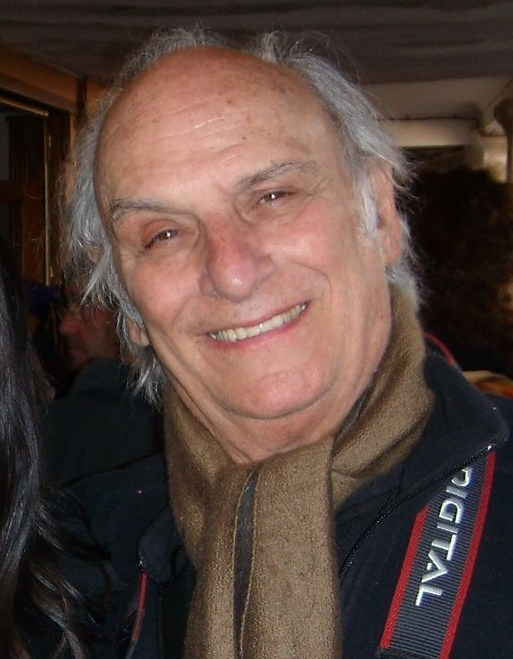
Карлос Саура

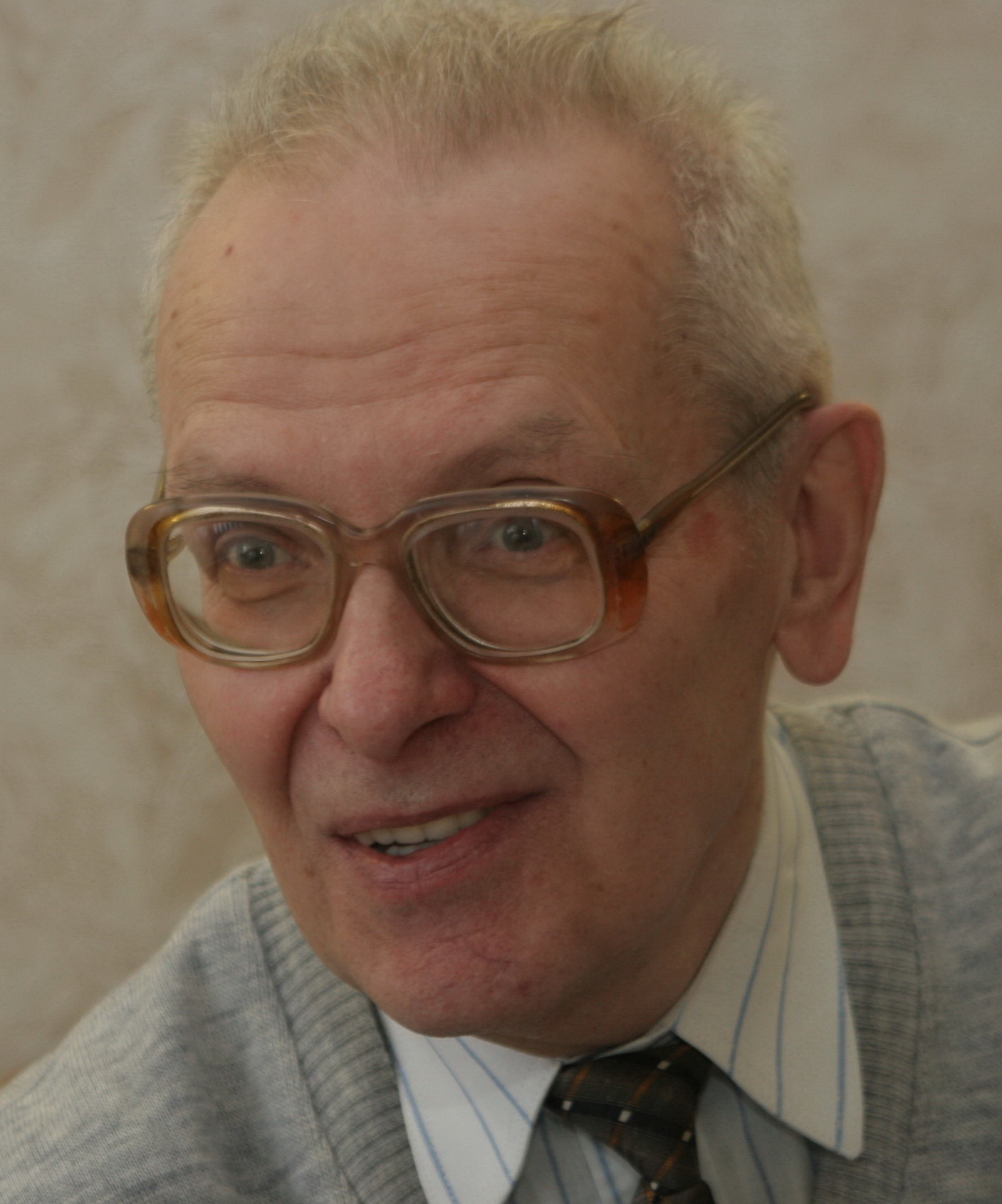
Леонид Сосновский

- AKA (35) — южноафриканский рэпер; убит[233].
- Амитай, Моррис[англ.] (86) — американский администратор, исполнительный директор Американо-израильского комитета по общественным связям (1974—1980)[234].
- Бабаджанов, Пулат Бабаджанович (92) — советский и таджикский астроном, академик АН Таджикистана (1973)[235].
- Грей, Чарльз[англ.] (94) — шотландский политик[236].
- Кравченко, Александр Иванович (73) — советский и украинский артист оперетты и киноактёр, народный артист Украины (1997)[237].
- Мария Габриэлла Люксембургская (97) — люксембургская принцесса, последняя из остававшихся детей герцогини Шарлотты[238].
- Морено, Самуэль (62) — колумбийский политик, сенатор (1991—2006), мэр Боготы (2008—2011)[239].
- Панфилов, Олег Валентинович (65) — советский и грузинский журналист и публицист[240].
- Роддан, Рон[англ.] (91) — британский тренер по лёгкой атлетике, тренер Линфорда Кристи[241].
- Саура, Карлос (91) — испанский кинорежиссёр и сценарист[242].
- Сира, Рене-Самюэль[фр.] (92) — французский раввин, главный раввин Франции (1981—1988)[243].
- Сосновский, Леонид Адамович (87) — советский и белорусский учёный-механик, основоположник трибофатики[244].
- Терещенко, Сергей Александрович (71) — советский и казахстанский политический деятель, премьер-министр Казахской ССР (1991), премьер-министр Республики Казахстан (1991—1994)[245].
- Хадсон, Хью (86) — британский кинорежиссёр, продюсер и сценарист[246].
- Шевцова, Зинаида Всеволодовна (93) — советский и абхазский вирусолог, доктор медицинских наук, профессор, академик Академии наук Абхазии[247].

## 9 февраля

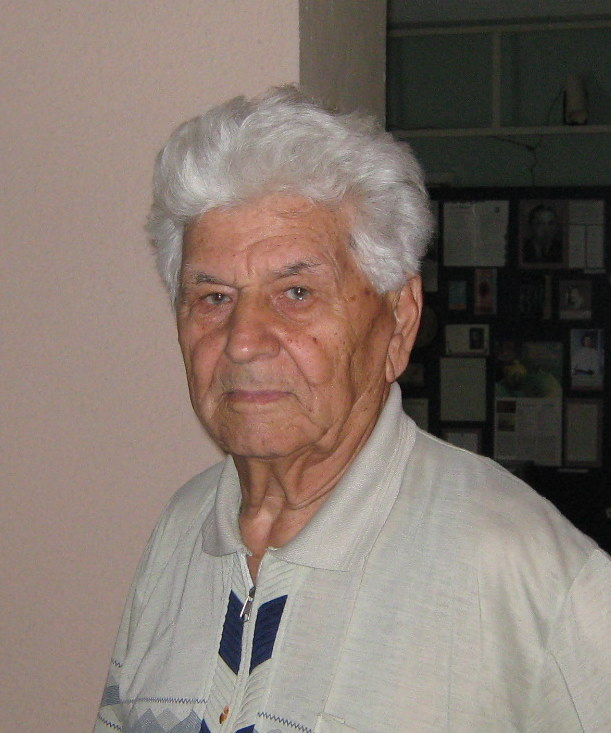
Иван Папуш

- Алонсо Пенья, Маркос (63) — испанский футболист и тренер, игрок национальной сборной, серебряный призёр чемпионата Европы (1984)[248].
- Аль-Бахадили, Али[англ.] (80) — иракский политический деятель, министр сельского хозяйства Ирака (2005—2010)[249].
- Барановский, Валентин Яковлевич (88) — советский и российский военно-морской деятель, командир Беломорской военно-морской базы Северного флота (1985—1989), командир Керченско-Феодосийской военно-морской базы Черноморского флота (1989—1991), контр-адмирал (1980)[250].
- Валеев, Рустам Шавалиевич (86) — советский и российский писатель[251].
- Готов, Хусин Азамат-Гериевич (81) — советский и российский певец, народный артист Российской Федерации (2006)[252].
- Гурский, Георгий Валерианович (84) — советский и российский биофизик, член-корреспондент РАН (2003)[253].
- Гювенч, Сыткы (61) — турецкий политик, депутат Великого национального собрания (2011—2015); погиб во время землетрясения[254].
- Деусс, Жан-Морис[фр.] (86) — бельгийский политический деятель, депутат Парламента, депутат Европейского парламента[255].
- Живулович, Саша[англ.] (50) — греческий гандболист сербского происхождения, участник летних Олимпийских игр 2004 года[256].
- Канарейкин, Георгий Васильевич (72) — советский игрок в хоккей с мячом, шестикратный чемпион мира (1969, 1971, 1973, 1975, 1977, 1979)[257].
- О Кын Нёль (93) — северокорейский военный и политический деятель, генерал, начальник генштаба (1979—1988)[258].
- Папуш, Иван Агафонович (98) — советский и украинский общественный деятель и краевед[259].
- Таймла, Туннет (34) — эстонский рэндзист, чемпион мира (2003, 2013), победитель командного чемпионата мира в составе сборной Эстонии (2008)[260].
- Франклин, Делано (63) — ямайский политический деятель, член Сената Ямайки[261].
- Билаш, Евгений Иванович (31) — украинский военнослужащий, младший сержант, участник российско-украинской войны, Герой Украины (2023, посмертно); погиб в бою.

## 8 февраля

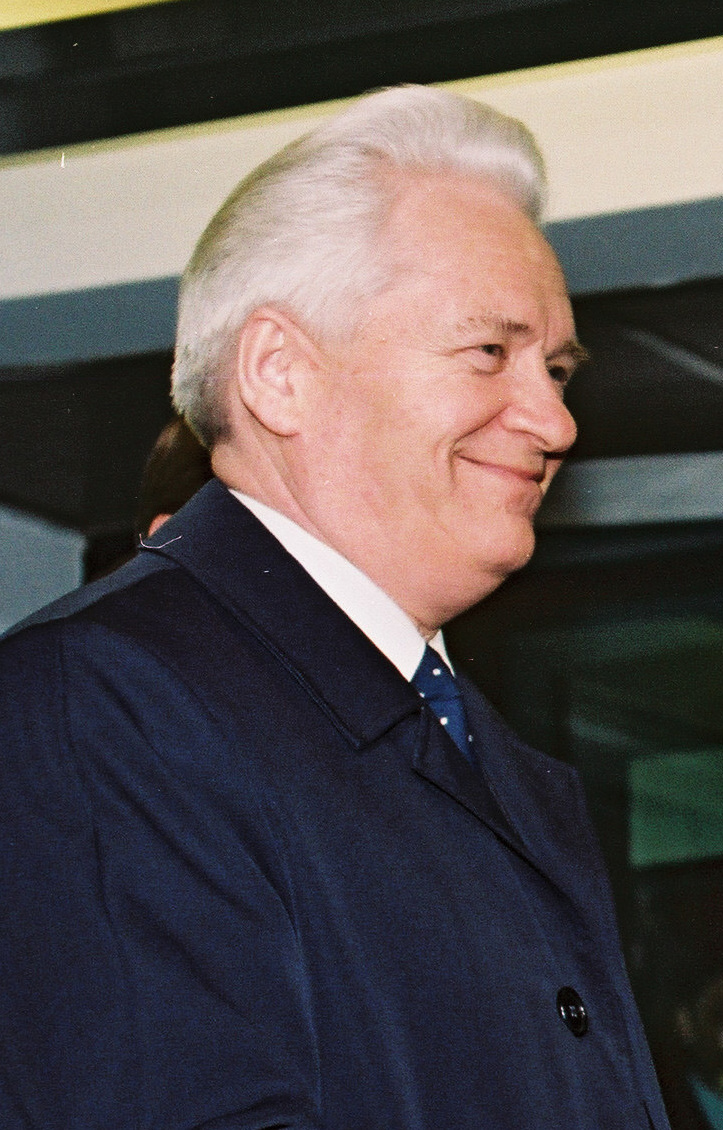
Иван Силаев

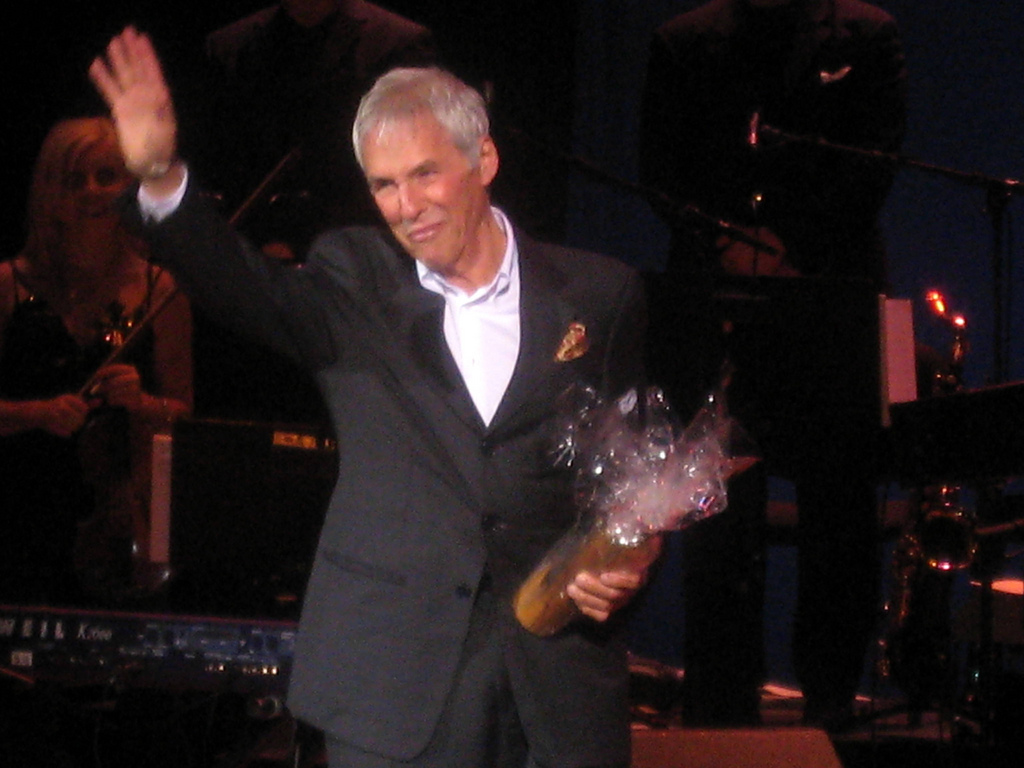
Берт Бакарак

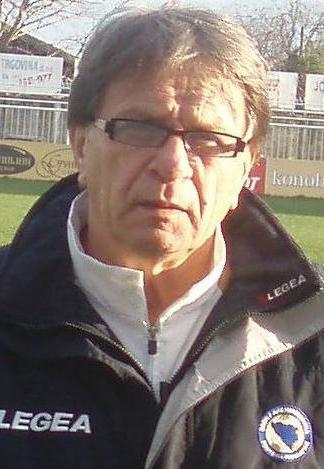
Мирослав Блажевич

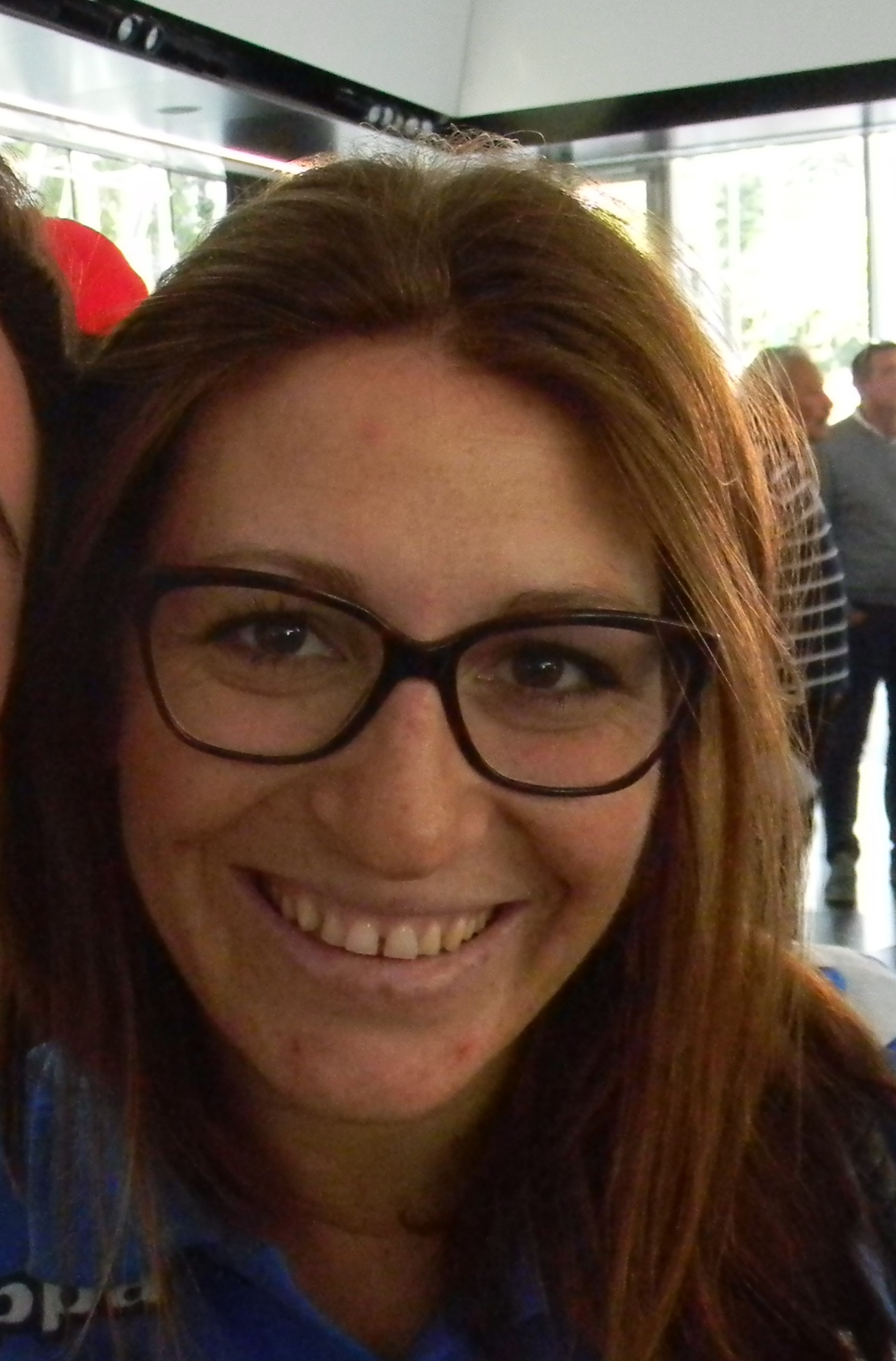
Элена Фанкини

- Бакарак, Берт (94) — американский пианист и композитор, трёхкратный лауреат премии «Оскар»[262].
- Басс, Михаил Исаакович (75) — советский и белорусский футбольный тренер, главный тренер «Торпедо» (Могилёв)[263].
- Блажевич, Мирослав (87) — югославский и хорватский футбольный тренер, главный тренер сборной Хорватии по футболу (1994—2000)[264].
- Веселинович, Бранка (104) — югославская и сербская актриса[265].
- Кахраман, Волкан (43) — австрийский футболист, игрок национальной сборной; убийство[266].
- Курилёнок, Нина Николаевна (88) — советский передовик сельского хозяйства, комбайнёр, Герой Социалистического Труда (1971)[267].
- Лотис, Деннис[англ.] (97) — британский певец и киноактёр[268].
- Мишра, Субимал[англ.] (79) — индийский писатель[269].
- Морозов, Владимир Иванович (82) — советский гребец, чемпион летних Олимпийских игр 1964, 1968 и 1972 годов[270].
- Пинто, Игнатиус Пол[англ.] (97) — индийский католический прелат, епископ Шимоги (1988—1998), архиепископ Бангалора (1998—2004)[271].
- Саади, Рамон (74) — аргентинский политический деятель, губернатор провинции Катамарка (1983—1987, 1988—1991)[272].
- Силаев, Иван Степанович (92) — советский и российский политический и хозяйственный деятель, премьер-министр Экономического сообщества (1991), руководитель Комитета по оперативному управлению народным хозяйством СССР (1991), председатель Совета Министров РСФСР (1990—1991), Герой Социалистического Труда (1975)[273].
- Фанкини, Элена (37) — итальянская горнолыжница, серебряный призёр чемпионата мира 2005 года[274].
- Хейсканен, Арто[англ.] (59) — финский хоккеист[275].
- Шалленберг, Вольфганг (92) — австрийский дипломат[276].

## 7 февраля

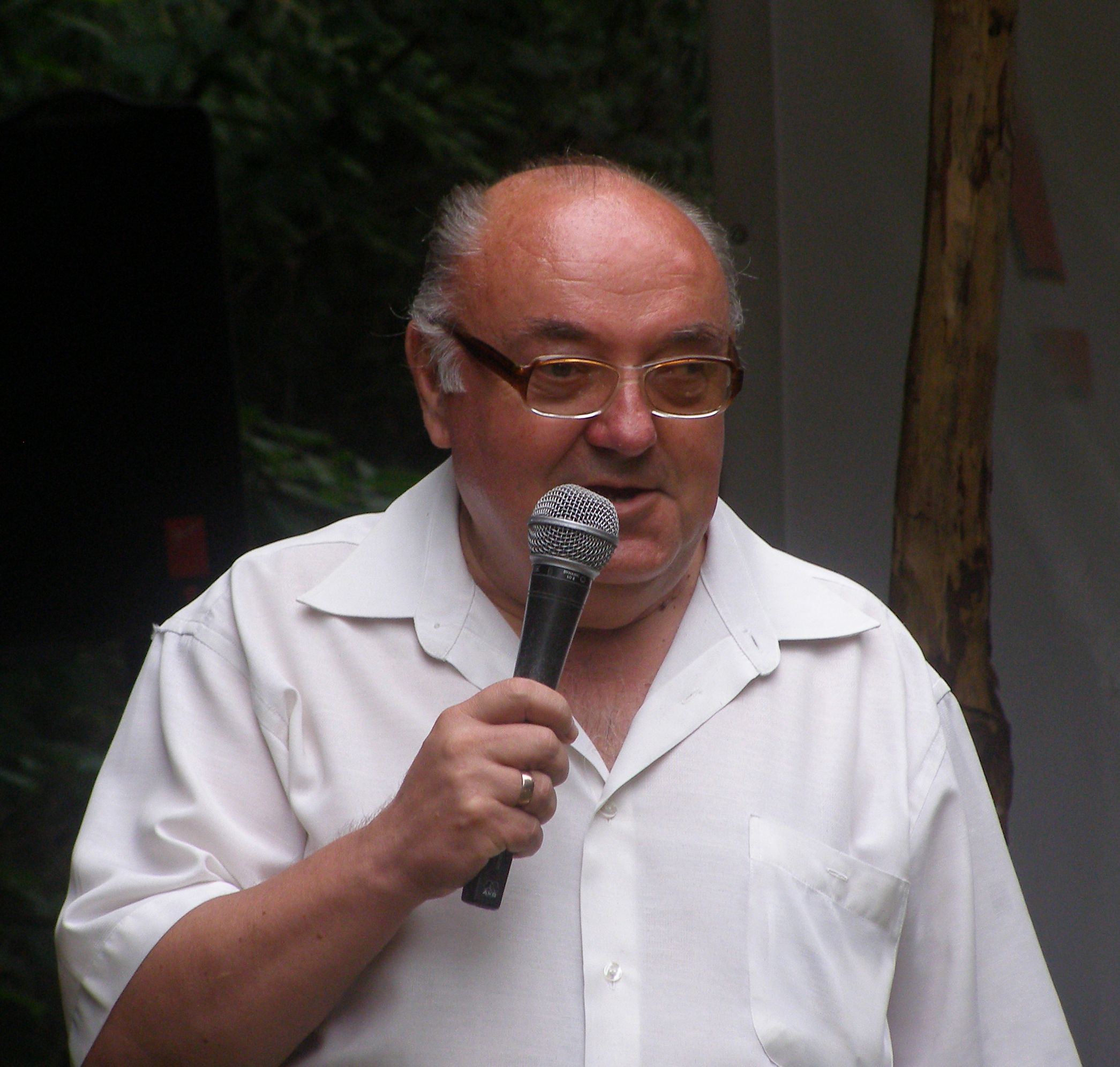
Леонтий Войтович

- Алексеев, Александр Александрович (70) — советский и российский актёр, заслуженный артист России (2002)[277].
- Андерсон, Джанет[англ.] (73) — британская политическая деятельница, министр по делам молодёжи, спорта, культурных ценностей и гражданского общества, депутат парламента Великобритании (1992—2010)[278].
- Бесерриль, Фернандо[англ.] (78) — мексиканский киноактёр[279].
- Бруниджес, Роберт Джон[англ.] (66) — британский фехтовальщик, участник Летних Олимпийских игр 1976, 1980 и 1984 годов[280].
- Винантс, Люк (60) — бельгийский шахматист, гроссмейстер[281].
- Войтович, Леонтий Викторович (71) — советский и украинский историк-медиевист; доктор исторических наук (2001), лауреат Государственной премии Украины в области науки и техники[282].
- Имшенник, Владимир Сергеевич (94) — советский и российский физик, член-корреспондент РАН (2003)[283].
- Ито, Макото (86) — японский экономист, почётный профессор Токийского университета[284].
- Луц, Фридель (84) — немецкий футболист, игрок сборной ФРГ по футболу, серебряный призёр чемпионата мира (1966)[285].
- Мокенов, Абдразак Мокенович (87) — советский и киргизский архитектор и государственный деятель, председатель Фрунзенского горисполкома (1980—1985)[286].
- Пыльдре, Мати (86) — эстонский кинорежиссёр и оператор[287].
- Радченко, Александр Борисович (46) — украинский футболист, игрок национальной сборной[288].
- Риццо, Альфредо[итал.] (89) — итальянский легкоатлет (бег на средние дистанции), участник Летних Олимпийских игр 1960 года[289].
- Салмин, Алексей Николаевич (61) — российский военачальник, заместитель командующего войсками Западного военного округа (2017—2018), начальник военной инспекции — главный военный инспектор Министерства обороны РФ (с 2018 года), генерал-лейтенант[290].
- Столяров, Сергей Кириллович (60) — советский и российский актёр театра и кино, режиссёр и телеведущий[291].
- Таш, Якуп (63) — турецкий политик, депутат Великого национального собрания (с 2018); погиб во время землетрясения (тело было обнаружено в этот день)[292].
- Тюркаслан, Ахмет Эйюп (28) — турецкий футболист; погиб во время землетрясения (тело было обнаружено в этот день)[293].
- Ципро, Франтишек (75) — чешский футболист и футбольный менеджер (Славия, «Динамо» Ческе-Будеёвице)[294].

## 6 февраля

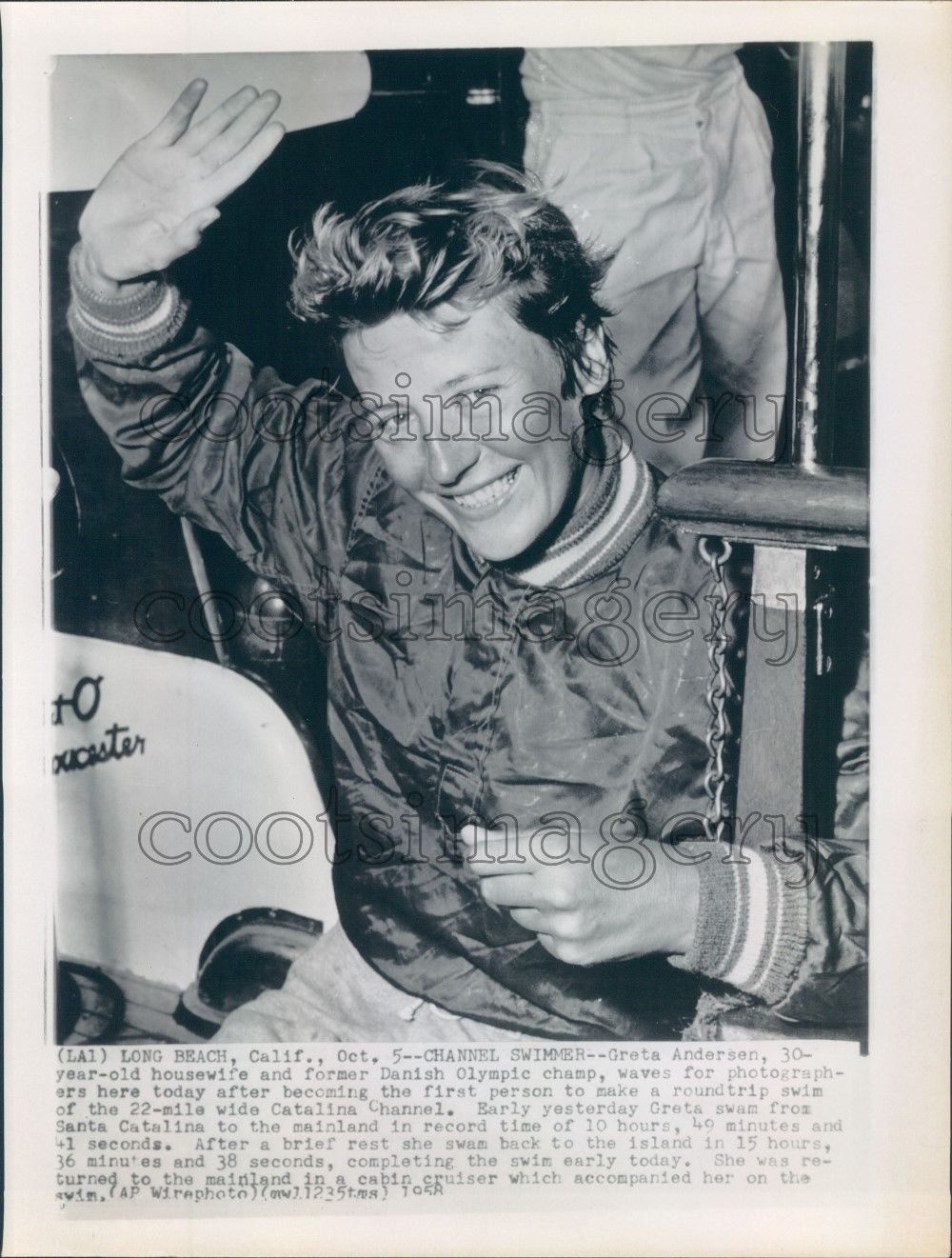
Грета Андерсен

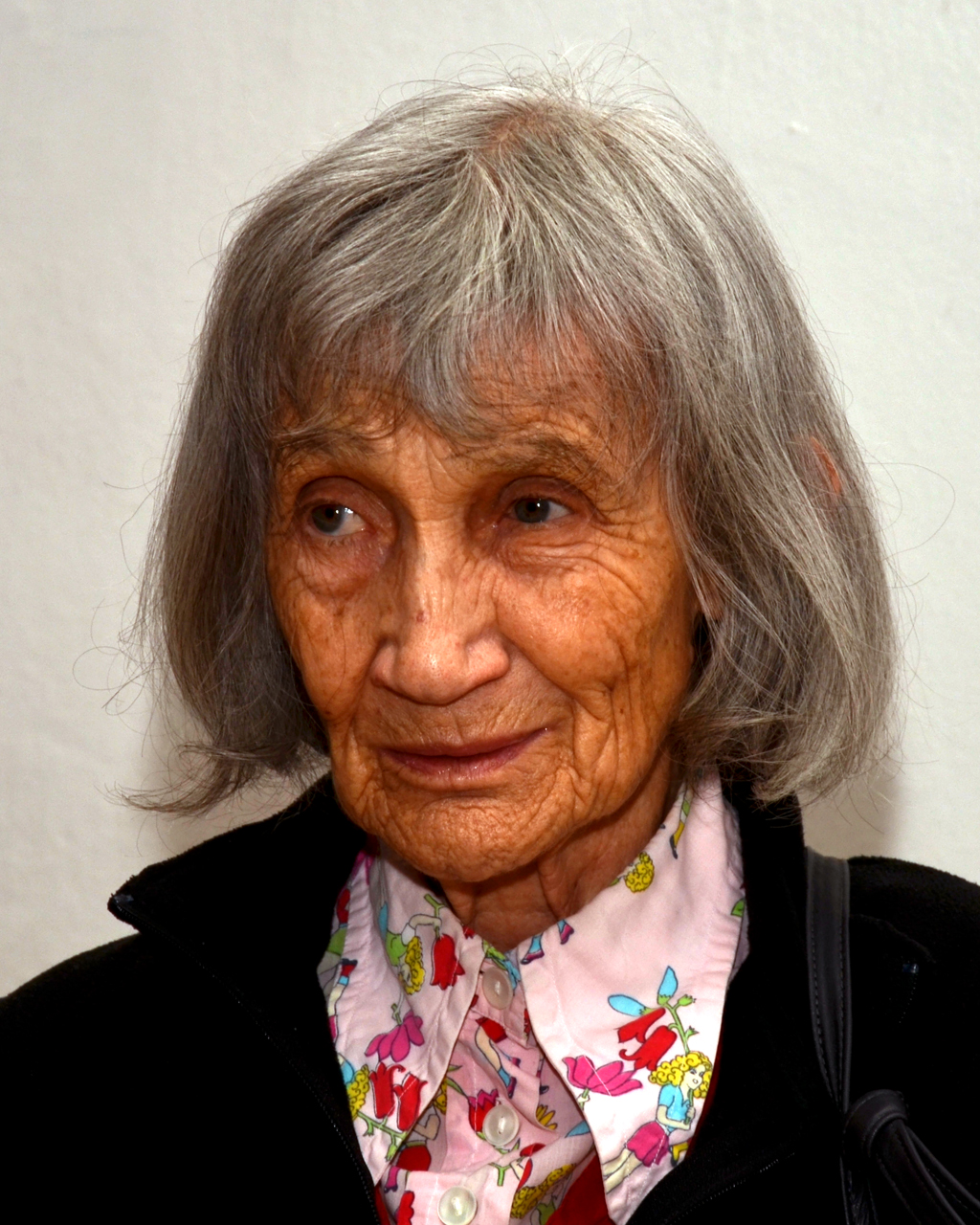
Квета Пацовска

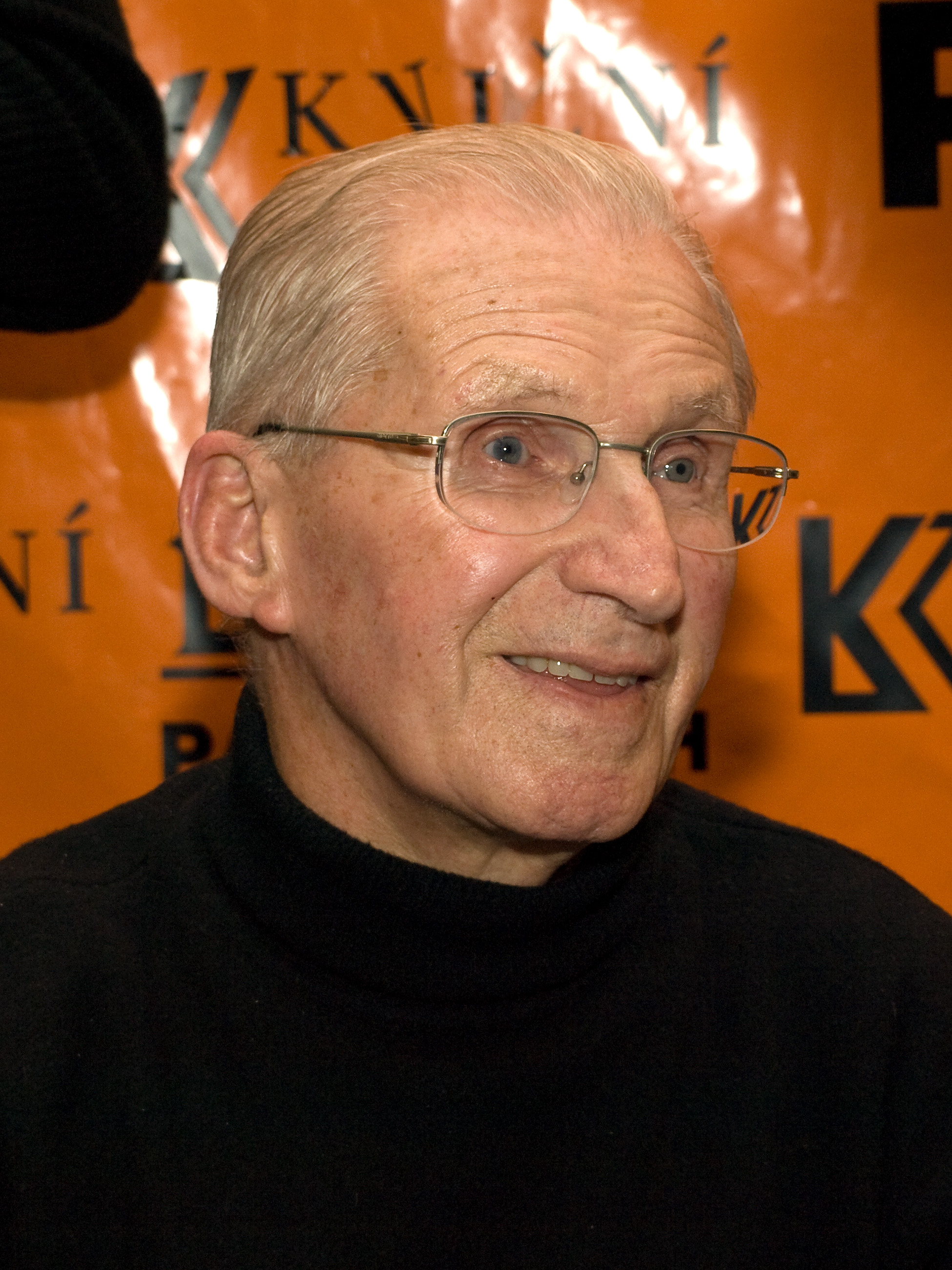
Любомир Штроугал

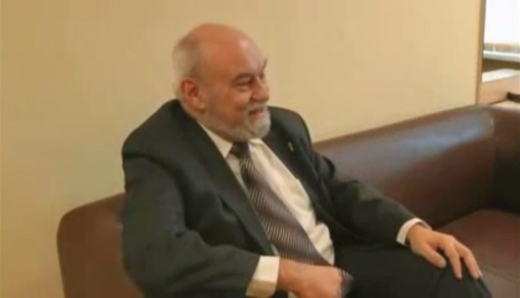
Валерий Чудинов

- Андерсен, Грета (95) — датская пловчиха, чемпионка и серебряный призёр летних Олимпийских игр (1948), двукратная чемпионка Европы (1947, 1950)[295].
- Ахмад, Мослем Уддин[англ.] (73) — бангладешский политик, депутат Национальной ассамблеи (с 2020)[296].
- Врахнах, Нив[англ.] (77) — ирландский педагог и политическая деятельница, министр образования Ирландии[297].
- Джохадар, Надир (45) — сирийский футболист; погиб во время землетрясения[298].
- Кютахья, Джемаль (32) — турецкий гандболист, капитан национальной сборной по пляжному гандболу; погиб во время землетрясения[299].
- Моэти, Джон (55) — южноафриканский футболист, игрок национальной сборной, победитель Кубка Африканских наций (1996)[300].
- Наливайко, Дмитрий Сергеевич (93) — советский и украинский литературовед, доктор филологических наук, профессор, академик НАНУ (2012)[301].
- Пацовска, Квета (94) — чехословацкая и чешская художница и скульптор, иллюстратор книг детской прозы[302].
- Поха, Анатолий Андреевич (72) — советский и украинский государственный и партийный деятель, председатель Луцкого горисполкома (1991—1994)[303].
- Ремчукова, Елена Николаевна (69) — советский и российский филолог, доктор филологических наук, профессор[304].
- Теодореску, Рэзван[рум.] (83) — румынский историк и политический деятель, министр культуры и член Сената Румынии[305].
- Тигрис, Зилан (50—51) — турецкая певица армянского происхождения; погибла во время землетрясения [306].
- Томсон, Билли (64) — шотландский футболист[307].
- Финдура, Мартин (60) — словацкий спортивный функционер, председатель Федерации санного спорта Словакии (1993—2008)[308].
- Цымбал, Виктор Александрович (73) — советский и российский актёр театра и кино, заслуженный артист Российской Федерации (1996)[309].
- Чудинов, Валерий Алексеевич (80) — советский и российский философ, специалист по философским вопросам естествознания, доктор философских наук (1987), профессор; автор псевдонаучных теорий в области древнерусской истории и лингвистики[310].
- Штроугал, Любомир (98) — чехословацкий политик и государственный деятель, секретарь и член Президиума ЦК КПЧ, премьер-министр (1970—1988)[311].

## 5 февраля

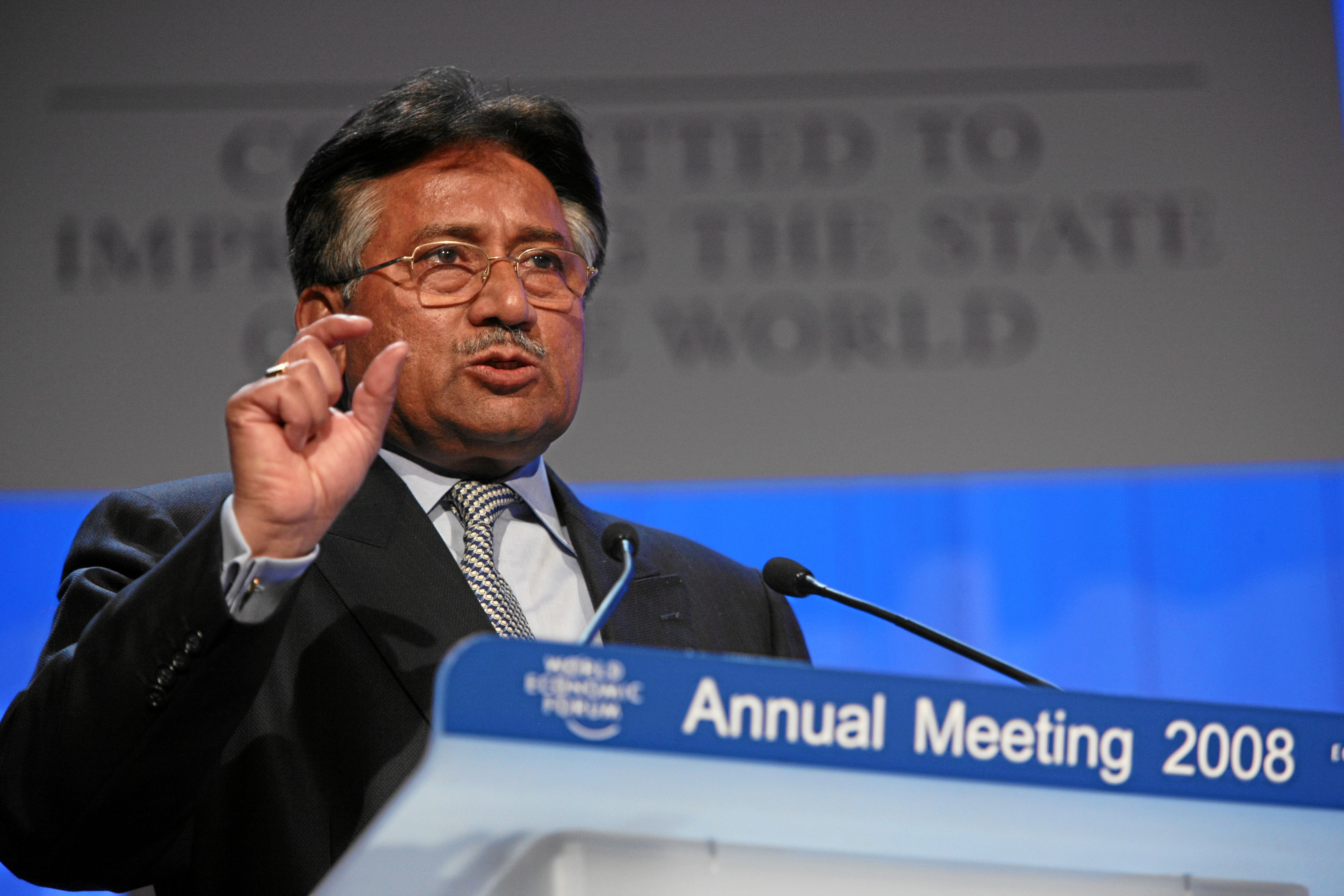
Первез Мушарраф

- Адефарасин, Хильда[англ.] (98) — нигерийская общественная деятельница, борец за права женщин, председатель Национального совета женщин Нигерии[312].
- Базаров, Геннадий Садырович (80) — советский и киргизский кинорежиссёр, сценарист, народный артист Кыргызстана (1991)[313].
- Баскакова, Светлана Петровна (83) — советский передовик промышленного производства, Герой Социалистического Труда (1977)[314].
- Биби, Мордехай (100) — израильский политический деятель, депутат Кнессета (1959—1974)[315].
- Васильев, Фёдор Павлович (87) — советский и российский математик, доктор физико-математических наук (1986), профессор ВМК МГУ[316].
- Мушарраф, Первез (79) — пакистанский военный, политический и государственный деятель, президент (2001—2008)[317].
- Науменко, Олег Юрьевич (48) — российский хоккеист, чемпион России (1992—1993 и 1993—1994) в составе ЦСК ВВС-«Маяк»[318].
- Сайег, Мэй[араб.] (82) — палестинская поэтесса и политическая активистка, деятельница женского движения[319].
- Син-юнь (95) — один из крупнейших современных наставников чань-буддизма, 48-й патриарх школы линьцзи-цзун, общественный деятель[320].
- Скулачёв, Владимир Петрович (87) — советский и российский биохимик, академик РАН (1991; академик АН СССР с 1990)[321].

## 4 февраля

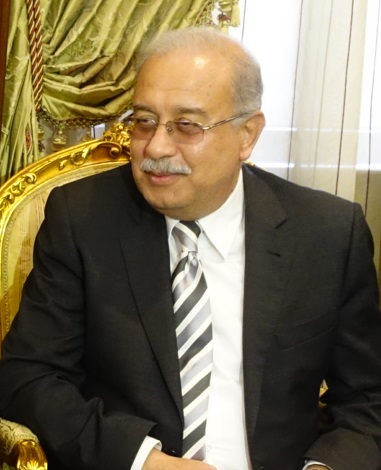
Шериф Исмаил

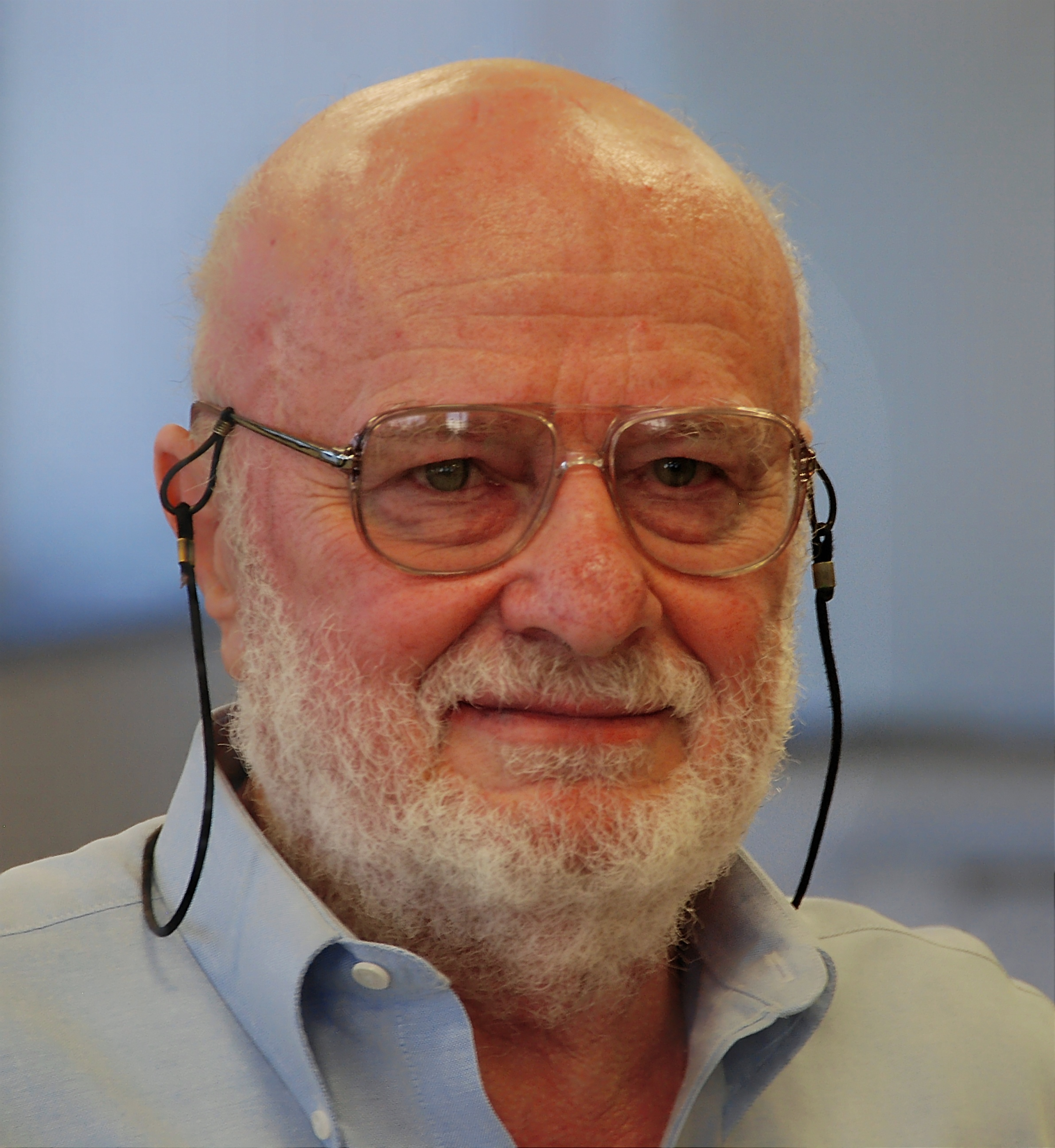
Авраам Лемпель

- Армани, Лучано[итал.] (82) — итальянский велогонщик[322].
- Блэкберн, Дон[англ.] (84) — канадский хоккеист («Филадельфия Флайерз», «Нью-Йорк Айлендерс», «Нью-Йорк Рейнджерс»)[323].
- Дейана, Элеттра[итал.] (81) — итальянская учительница и политик, член Палаты депутатов (2001—2008)[324].
- Вани Джайярам (77) — индийская певица, трёхкратный лауреат Национальной кинопремии[325].
- Исмаил, Шериф (67) — египетский государственный деятель, министр нефти и минеральных ресурсов (2013—2015), премьер-министр (2015—2018)[326].
- Лемпель, Авраам (86) — израильский учёный, доктор технических наук (1967), разработчик совместно с Яаковом Зивом алгоритмов сжатия без потерь LZ77 и LZ78[327].
- Мустафин, Дмитрий Исхакович (68) — российский химик, доктор химических наук, профессор Российского химико-технологического университета имени Д. И. Менделеева[328].
- Онгпин, Роберто[англ.] (86) — филиппинский политик и государственный деятель, министр торговли и промышленности (1979—1986)[329].
- Станчева, Гинка[болг.] (90) — болгарская киноактриса[330].
- Уильямс, Роб[англ.] (92) — новозеландский генерал, начальник Генерального штаба (1981—1984)[331].
- Флимм, Юрген[нем.] (81) — немецкий театральный режиссёр[332].
- Шульман, Арнольд[англ.] (97) — американский сценарист[333].
- Энгулу, Леон[англ.] (88) — заирский политический деятель, министр внутренних дел (1990—1991), член Сената Заира (2003—2018)[334].
- Коцик, Андрей Михайлович (36) — украинский военнослужащий, младший сержант, участник российско-украинской войны, Герой Украины (2023, посмертно); погиб в бою.

## 3 февраля

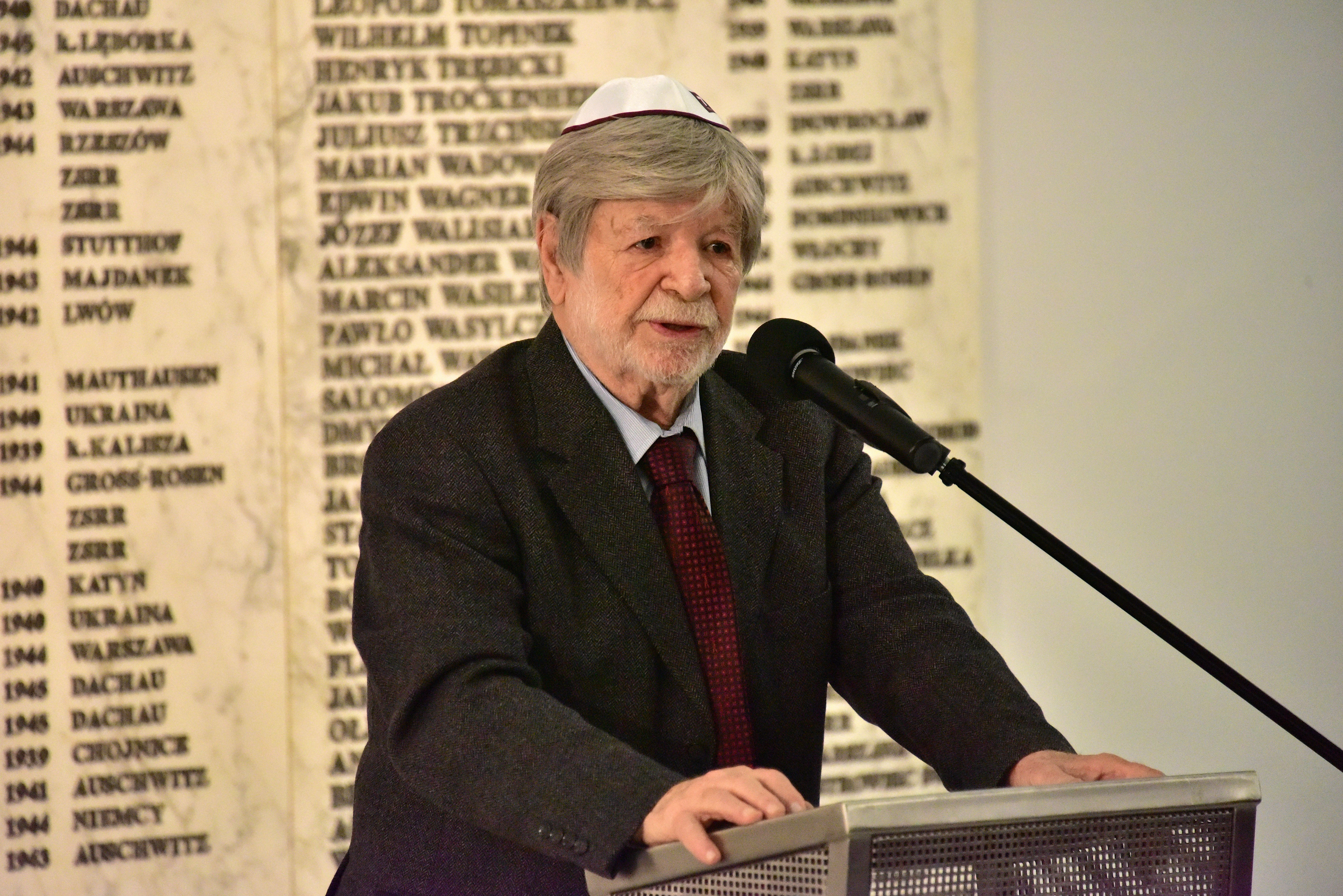
Шевах Вайс

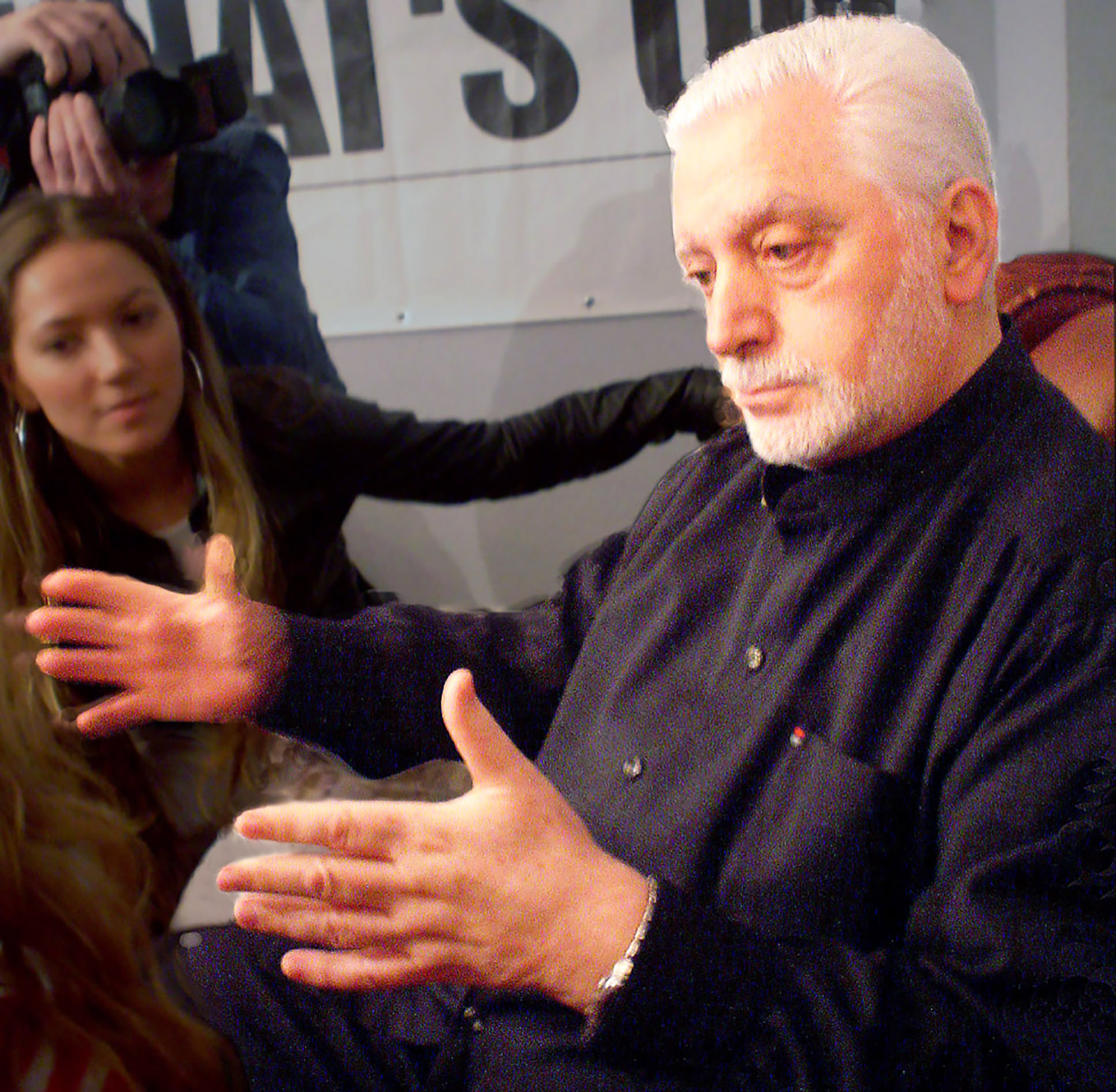
Пако Рабан

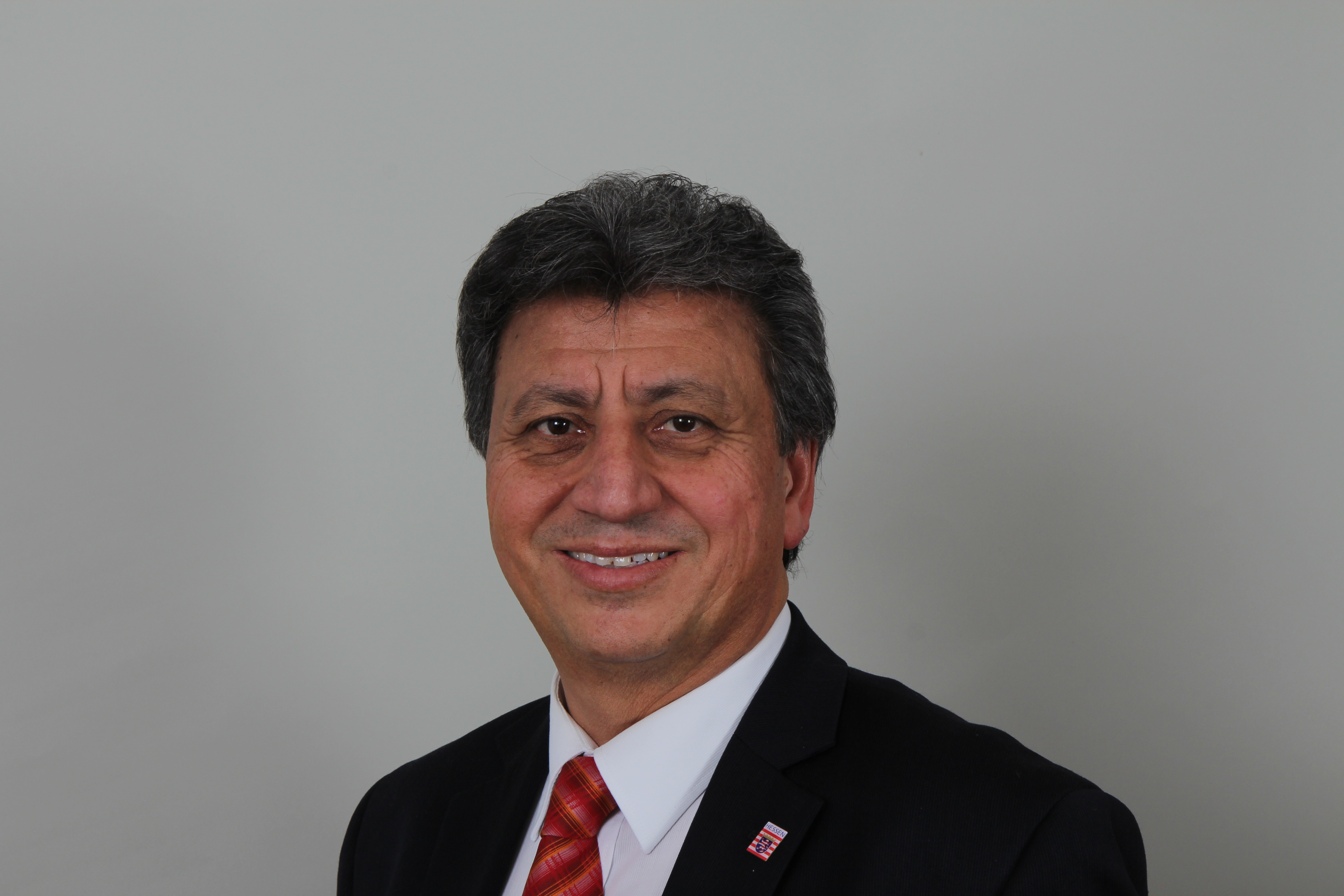
Исмаил Типи

- Барден, Бернар (88) — французский политик, депутат Национального собрания Франции (1981—1993)[335].
- Барткевич, Леонард Леопольдович (90) — советский латвийский государственный и партийный деятель, дипломат, министр иностранных дел Латвийской ССР (1985—1989)[336].
- Берсани, Джузеппина[итал.] (73) — итальянская фехтовальщица, участница летних Олимпийских игр 1972 года[337].
- Вайс, Шевах (87) — израильский государственный деятель, спикер Кнессета (1992—1996)[338].
- Веларде Фуэртес, Хуан[исп.] (95) — испанский экономист, президент Королевской Академии моральных и политических наук (2015—2018)[339].
- Гаганидзе, Джемал Ермилович (89) — советский и грузинский актёр, народный артист Грузинской ССР (1980)[340].
- Гильхен, Андреас (58) — немецкий футболист, выступавший за клубы Бундеслиги «Кёльн» и «Дуйсбург»[341].
- Гомис, Освальд[англ.] (90) — ланкийский архиепископ Коломбо и канцлер Университета Коломбо[342].
- Лакуши, Ален[фр.] (76) — французский поэт[343].
- Мидзута, Хироси[яп.] (103) — японский экономист и историк, член Японской академии наук[344].
- Монтейт, Кен[англ.] (84) — канадский политик, член Палаты общин (1988—1993)[345].
- Пако Рабан (88) — французский модельер баскского происхождения, основатель собственного дома высокой моды Paco Rabanne[346].
- Поляк, Борис Теодорович (87) — советский и российский математик, заведующий лабораторией им. Я. З. Цыпкина ИПУ РАН, доктор технических наук, профессор Московского физико-технического института[347].
- Рохель, Бине[словен.] (93) — югославский прыгун на лыжах с трамплина и художник, участник зимних Олимпийских игр (1956)[348].
- Солли, Серджо[итал.] (78) — итальянский актёр[349].
- Стефани, Данте[итал.] (95) — итальянский политик, сенатор (1979—1987)[350].
- Типи, Исмаил (64) — немецкий политик[351].
- Фернандес, Антоний[англ.] (86) — индийский католический прелат, епископ Барейли (1989—2014)[352].
- Урбанкова, Надя (83) — чехословацкая и чешская киноактриса и певица[353].

## 2 февраля

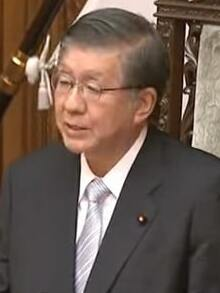
Такахиро Ёкомити

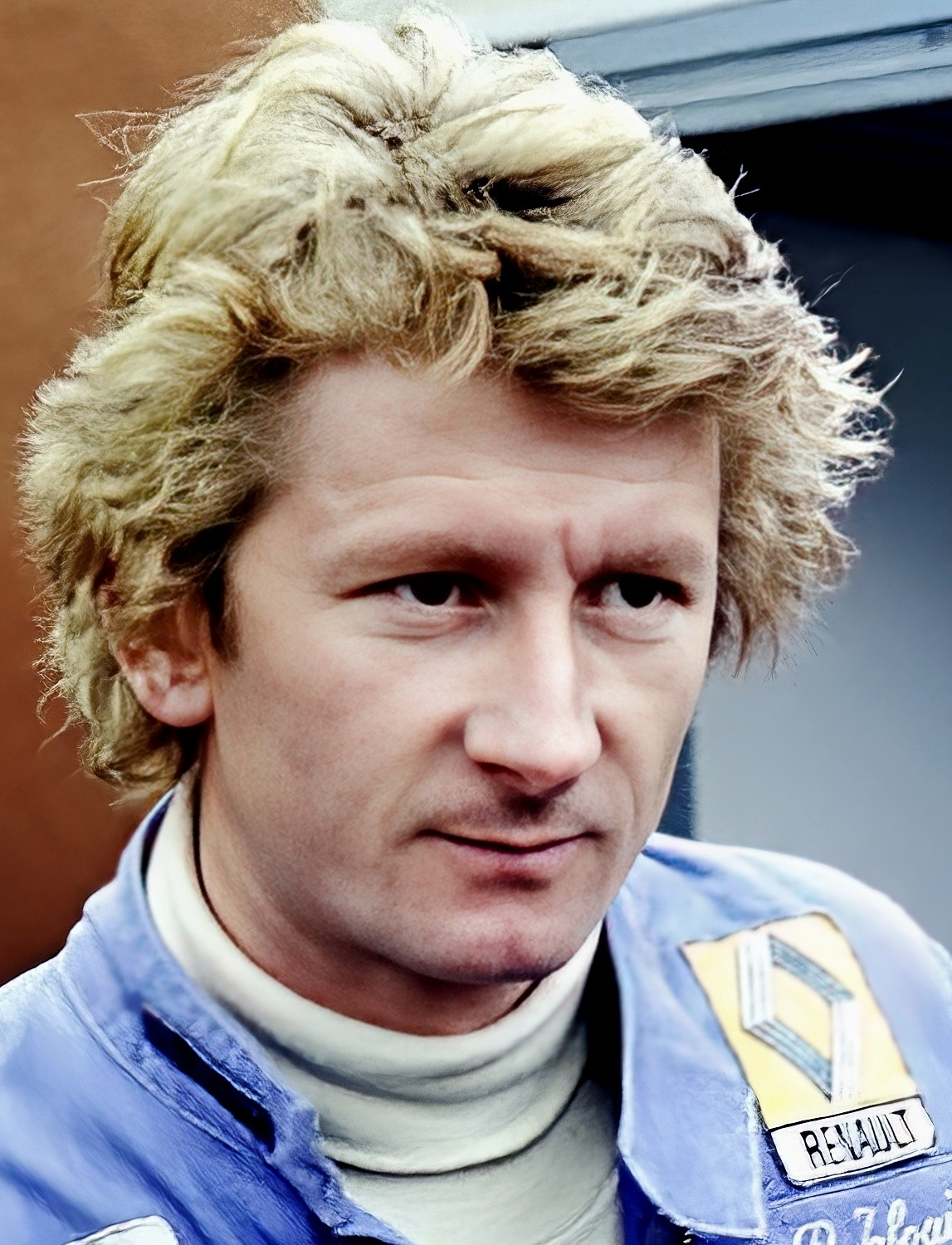
Жан-Пьер Жабуй

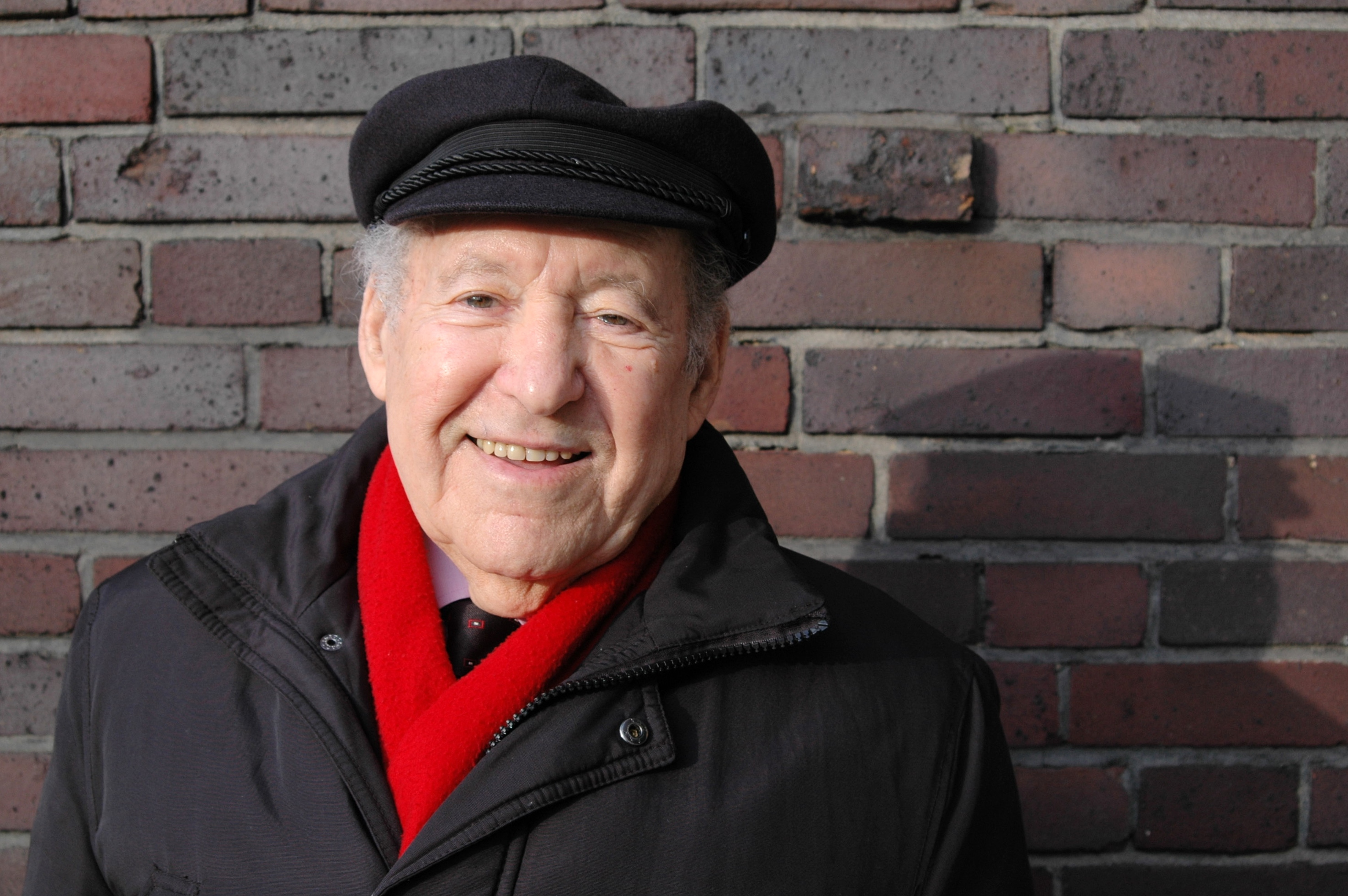
Соломон Перель

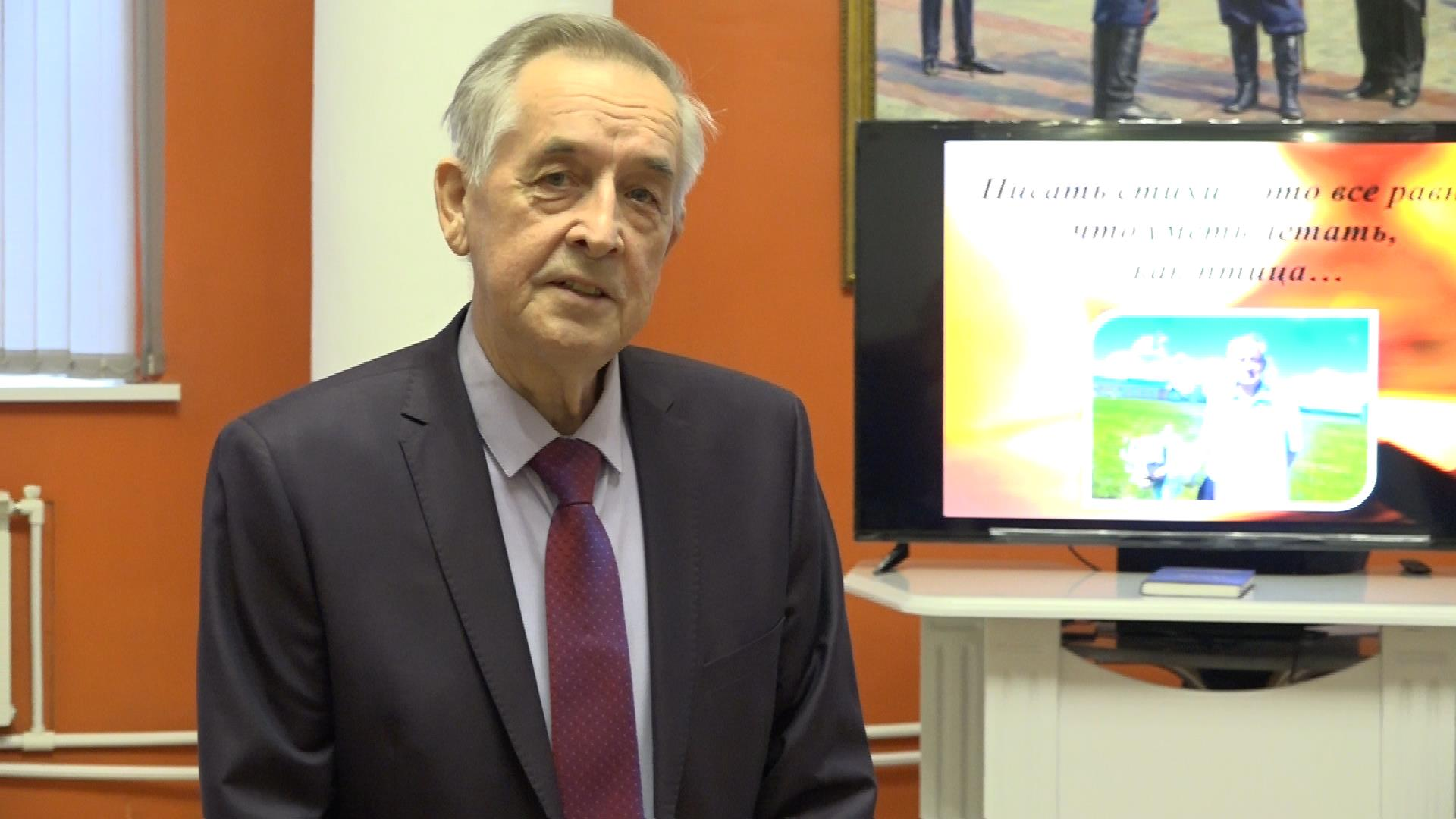
Геннадий Штурмин

- Аль-Мулла, Мухаммед Саид[англ.] (97) — политический деятель ОАЭ, министр транспорта и связи[354].
- Вель, Луи[фр.] (96) — французский актёр[355].
- Вильк-Слизовская, Барбара[пол.] (87) — польская спортивная гимнастка, бронзовый призёр летних Олимпийских игр 1956 года[356].
- Вулкотт, Ричард[англ.] (95) — австралийский дипломат и телекомментатор, постоянный представитель Австралии при Организации Объединённых Наций (1982—1988)[357].
- Глория Мария (73) — бразильская журналистка и телеведущая[358].
- Головина, Нина Феодосьевна (86) — советская и российская киноактриса[359].
- Доливо, Георг (77) — финский актёр и режиссёр[360].
- Дюрье, Марсель[фр.] (82) — французский барьерист, участник летних Олимпийских игр (1960, 1964, 1968)[361].
- Ёкомити, Такахиро (82) — японский государственный деятель, председатель Палаты представителей (2009—2012), губернатор префектуры Хоккайдо (1983—1995)[362].
- Жабуй, Жан-Пьер (80) — французский автогонщик, участник чемпионата мира по автогонкам в классе Формула-1, чемпион Европы Формулы-2[363].
- Иоанн (Зизиулас) (92) — епископ Константинопольской православной церкви, митрополит Пергамский (с 1986)[364].
- Карра, Энцо[итал.] (79) — итальянский журналист и политик, член Палаты депутатов Италии (2001—2013)[365].
- Квай, Тим[англ.] (61) — британский музыкант (Cardiacs)[366].
- Матар, Линда[англ.] (97) — ливанская общественная деятельница, президент Лиги защиты прав ливанских женщин (1978—2008), президент Ливанского совета женщин (1996—2000)[367].
- Никитина, Людмила Николаевна (95) — советский и российский художник, почётный член РАХ (2016)[368].
- Перель, Соломон (97) — израильский писатель, оратор и общественный деятель[369].
- Сагар[телугу] (70) — индийский кинорежиссёр[370].
- Торп, Дэвид Ричард[англ.] (79) — британский историк и биограф, член Королевского исторического общества (2013)[371].
- Уоффорд, Джеймс[англ.] (78) — американский наездник, двукратный серебряный призёр летних Олимпийских игр (1968, 1972)[372].
- Штурмин, Геннадий Владимирович (72) — российский поэт, прозаик[373].
- Yung Trappa (27) — российский рэпер; передозировка[374].

## 1 февраля

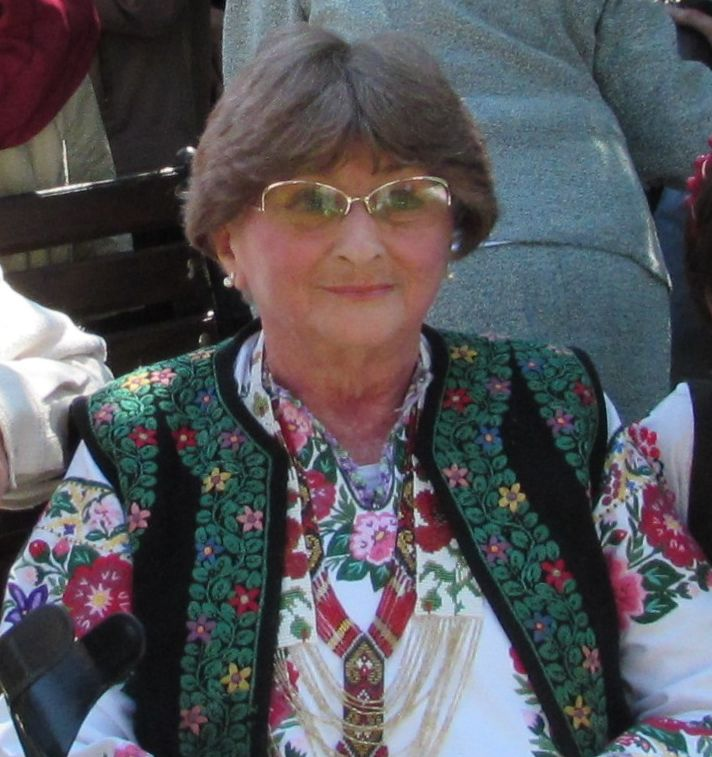
Мария Миколайчук

- Алькала, Анхель[англ.] (93) — филиппинский биолог и государственный деятель, министр окружающей среды и природных ресурсов (1992—1995)[375].
- Альсен, Ханс[швед.] (96) — шведский политик, депутат Риксдага (1974—1982), губернатор Уппсалы (1986—1992)[376].
- Беналья, Ренато (84) — итальянский футболист («Фиорентина», «Рома»)[377].
- Дей, Паримал[англ.] (81) — индийский футболист, игрок национальной сборной[378].
- Дикинсон, Теренс[англ.] (79) — канадский астрофотограф и астроном-любитель[379].
- Долло, Бенни[англ.] (72) — индонезийский футбольный тренер, тренер национальной сборной (2000—2001, 2008—2010)[380].
- Матвеев, Геннадий Васильевич (74) — советский футболист[381].
- Миколайчук, Мария Евгеньевна (81) — советская и украинская актриса и певица, народная артистка Украины (2005)[382].
- Мулен, Роланд[англ.] (82) — американский каноист, участник летних Олимпийских игр (1972, 1976)[383].
- Петрашак, Леонард (86) — польский актёр театра и кино[384].
- Сальданья, Терри[англ.] (64) — филиппинский баскетболист, шестикратный чемпион страны[385].
- Сеидов, Тарлан Мир Ашраф оглу (80) — советский и азербайджанский музыковед и пианист, заслуженный деятель искусств Азербайджана (2007)[386].
- Сулейман, Дан[англ.] (80) — нигерийский политический деятель и дипломат, посол Нигерии в России (2006—2009), губернатор штата Плато (1976—1978)[387].
- Тессон, Филипп[фр.] (94) — французский журналист[388].
- Уилбур, Джордж[англ.] (81) — американский актёр и каскадёр[389].
- Уинтерингем, Грэм[англ.] (99) — британский архитектор[390].
- Цукерман, Джордж[англ.] (95) — канадский фаготист[391].
- Чапла, Йозеф[чеш.] (84) — чехословацкий хоккеист («Слован», «Дукла»)[392]